# Église Saint-Pierre-et-Saint-Paul d'Acy-en-Multien
L'église Saint-Pierre-et-Saint-Paul est une église catholique paroissiale située à Acy-en-Multien, dans l'Oise. Elle appartient, pour l'essentiel, à la période de transition du roman vers le gothique, et date du milieu du XIIe siècle. Derrière des abords décevants, se cache un édifice tout à fait remarquable et d'une rare cohérence stylistique, qui n'exclut que le croisillon nord et les deux chapelles rectangulaires qui flanquent la seconde travée du chœur. La base du clocher est la partie la plus ancienne de l'église, et possède l'une des voûtes d'ogives les plus anciennes du département, et d'intéressants chapiteaux archaïques, mais l'emploi de l'arc brisé ne permet guère de la faire remonter avant 1125. Le chœur date des années 1140, et ses chapiteaux annoncent déjà le style gothique primitif, tout comme ses voûtes d'ogives, dont le bombement est caractéristique des voûtes romanes. Avec la nef de plan basilical des années 1150, qui est bien plus élevée, l'église Saint-Pierre-et-Saint-Paul offre un bel ensemble de voûtes d'ogives anciennes. La diversité de leur mise en œuvre témoigne des recherches esthétiques et techniques menées à l'époque, et qui jettent les bases pour le développement de l'architecture gothique, en cours depuis 1145. L'église Saint-Pierre-et-Saint-Paul a été inscrite au titre des monuments historiques par arrêté du 3 avril 1926. Elle est aujourd'hui affiliée à la paroisse sainte Jeanne d'Arc du Multien, et les messes dominicales y sont célébrées une à deux fois par mois.

## Localisation
L'église Saint-Pierre-et-Saint-Paul est située en France, en région Hauts-de-France, au sud-est du département de l'Oise, à la limite avec la Seine-et-Marne, dans le Multien, sur la commune d'Acy-en-Multien, au centre du village, rue de la Libération (RD 332) / rue de l'Église. La façade occidentale donne sur la rue de la Libération, et est précédée d'un petit parvis. L'élévation méridionale est alignée sur le rue de l'Église. L'élévation septentrionale est enclavé dans une propriété privée, et n'est pas visible depuis le domaine public. Le presbytère, située 1bis rue René-Latour, se situe devant le chevet, mais cette élévation est toutefois en grande partie visible depuis la rue.

## Histoire

### L'histoire de la paroisse

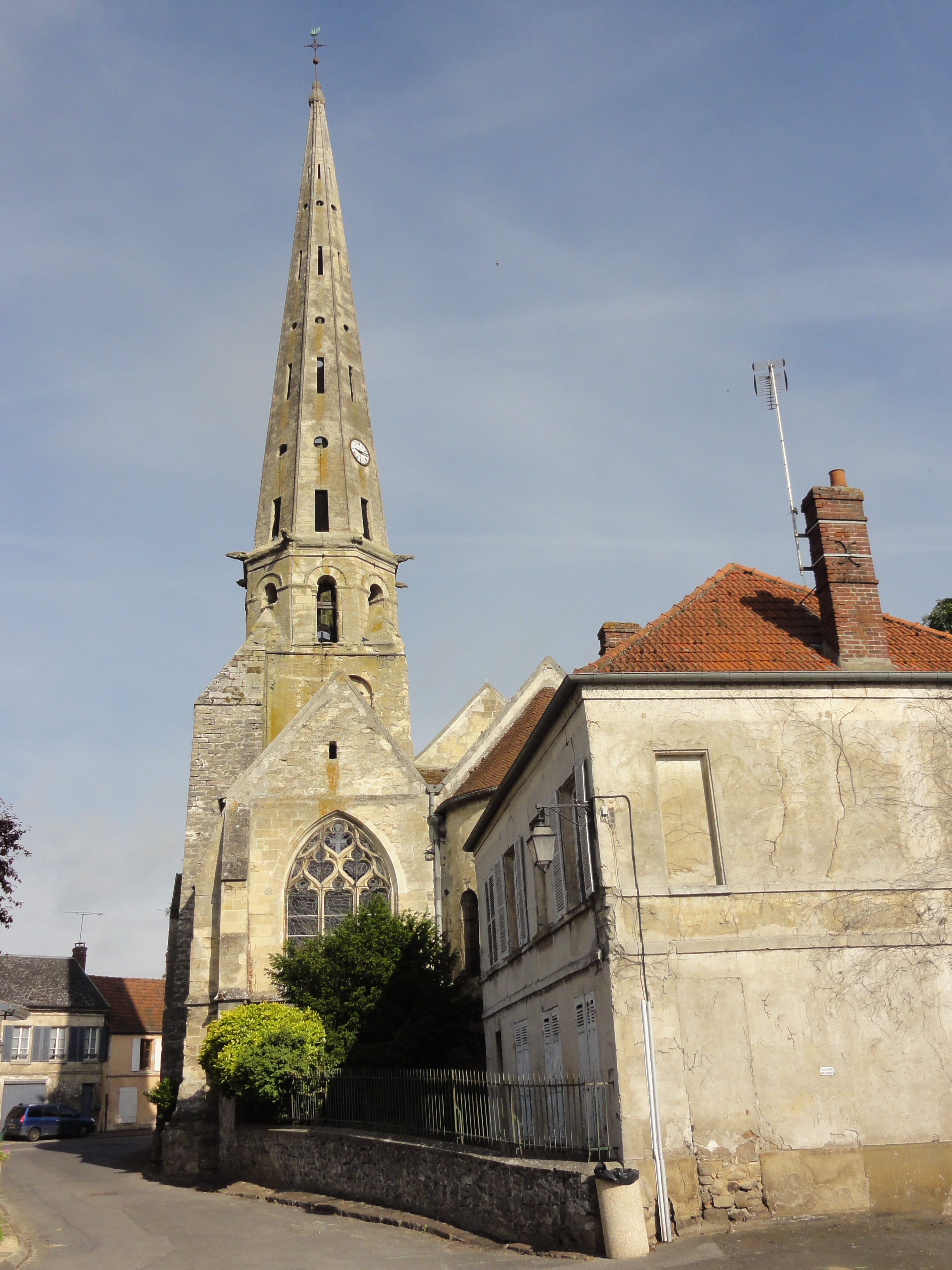
Vue depuis l'est.

L'on ignore la date de fondation de la paroisse. Selon la tradition, elle se situe vers 1010, mais aucune source ne semble confirmer cette date. Sous l'Ancien Régime, Acy relève du diocèse de Meaux. Le village devient le chef-lieu titulaire d'un doyenné dès les débuts du royaume de France. Dans un premier temps, le siège se situe près de la maison royale de May-en-Multien, puis est implanté à Acy à la fin du XIIIe siècle. Les registres paroissiaux indiquent, qu'à l'occasion de l'installation du retable de la Vierge, le 7 septembre 1688, fut trouvée une boite de fer blanc contenant un parchemin et des reliques de sainte Sabine. Le parchemin indiquait qu'il avait été déposé par Mgr Henri le Meignen, évêque de Digne, le dernier dimanche du mois de mai 1598, à l'occasion de la consécration de l'église en l'honneur des saints apôtres Pierre et Paul. 
En 1640, le doyenné d'Acy compte cinquante-et-une paroisses. Après l'érection du doyenné de Nanteuil-le-Haudouin en 1740, quand le nombre des doyennés ruraux passe de six à dix, le nombre de paroisses se trouve réduit à vingt-trois. Depuis le Xe siècle Acy est le siège d'une seigneurie relativement importante. Au XIXe siècle encore, Acy dépasse nettement en nombre d'habitants Betz, chef-lieu de canton. Le village a le caractère d'un bourg, et est longtemps considéré comme chef-lieu du pays de Multien. Ces différents facteurs expliquent sans doute l'ambition de l'architecture de son église.
Le collateur de la cure est l'évêque de Meaux. L'église Saint-Pierre-et-Saint-Paul n'est pas l'unique édifice religieux du village. Au sud-ouest du territoire, une chapelle dédiée à saint Leu est desservie par un chapelain nommé par l'évêque. Dans le cimetière, une chapelle placée sous l'invocation de Saint-Prix est longtemps un lieu de pèlerinage pour les paralysés. En 1671, le doyen Charles Le Maire donne un terrain pour la fondation d'un ermitage. Trois moines y habitent au XVIIIe siècle. Enfin, une maladrerie existe également sur l'étendue de la paroisse. À la Révolution française, l'ensemble des paroisses du département de l'Oise est regroupé dans le diocèse de Beauvais. Sous le Concordat de 1801, celui-ci est annexé au diocèse d'Amiens, situation qui perdure jusqu'en 1821. Depuis, la paroisse d'Acy-en-Multien appartient au diocèse de Beauvais. Avec la création de quarante-cinq nouvelles paroisses à l'échelle du diocèse en 1996, le village voisin de Betz devient le siège d'une grande paroisse au titre de sainte Jeanne d'Arc, qui s'étend vingt-deux communes. Le curé réside toutefois à Bargny. Des messes de semaine sont célébrées le vendredi soir. Les messes dominicales sont célébrées en l'église Saint-Pierre-et-Saint-Paul une à deux fois par mois, le samedi à 18 h 30 ou le dimanche à 10 h 30.

### Inhumations dans l'église
Charles Louis de Lorraine, évêque de Condom, décédé à Auteuil près de Paris le 1er juillet 1668, a été inhumé dans l'église d'Acy le 16 juillet 1668 selon dom Toussaint Du Plessis et Louis Graves.

### Les campagnes de construction de l'église

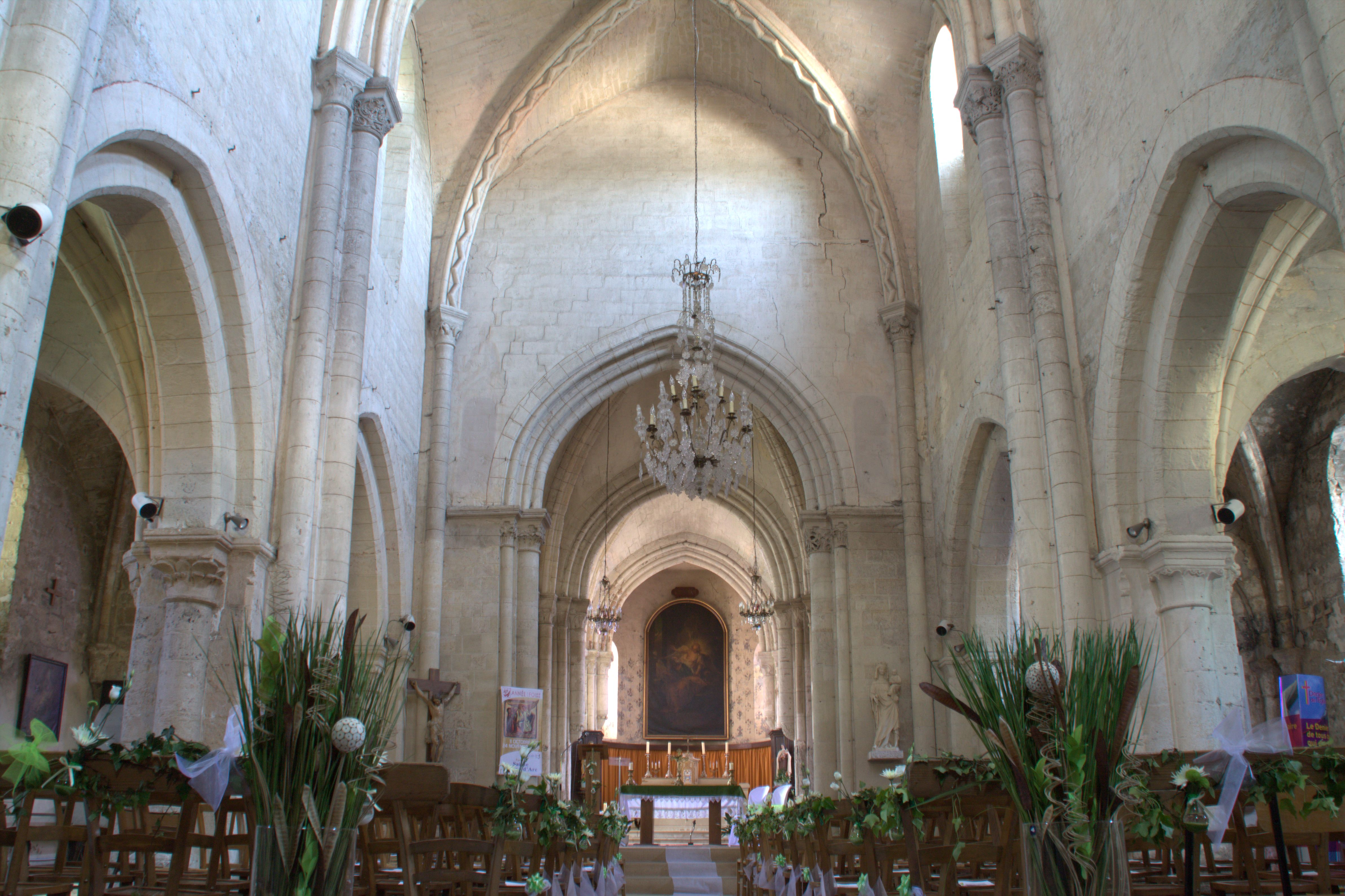
Nef, vue vers l'est.

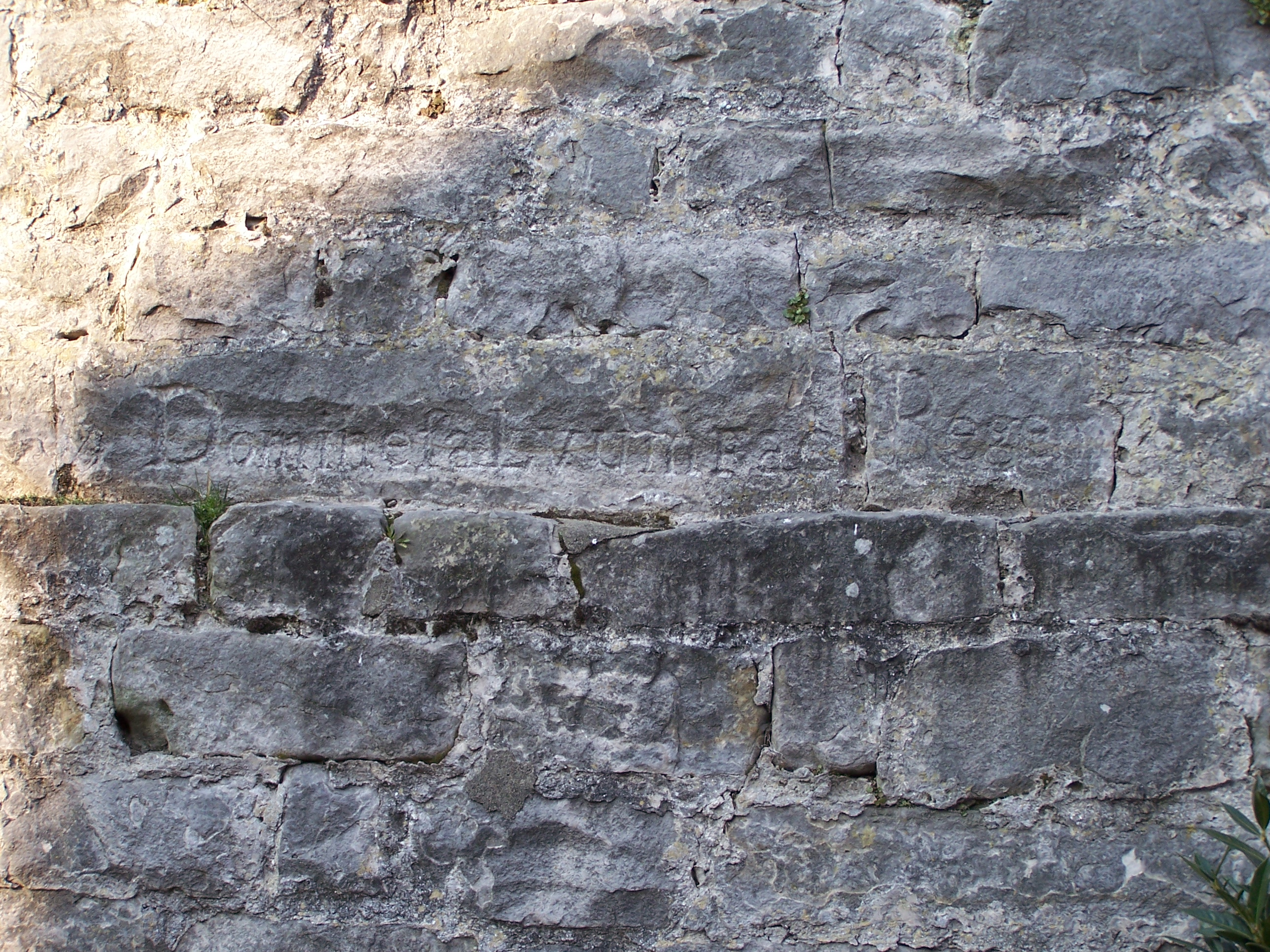
Inscription Domine, salvum fac regem sur le bas-côté sud.

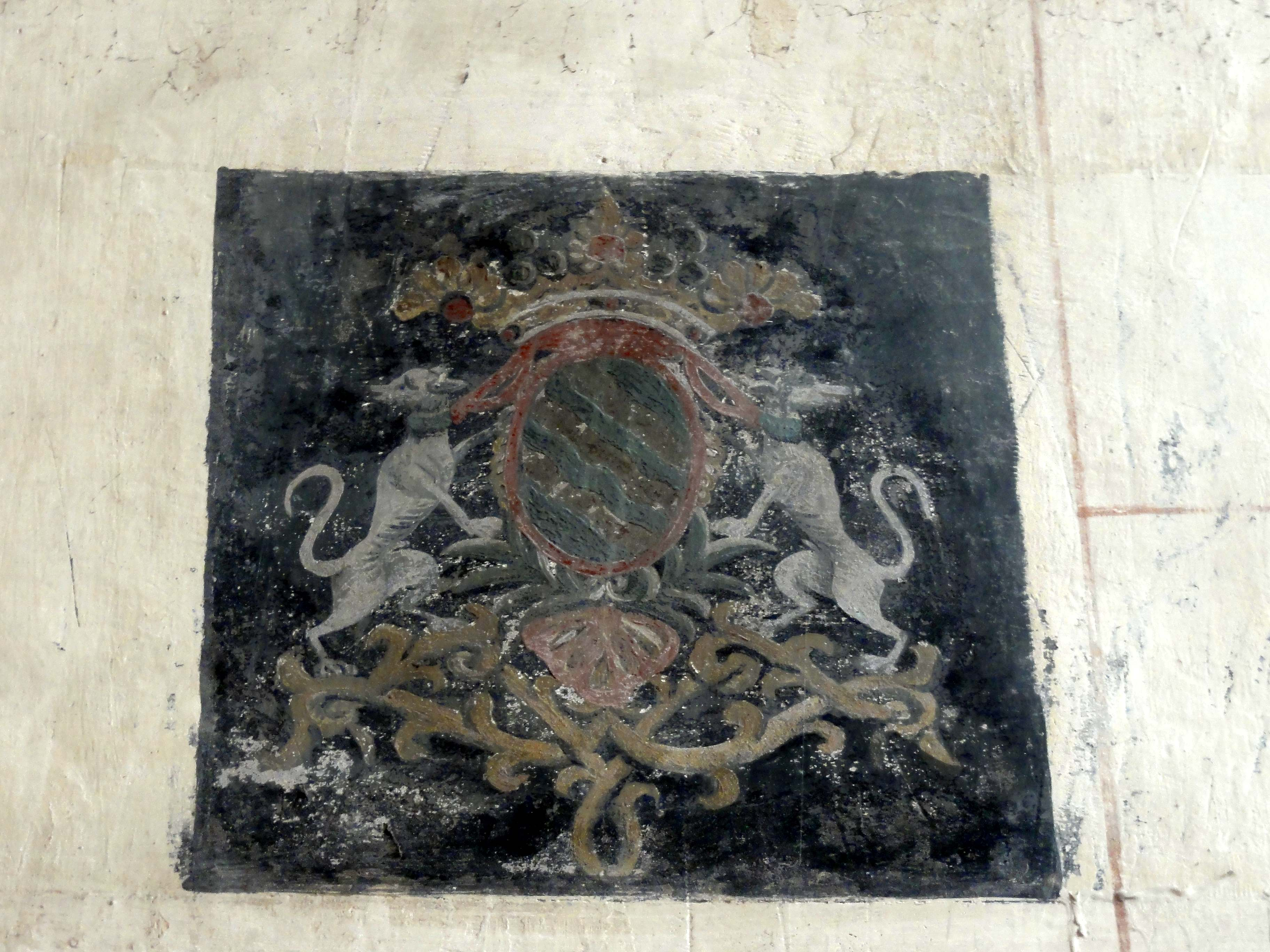
Litre funéraire des Cadeau d'Acy.

La partie la plus ancienne de l'église est la base du clocher, au sud du chœur. En raison de sa voûte d'ogives archaïque, qui est parmi les plus anciennes de l'Oise avec les bas-côtés de Saint-Étienne de Beauvais, Dominique Vermand estime qu'elle ne peut être postérieure au premier quart du XIIe siècle. Plus récemment, il hésite entre les années 1110 et les années 1120. L'auteur oublie de tenir compte de la forme en arc brisé de la voûte, qui, selon lui-même, ne fait son apparition dans la région qu'au cours des années 1120. Pour Anne Prache, la voûte et la forme des supports évoquent le second quart du XIIe siècle. En se basant sur les baies du premier et du second étage du clocher, qui sont seulement conservées du côté ouest, Eugène Müller conclut à une date de construction au début du XIIe siècle : bases sans griffes, fûts à pans coupés, chapiteaux austères. Dans un premier temps, le clocher appartient à une église plus ancienne, qui est totalement reconstruite à partir des années 1140. La construction commence par le chœur, qui comporte deux travées droites et une abside en hémicycle, et se poursuit par le croisillon nord. La nef et les bas-côtés ne sont entrepris qu'au cours des années 1150. Le style est celui des dernières églises romanes du Beauvaisis et de ses environs (Bury, Cambronne-lès-Clermont, Foulangues, Lavilletertre, Mogneville). Le troisième étage du clocher, qui adopte un plan octogonal, est sans doute réalisé au cours des années 1160. Vers la fin du XIIe siècle ou le début du XIIIe siècle, des arcades sont ouvertes dans les murs latéraux de la seconde travée du chœur, et deux chapelles rectangulaires y sont ajoutées. Selon Eugène Müller, la reconstruction de ces chapelles, motivée certainement par les dégâts infligés par la Guerre de Cent Ans, remonte au XIVe siècle pour la chapelle nord, et au XVIe siècle pour la chapelle sud. Entre-temps, le clocher est doté d'une nouvelle flèche de pierre au XVe siècle. Les piles du XIIe siècle ne sont pas assez fortes pour la supporter, et l'église menace ruine, ce qui oblige au renforcement des piles méridionales par de difformes massifs de maçonnerie,,,.
Dans le croisillon nord et la chapelle latérale nord du chœur, les blasons d'une litre funéraire ont été dégagés à plusieurs endroits. Peints sur fond noir, ils se blasonnent ainsi : d'azur à trois bandes ondées d'argent. Les blasons de forme ovale sont tenus par deux lévriers dressés, et surmontés d'une couronne de marquis (sachant que la seigneurie d'Acy résulte du démembrement d'un marquisat). Ces armoiries sont celle de la famille Cadeau d'Acy. De toute évidence, cette litre a été peinte en 1750 après le décès de Jacques Cadeau d'Acy, conseiller au Parlement de Paris, chevalier, seigneur d'Acy, qui avait acheté la seigneurie du Bas-Acy en 1719, puis un peu plus tard celle du Haut-Acy. Une pierre tombale à son nom est encastrée dans le sol de la chapelle latérales sud. — Au XIXe siècle, l'église est équipée d'une nouvelle sacristie. Pour parer aux problèmes de stabilité persistants, les baies des deux premiers étages du clocher sont bouchées côté sud et est. Dès 1851, Louis Graves rapporte que l'on considère l'église Saint-Pierre-et-Saint-Paul comme l'une des plus belles de l'ancien diocèse de Meaux. En 1885, Eugène Müller qualifie l'église comme étant de très haut intérêt. Il poursuit : « Bref, l'église d'Acy est l'un de ces types remarquables de transition comme nos pays en offrent plus d'un spécimen où l'art, laissant les formes du roman, atteint déjà l'élégance parachevée du XIIIe siècle : Proportion des parties, assemblage de force et de légèreté, variété de l'ornementation, franchise du faire… Mon imagination restaurait ces chapiteaux que l'humidité a rongés, rendait au sol ce carrelage émaillé dont il montre encore çà et là quelques débris semi-usés, tamisait par des vitraux en médaillons bleus, rouges la crudité de la lumière, restituait à l'abside son autel cubique… »,. Ce n'est que par arrêté du 3 avril 1926 que l'église est inscrite (et non classée) au titre des monuments historiques. Si le vaisseau central se trouve aujourd'hui en bon état, la base du clocher est interdite d'accès pour des raisons de sécurité, et les chapiteaux rongés par l'humidité, soit l'ensemble des chapiteaux des bas-côtés, n'ont pas été restaurés. De même, le problème de l'humidité des murs n'a pas été résolu.

## Description

### Aperçu général

Plan de l'église.

Orientée un peu irrégulièrement, avec une déviation de l'axe vers le sud-est du côté du chevet, l'église répond à un plan largement symétrique et assez simple, la principale irrégularité étant la présence du clocher au sud du chœur. L'édifice se compose d'une nef accompagnée de deux bas-côtés ; d'une croisée du transept, en même temps première travée du chœur, flanquée de la base du clocher au sud et d'un croisillon au nord ; d'une seconde travée du chœur ; d'une abside en hémicycle peu profonde ; et de deux chapelles latérales au nord et au sud de la seconde travée du chœur. Une sacristie se situe devant le chevet de la chapelle latérale nord. Sauf l'abside, qui n'est pas voûtée en cul-de-four mais seulement dotée d'un plafond plat, l'ensemble de l'église est voûtée d'ogives. La travée la plus basse est la base du clocher. Les bas-côtés de la nef sont un peu plus élevés, dépassés de peu par le croisillon nord et les chapelles latérales. D'une hauteur plus importante est le vaisseau central du chœur, qui paraît toutefois relativement basse comparé à la nef, qui représente la partie la plus haute de l'église. L'on y accède par le portail latérale de la seconde travée du bas-côté sud, par le portail occidental de la nef ou depuis la sacristie. Chacun des trois vaisseaux du chœur, ainsi que la nef, sont recouverts de toitures indépendantes à deux rampants. Les bas-côtés sont munis de toits en appentis. Le clocher est coiffé d'une flèche de pierre.

### Intérieur

#### Nef

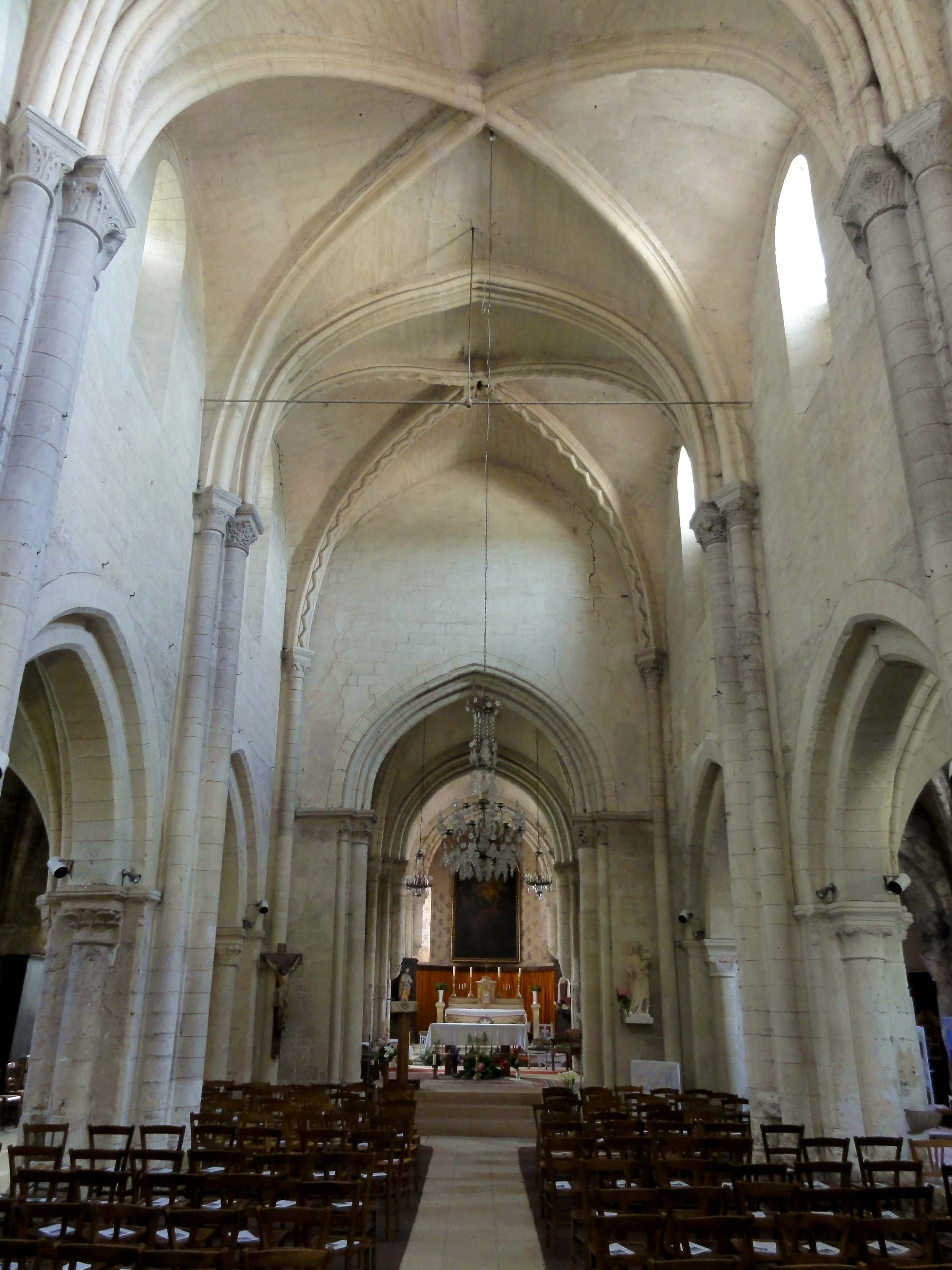
Nef, vue vers l'est.

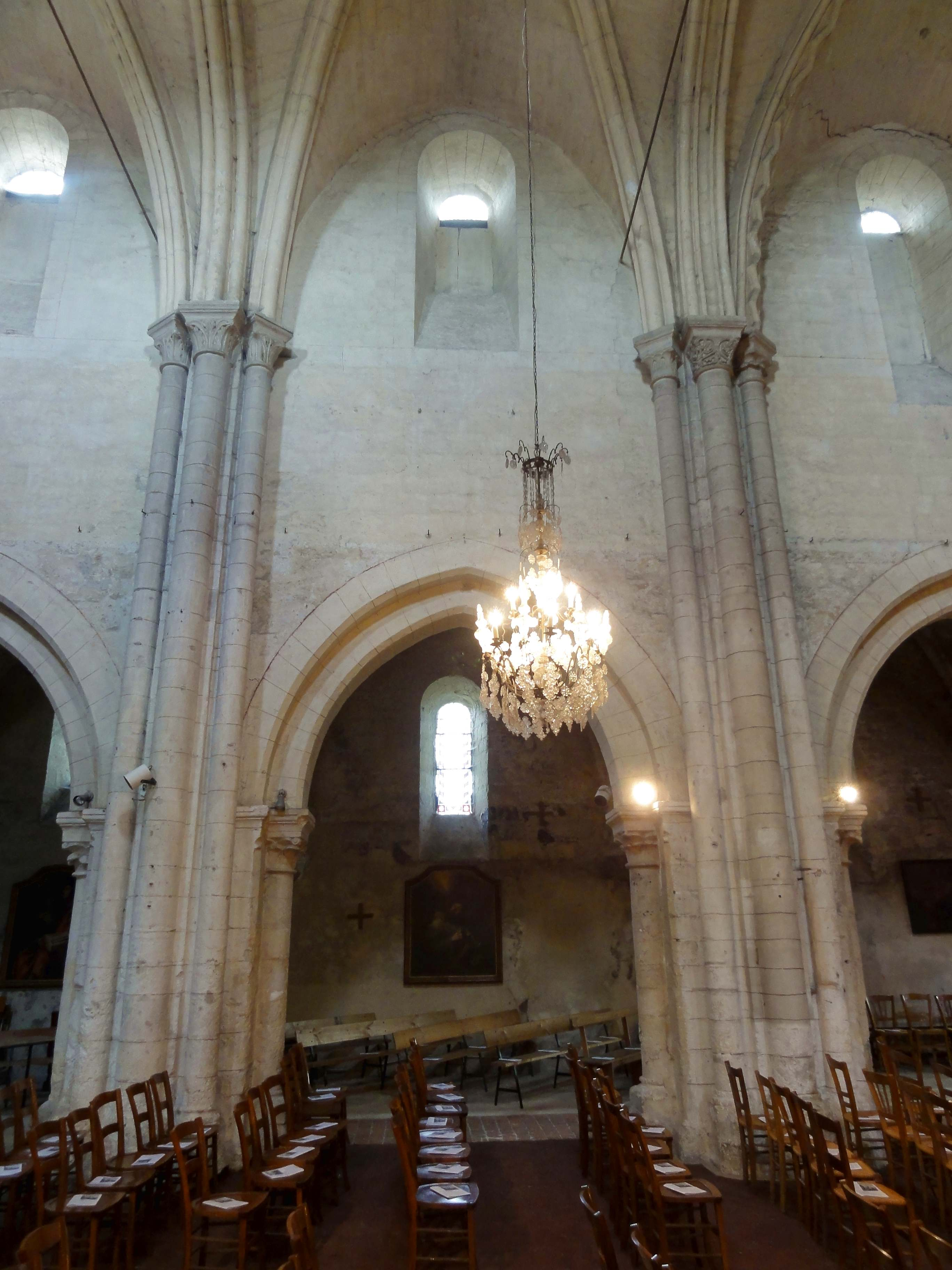
2e travée, élévation nord.

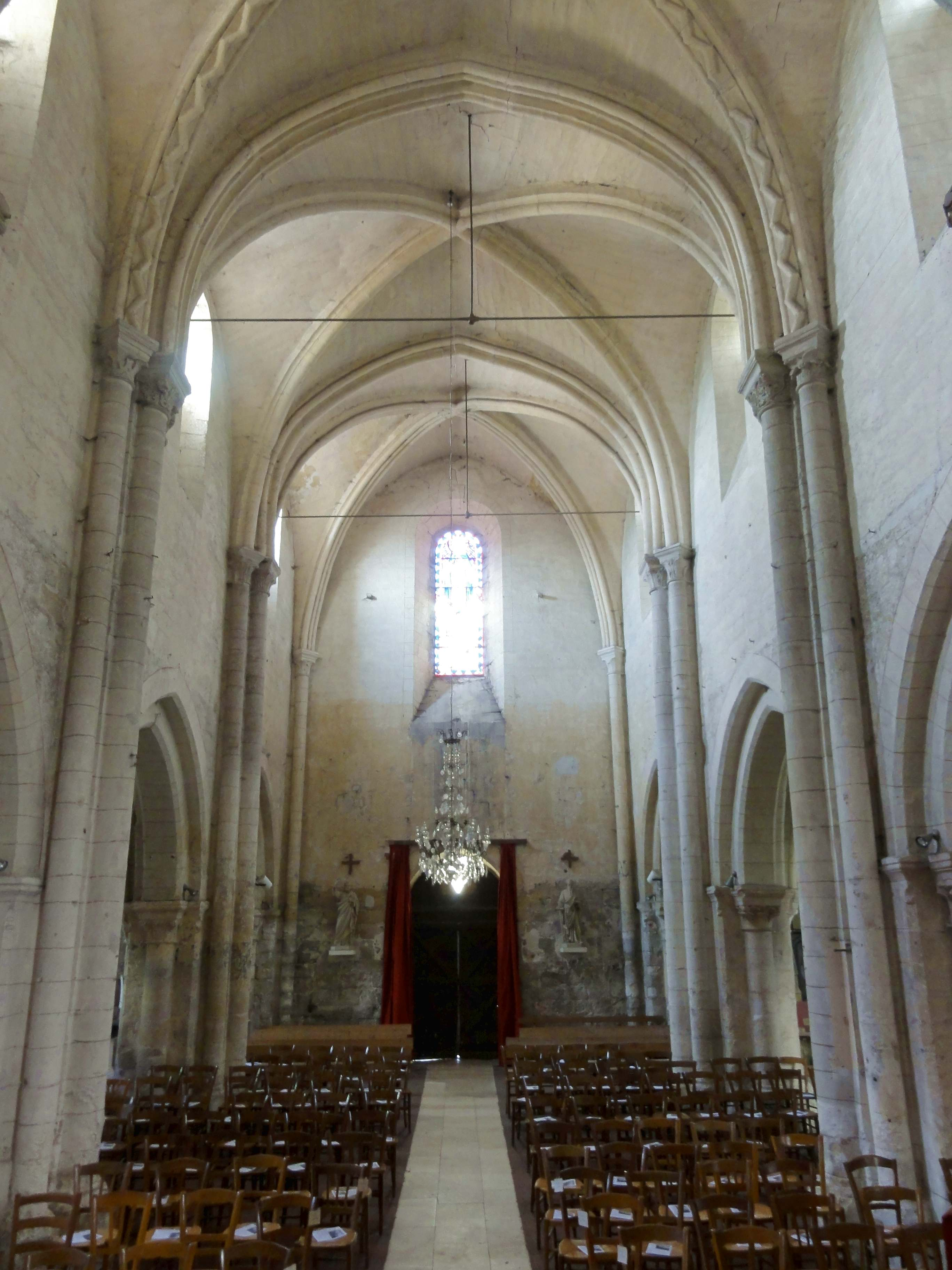
Nef, vue vers l'ouest.

La nef est formée par seulement trois travées barlongues. La hauteur sous le sommet des voûtes avoisine les 11 m, et la largeur entre les murs gouttereaux est d'environ 7,00 m : la hauteur est donc équivalente à un peu plus qu'une fois et demi la largeur, comme fréquemment à la période du premier voûtement d'ogives, et plus tard, à la période gothique flamboyant. L'élancement est donc tout relatif, mais la différence de hauteur par rapport au chœur est considérable : il est d'environ un tiers plus bas, comme le met en exergue l'arc triomphal à l'extrémité orientale de la nef. Cette différence de hauteur, qui est plus couramment à la faveur du chœur, évoque Béthisy-Saint-Martin, Béthisy-Saint-Pierre, Glaignes, etc. Les élévations latérales s'organise sur trois niveaux, à savoir l'étage des grandes arcades, qui représentent la moitié de la hauteur totale sous le sommet des voûtes ; un étage de murs aveugles ; et l'étage des fenêtres hautes, qui représente un quart de la hauteur totale, et s'inscrit entièrement sous le sommet des voûtes. Les fenêtres sont en plein cintre et s'ouvrent au-dessus d'un long glacis. En raison de l'exhaussement des toits en appentis des bas-côtés à l'époque moderne, les deux tiers inférieurs des baies sont obturés. Seule la baie occidentale, au-dessus du portail, conserve ses dimensions d'origine. La nef est donc relativement sombre, ce qui est atténué par les badigeons blancs qui couvrent les murs. Ils sont peints en faux-appareil, avec des lignes généralement conformes à la dimension réelle des pierres, qui sont de couleur grise. Les supports des hautes-voûtes sont badigeonnés de gris.
Les voûtes sont séparés par deux arc-doubleaux en arc brisé, d'un tracé irrégulier, avec des sections presque verticales au-dessus des tailloirs, puis un arc surbaissé. Le premier doubleau est au profil d'un gros tore flanqué de deux tores plus minces, placés légèrement en recul. Sur le second doubleau, le rang de claveaux médian est creusée d'une gorge. Il s'agit d'un profil rare, sinon unique. Les ogives sont en plein cintre, comme à la même période à Cambronne-les-Clermont, Notre-Dame de Senlis, et dans les chapelles rayonnantes de Saint-Germer-de-Fly. Chacune des voûtes présente des ogives d'un profil différent. Sur la première voûte, il est de trois petits tores accolés, tous les trois placés au même plan. Sur la deuxième voûte, un tore unique est dégagé d'un bandeau situé en arrière-plan. Sur les ogives de la troisième voûte, se détache un rang de bâtons brisés, comme anciennement dans la base de clocher de Monchy-Saint-Éloi. À l'intérieur des églises, les bâtons brisés sont plus souvent appliqués aux arcades et doubleaux, mais ce reste l'exception : grandes arcades de la deuxième et la troisième travée de la nef Église Saint-Lucien de Bury et du rond-point de l'abside de Chars et Saint-Germer-de-Fly, doubleaux autour de la croisée du transept de Foulangues, et de la base du clocher septentrional de Saint-Denis. Aucune des clés de voûte n'est décorée, et il n'y a pas de formerets. Les voûtes sont légèrement bombées, notamment dans le sens transversal : les lignes faîtières des voûtes ne sont pas horizontales, et la clé de voûte est située un peu au-dessus des sommets des arcs d'inscription. La retombée s'effectue donc sur des colonnettes à chapiteaux uniques dans les angles, et sur des faisceaux de trois colonnettes latéralement. À propos de ces fûts, Dominique Vermand dit que leur « forte projection » est rendue nécessaire par la minceur des murs, « créant ainsi une structure en baldaquin qui sera l'essence même de la travée gothique », en suivant une idée mise en lumière par Jean Bony. Tous les fûts sont appareillés. Les colonnettes des ogives ne sont pas engagées, tandis que les fortes colonnettes des doubleaux sont engagés dans des dosserets faisant saillie devant les surfaces murales. Les tailloirs et chapiteaux correspondant aux ogives sont implantés à 45°, face aux ogives, ce qui est le cas le plus fréquent à la période du premier voûtement d'ogives. Les chapiteaux sont sculptés de feuilles d'acanthe, de feuilles d'eau d'une certaine plasticité, et dans un cas, de têtes de monstre crachant des rinceaux, de palmettes séparées de tiges perlées nouées ensemble, et de deux reptiles (angle nord-est).
Les grandes arcades sont en tiers-point, à double rouleau, non moulurées, et simplement chanfreinées, ce qui est encore la règle à la fin de la période romane et au troisième quart de XIIe siècle, période de construction supposéd. Le rang de claveaux supérieur retombe sur des tailloirs moulurés, qui sont encastrés dans les piliers. Une petite feuille d'angle sculptée à l'angle du pilier, immédiatement en dessous du tailloir, suggère un chapiteau. D'ici jusqu'au sol, les arêtes des piliers sont chanfreinées. Le rang de claveaux inférieur retombe sur les tailloirs carrés de colonnettes à chapiteaux à moitié engagées dans les piliers. Cette disposition économique rappelle la nef non voûtée de Villers-Saint-Paul, qui date des alentours de 1130. Les chapiteaux sont généralement sculptés d'un ou deux rangs de feuilles plates, avec des petites volutes d'angle. S'y ajoutent parfois quelques feuilles plus élaborées ou un fruit d'arum. De rares chapiteaux sont sculptés de palmettes, ou de tiges entrecroisées disposées diagonalement. Globalement, la sculpture est moins avancée que sur les chapiteaux des hautes-voûtes. Les bases d'origine sont fortement dégradés. Celle que l'on a restaurée, dans le cadre de la restauration de la pile nord-ouest de la croisée du transept et des supports contigus, présente un petit et un grand tore, flanqué de griffes d'angle. Par la différence des supports des voûtes de la nef et des grandes arcades, l'on remarque aisément que la composition des piliers de la nef n'est pas symétrique. Vers les bas-côtés, le parti est encore différent : les doubleaux des bas-côtés retombent comme l'intrados des grandes arcades, tandis que les ogives sont reçues sur des culs-de-lampe. En faisant abstraction des différents détails, Dominique Vermand rapproche la nef d'Acy de ses homologues de Bury et Lavilletertre ; on pourrait y ajouter Chars. La diversité des profils est fréquent à l'époque qui voit l'éclosion de l'gothique, après que les bases sont posées avec l'expérimentation du voûtement d'ogives et l'instauration de l'arc en tiers-point.

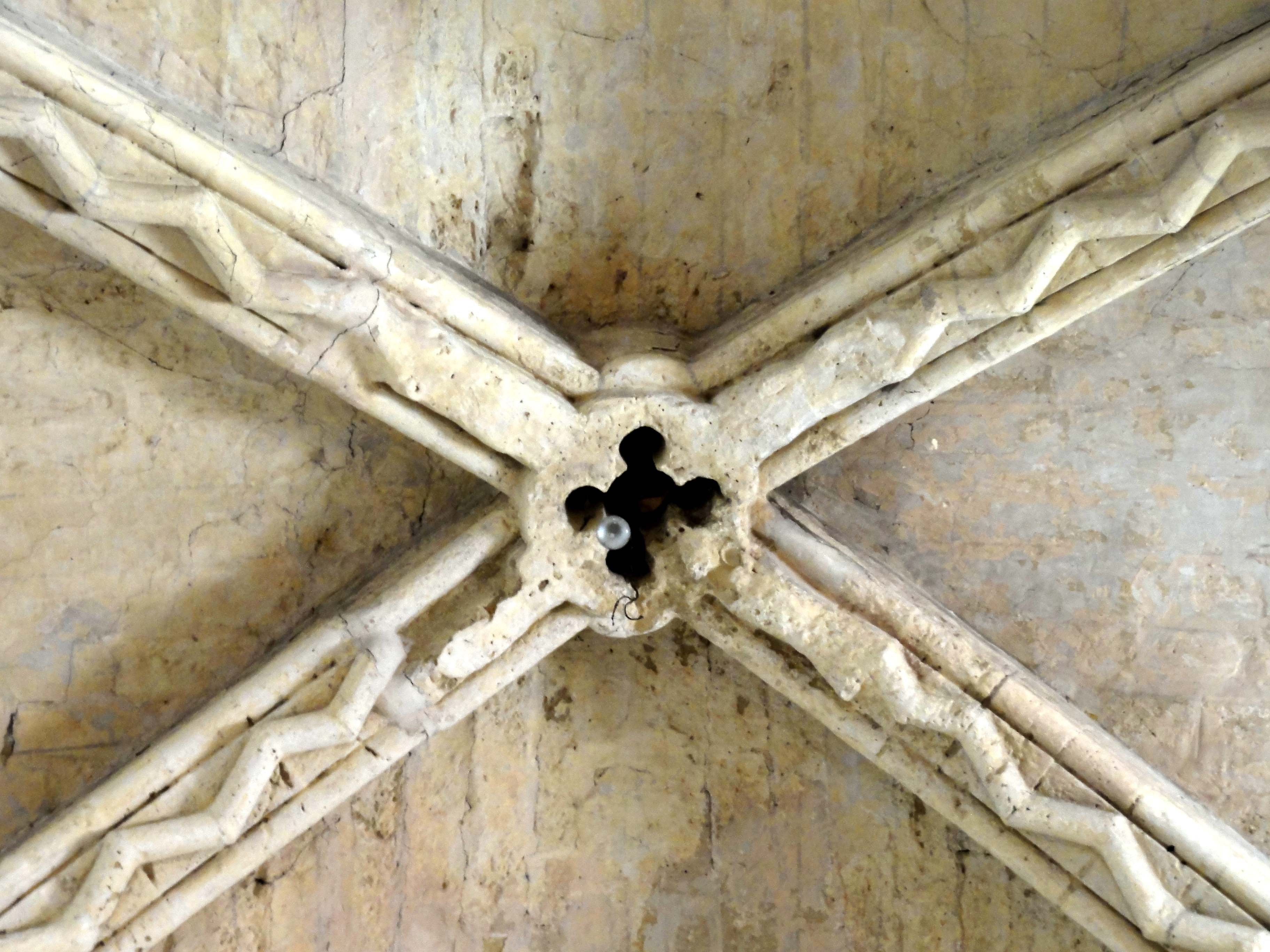
Clé de voûte de la 3e travée.
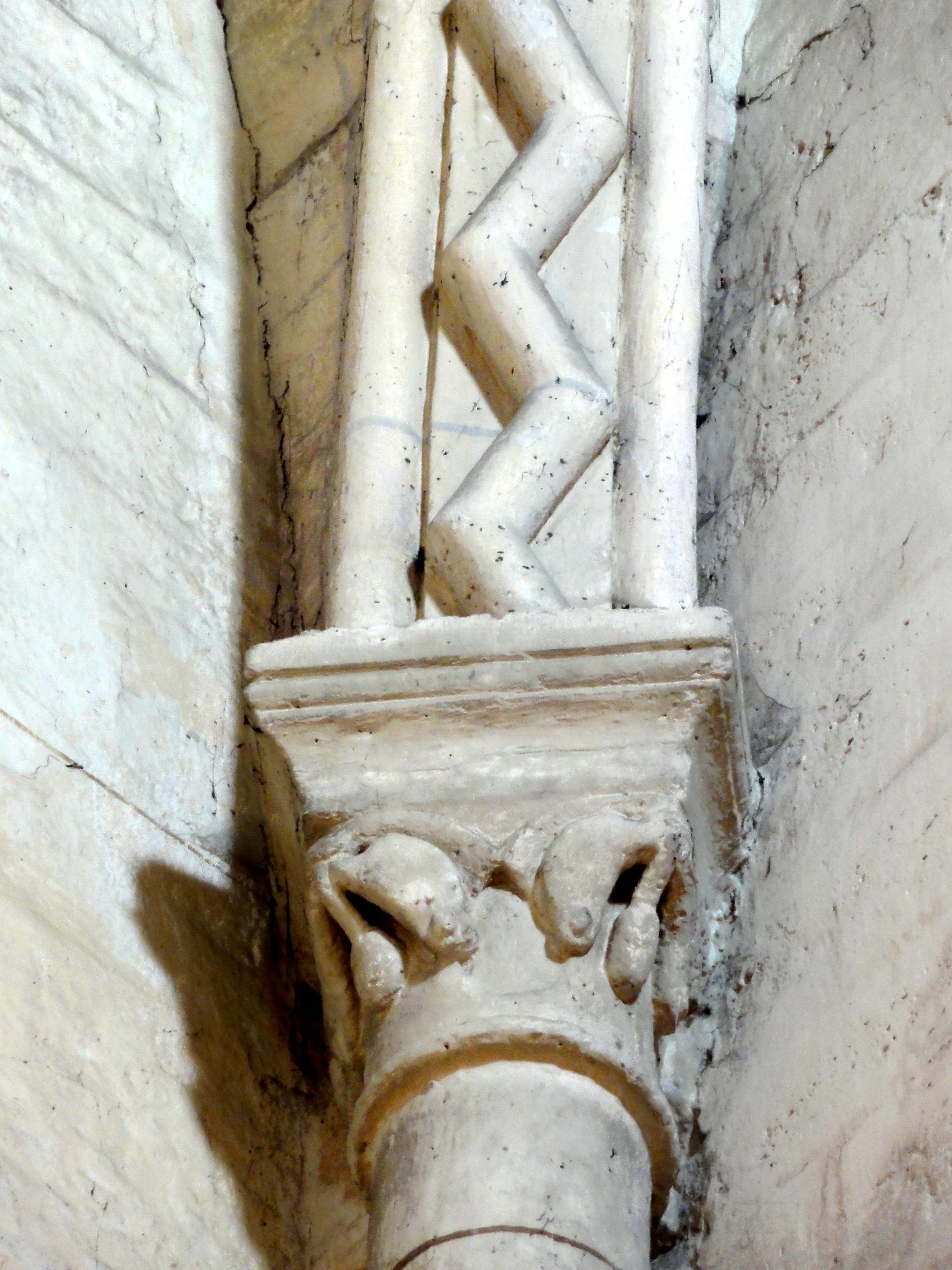
Chapiteau dans l'angle nord-est.
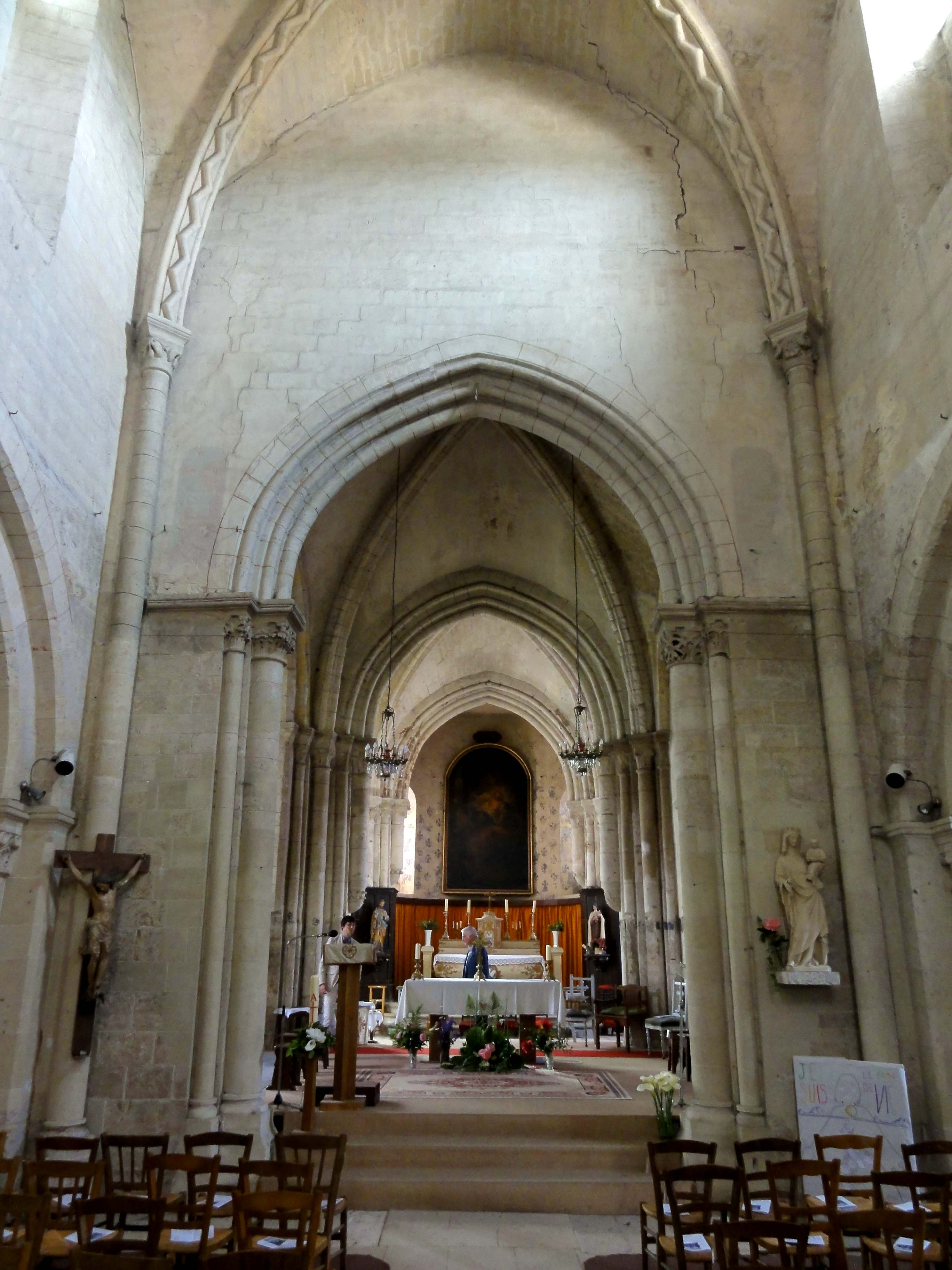
Extrémité orientale.
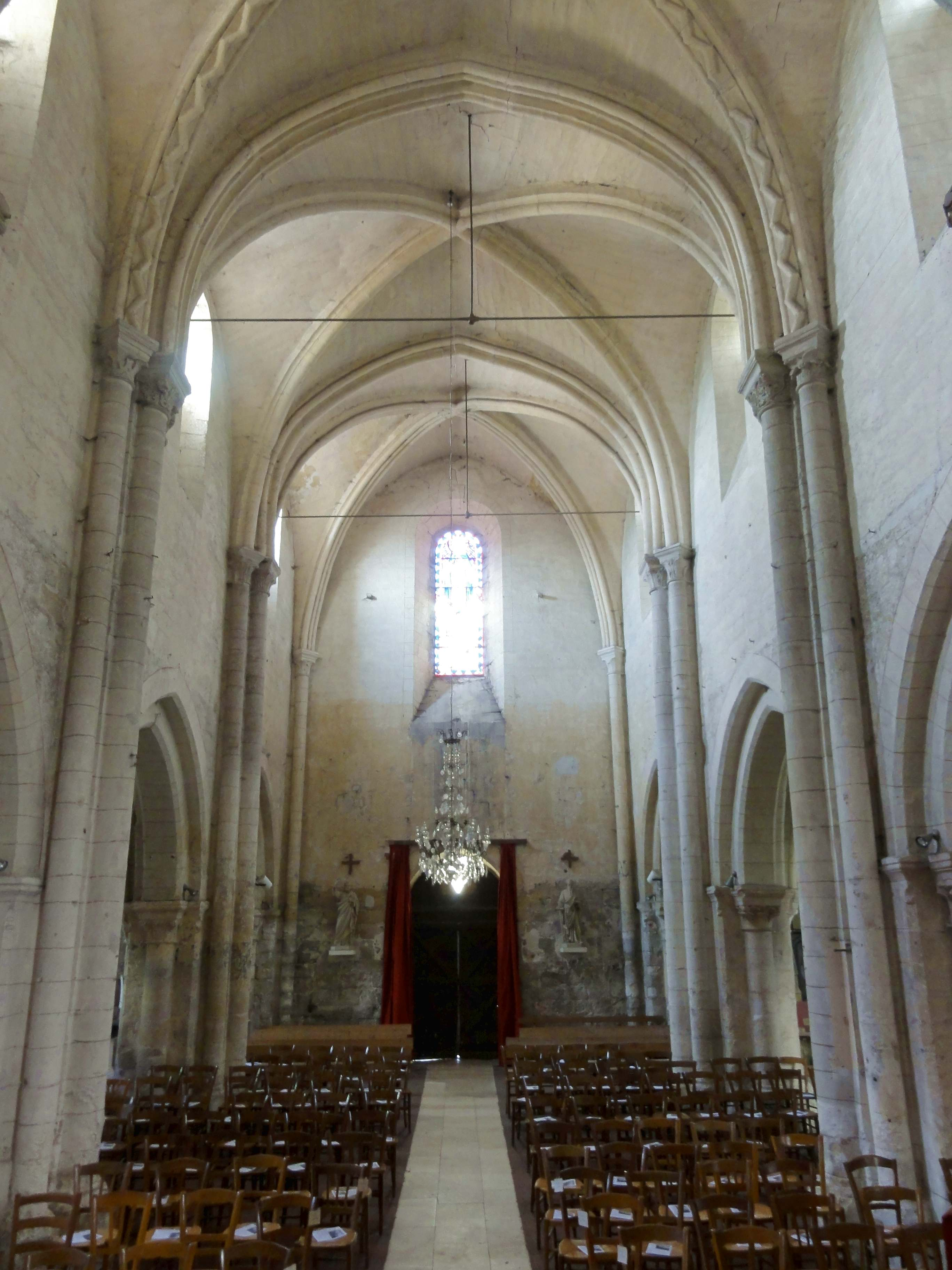
Vue vers l'ouest.
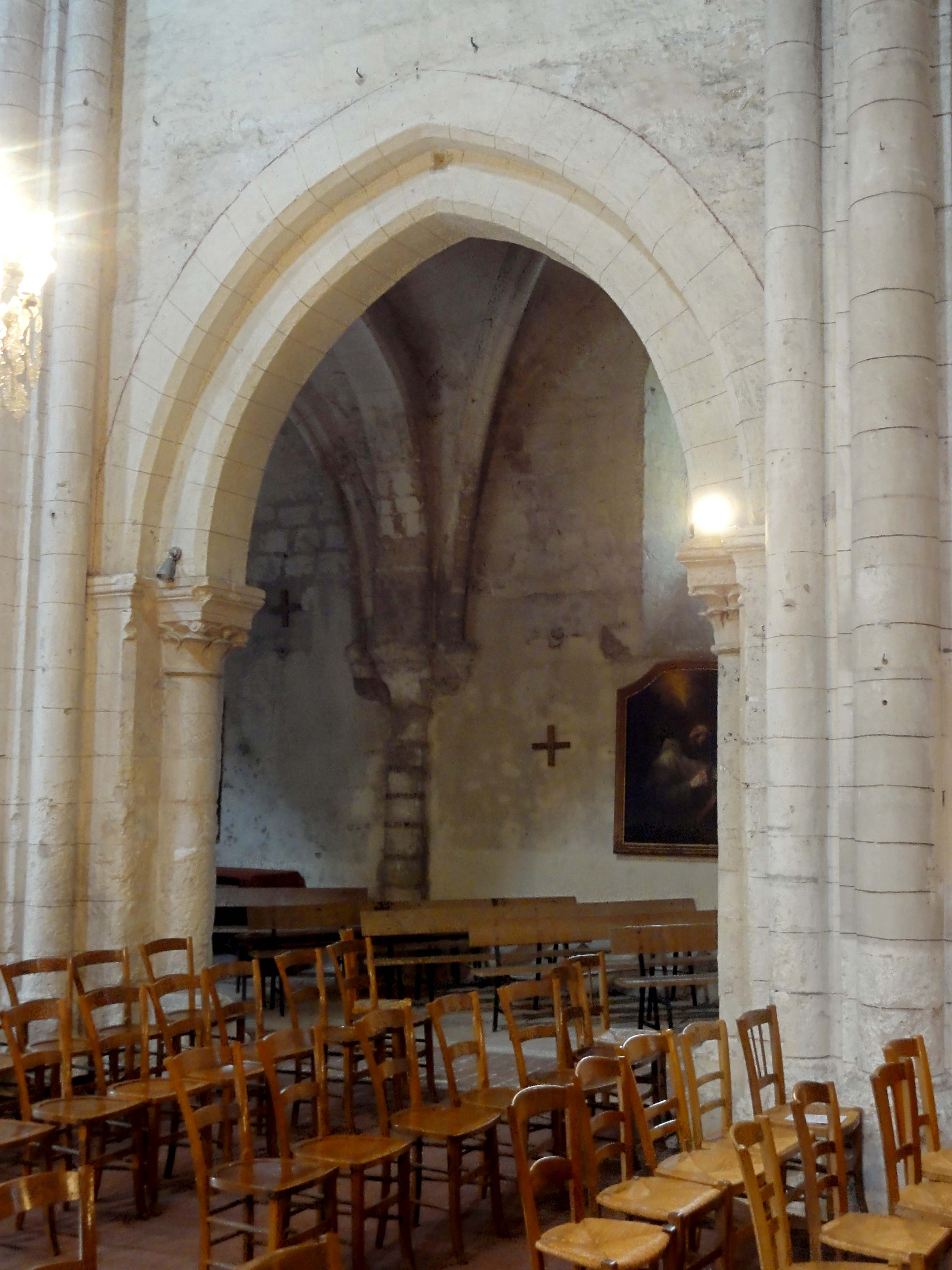
Deuxième grande arcade du nord.
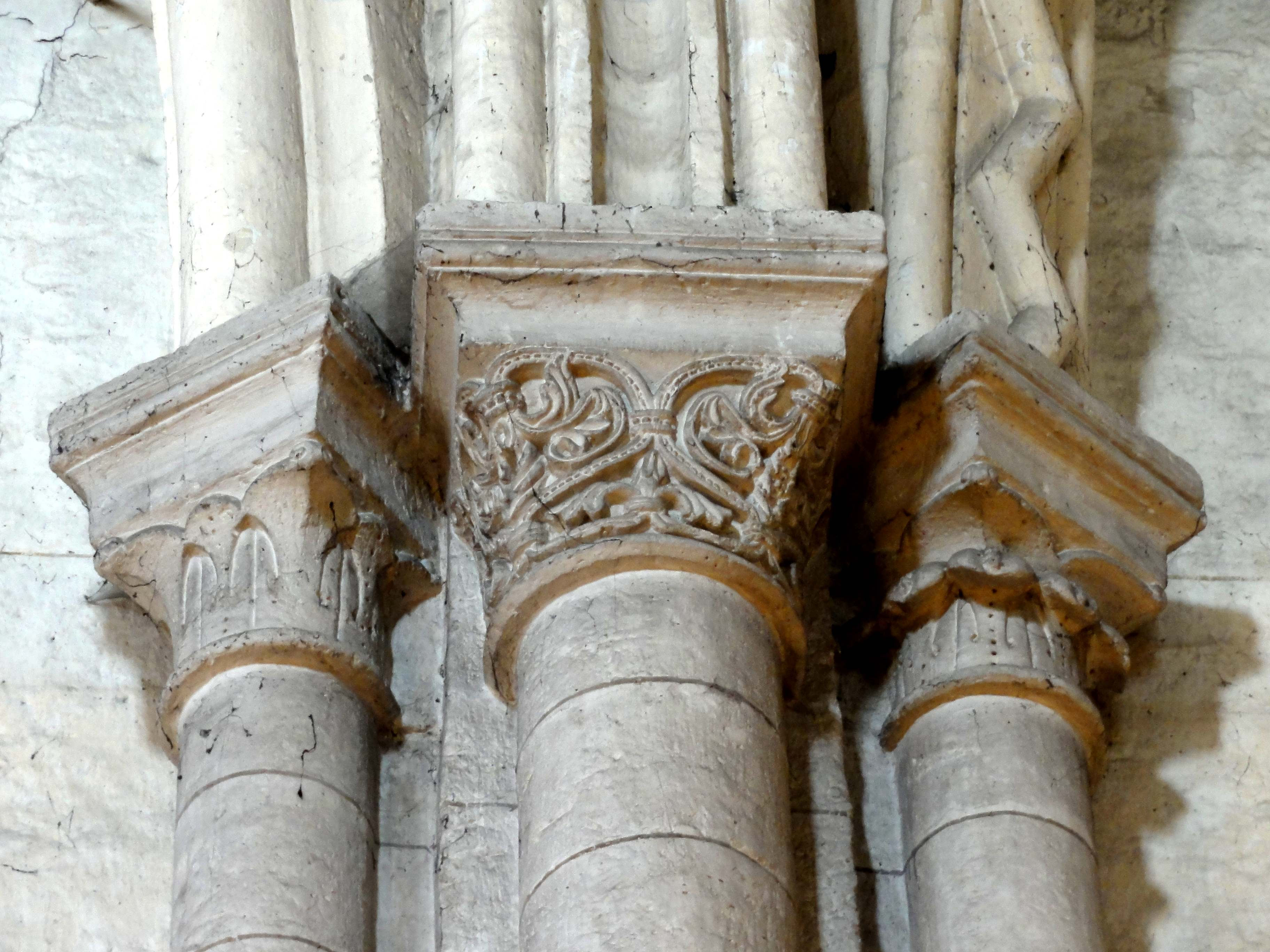
Chapiteaux du 2e doubleau, côté nord.

#### Bas-côtés
« Les basses-nefs », dit Eugène Müller, « présentent une architecture plus massive ». En effet, l'épaisseur des piliers de la nef est tout autre comparée aux proportions des bas-côtés, qui sont moitié moins élevées et moitié moins larges que la nef. En plus, les doubleaux ne sont pas moulurés, et correspondent au rouleau inférieur des grandes arcades. Leur tracé est plus aigu ou surhaussé, puisqu'ils retombent au même niveau que les grandes arcades, qui sont plus larges. Selon Eugène Müller, la retombée des nervures des doubleaux se fait à un niveau progressivement plus bas d'ouest en est : « chute qui ajoute à la perspective, calcul ou hasard ? ». Le profil des ogives est monotorique, comme dans la seconde travée de la nef, et les clés de voûte ne sont pas non plus décorées. Comme déjà signalé, les ogives ne retombent pas sur des colonnettes à chapiteaux, mais sont reçues sur des culs-de-lampe. Ils sont disposés obliquement, selon la même logique appliquée dans la nef. Eugène Müller parle de « colonnes maladroites » ajoutées par une seconde main, mais les colonnettes dont il a sans doute seulement imaginé qu'elles avaient existé auparavant ne sont pas compatibles avec la forme de certaines corbeilles, dont le dessous est arrondi ou englobé dans la sculpture. D'autres corbeilles, il est vrai, présentent un astragale en bas, ce qui suggère l'existence ancienne de colonnettes. En ce qui concerne l'hypothèse d'un voûtement secondaire, il est démenti par l'observation de Dominique Vermand, qui souligne que les nefs basilicales de la fin de la période romane, voûtées ou non, se servent des doubleaux (ou arcs diaphragmes) des bas-côtés comme moyen de contrebutement. L'auteur cite comme exemples Acy, Bury, Cambronne-lès-Clermont, Foulangues, Lavilletertre, Saint-Étienne de Beauvais et Villers-Saint-Paul,.

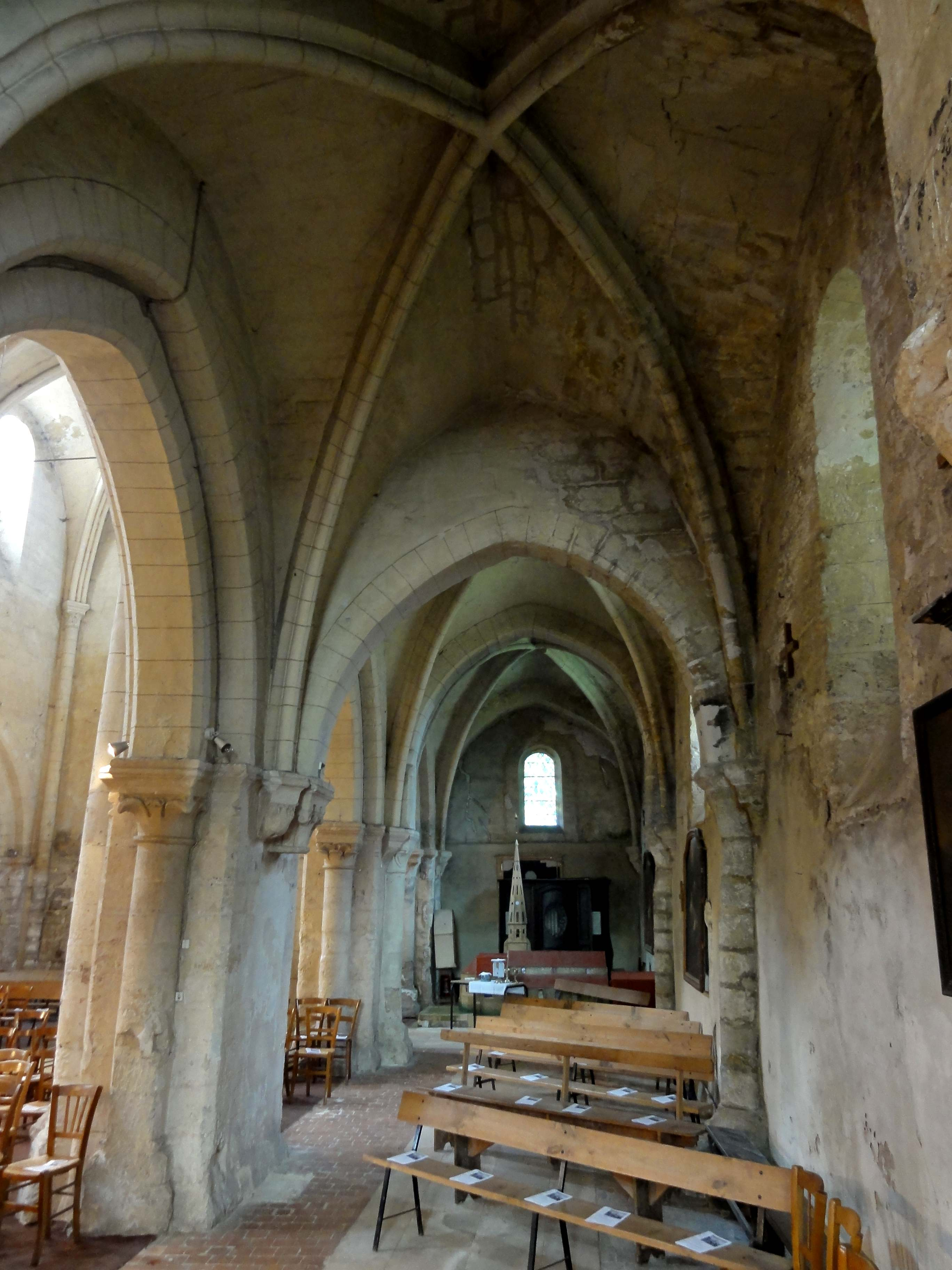
Bas-côté nord, vue vers l'ouest.

Les doubleaux vers le croisillon nord et la base du clocher représentent des cas particuliers. Le premier est analogue aux autres doubleaux des bas-côtés, et le second appartient à la campagne de construction de la base du clocher. Il reste à regarder la sculpture des culs-de-lampe, qui présente quelques motifs que l'on ne voit pas dans la nef et sous les grandes arcades, et qui sont favorisées par la forme allongée des petites corbeilles. Plusieurs parmi elles sont en effet sculptées de têtes grimaçantes, et à la fin du bas-côté nord, il est possible de reconnaître une grande pomme de pin devant des feuillages. Certains chapiteaux et culs-de-lampe ont été grattés dans le passé, pour ainsi mieux faire ressortir la sculpture rongée par l'humidité et le salpêtre. Les seules restaurations concernent la fin des grandes arcades. Ailleurs, les chapiteaux et culs-de-lampe sont en mauvais état, et beaucoup ont fini par devenir complètement illisibles. Quant aux fenêtres, elles sont trop petites pour compenser le manque d'éclairage de la nef. Elles « sont creusées avec négligence en plein-cintre sévère » (Eugène Müller). Au sud de la seconde travée, il y a le portail latéral en lieu et place d'une fenêtre, mais en revanche, des fenêtres existent au droit de la façade occidentale.

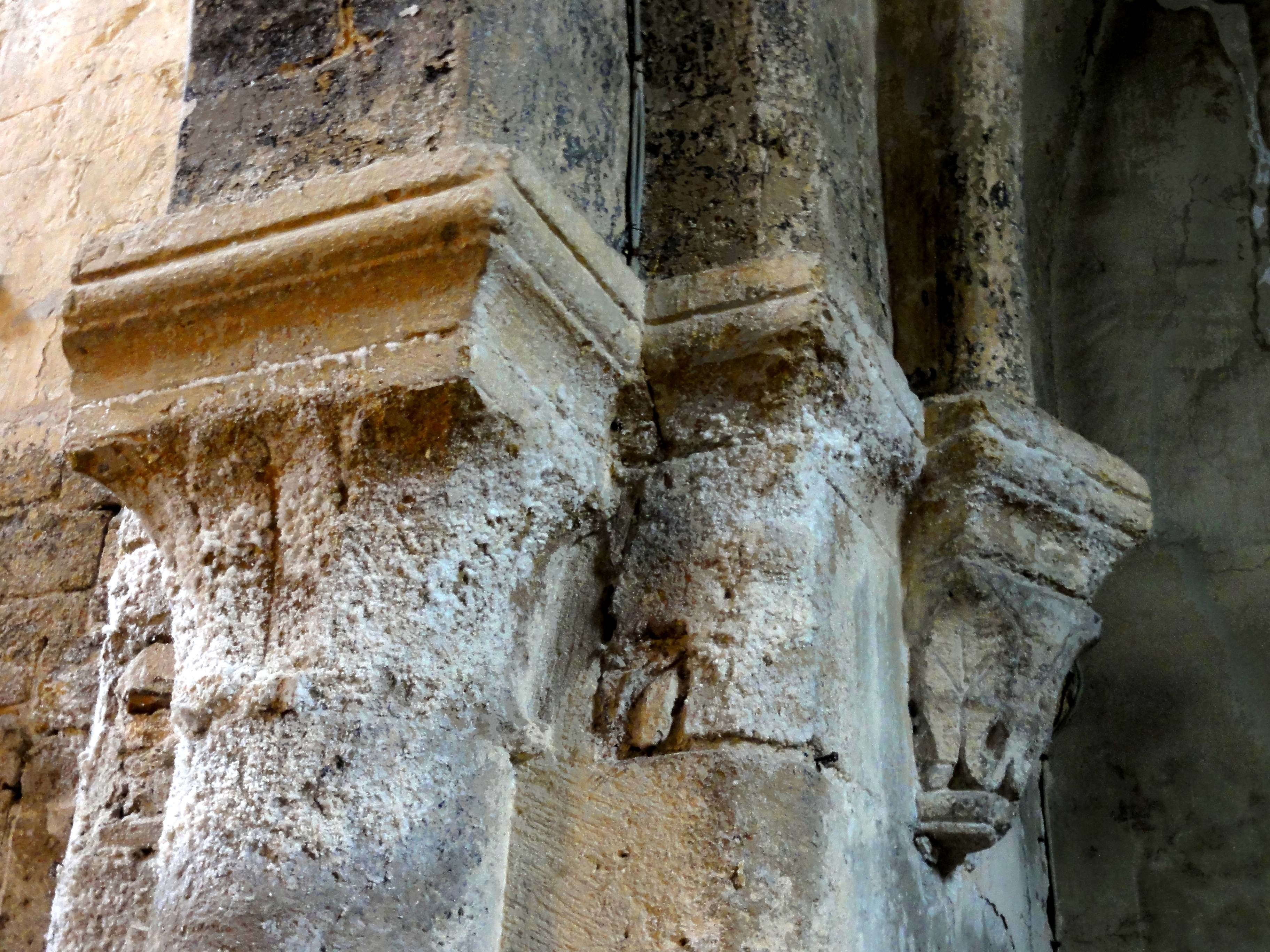
Chapiteaux au début des grandes arcades du nord.
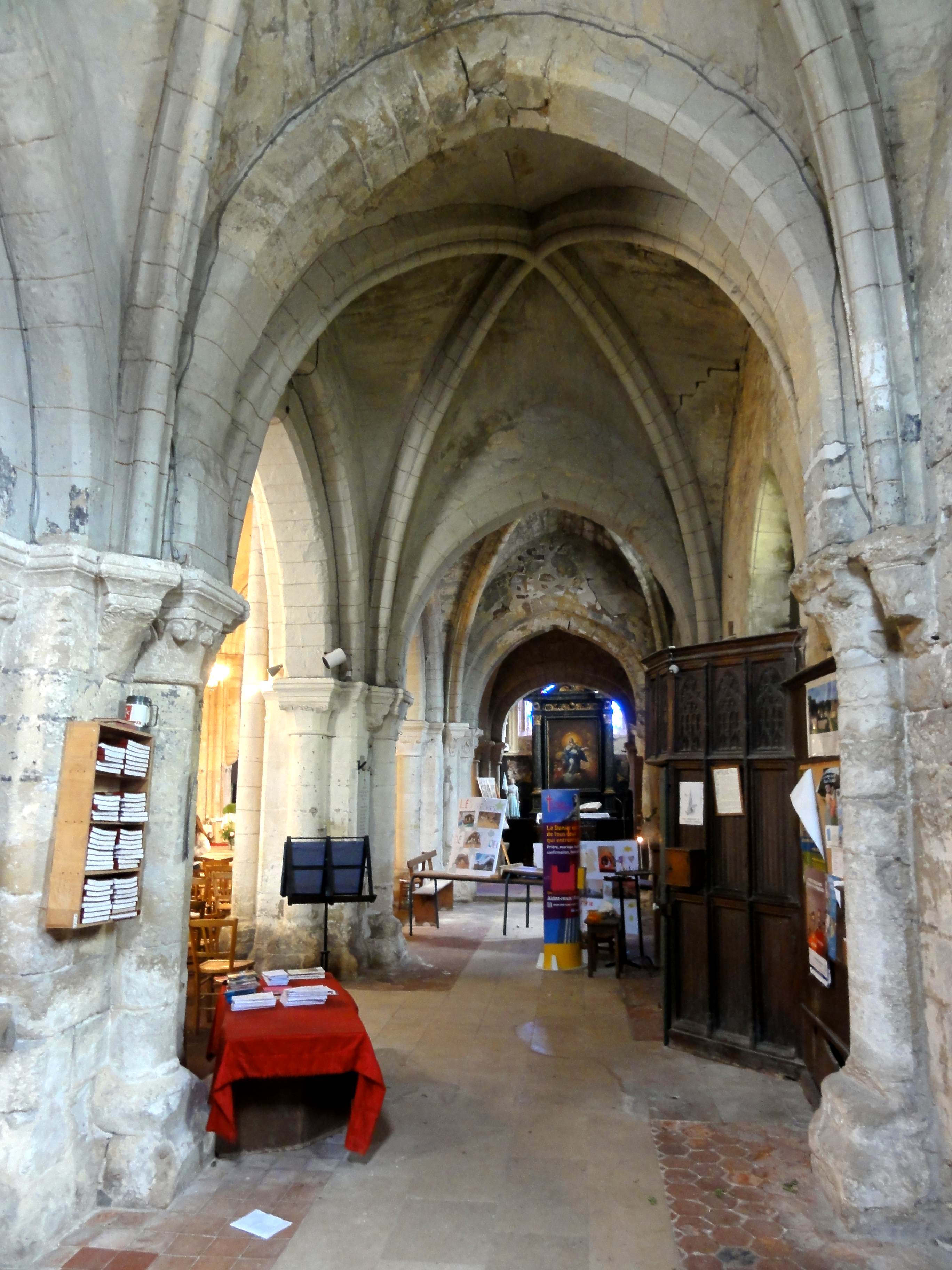
Bas-côté sud, vue vers l'est.
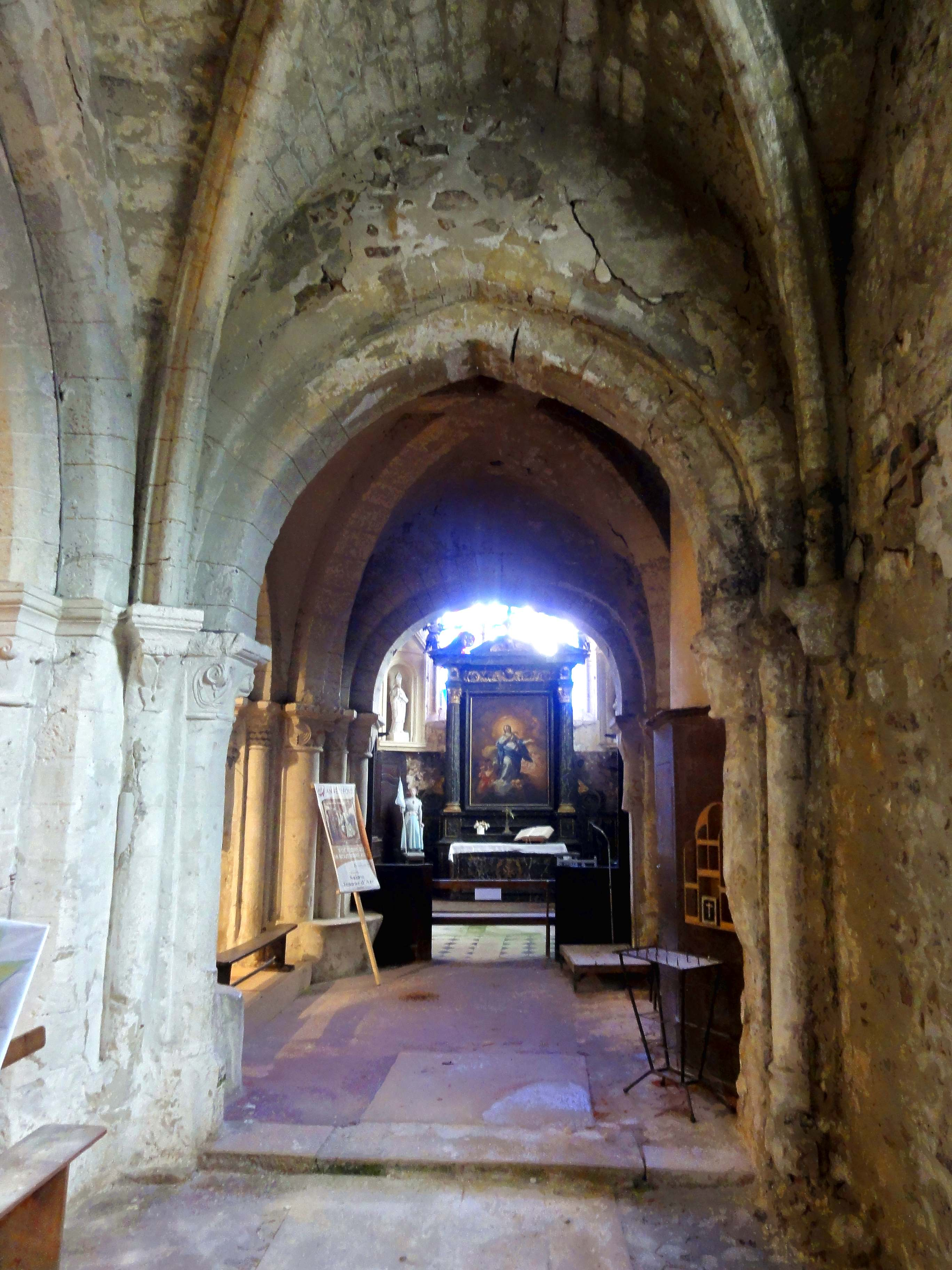
Bas-côté sud, vue dans la base du clocher.
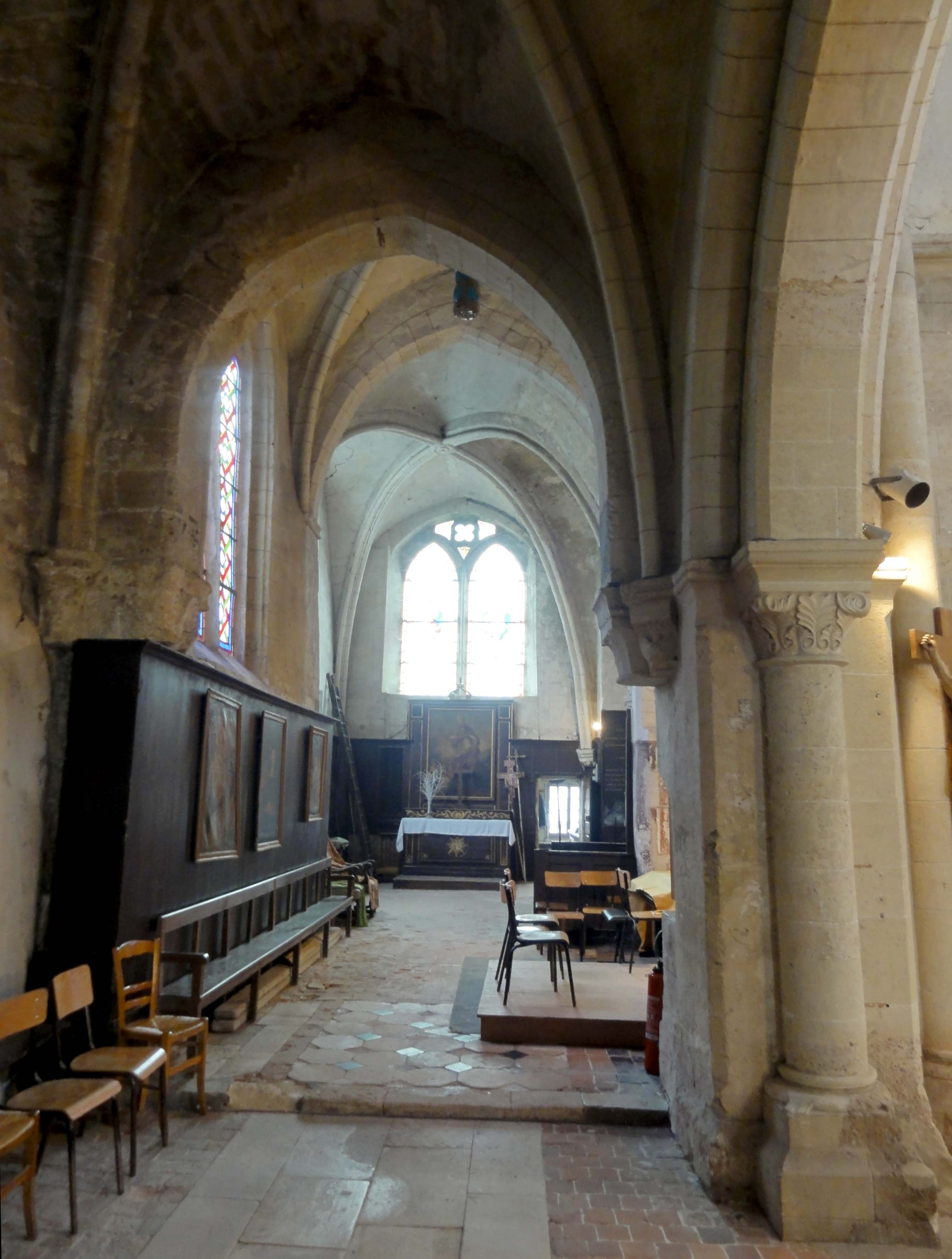
Bas-côté nord, vue dans le croisillon.
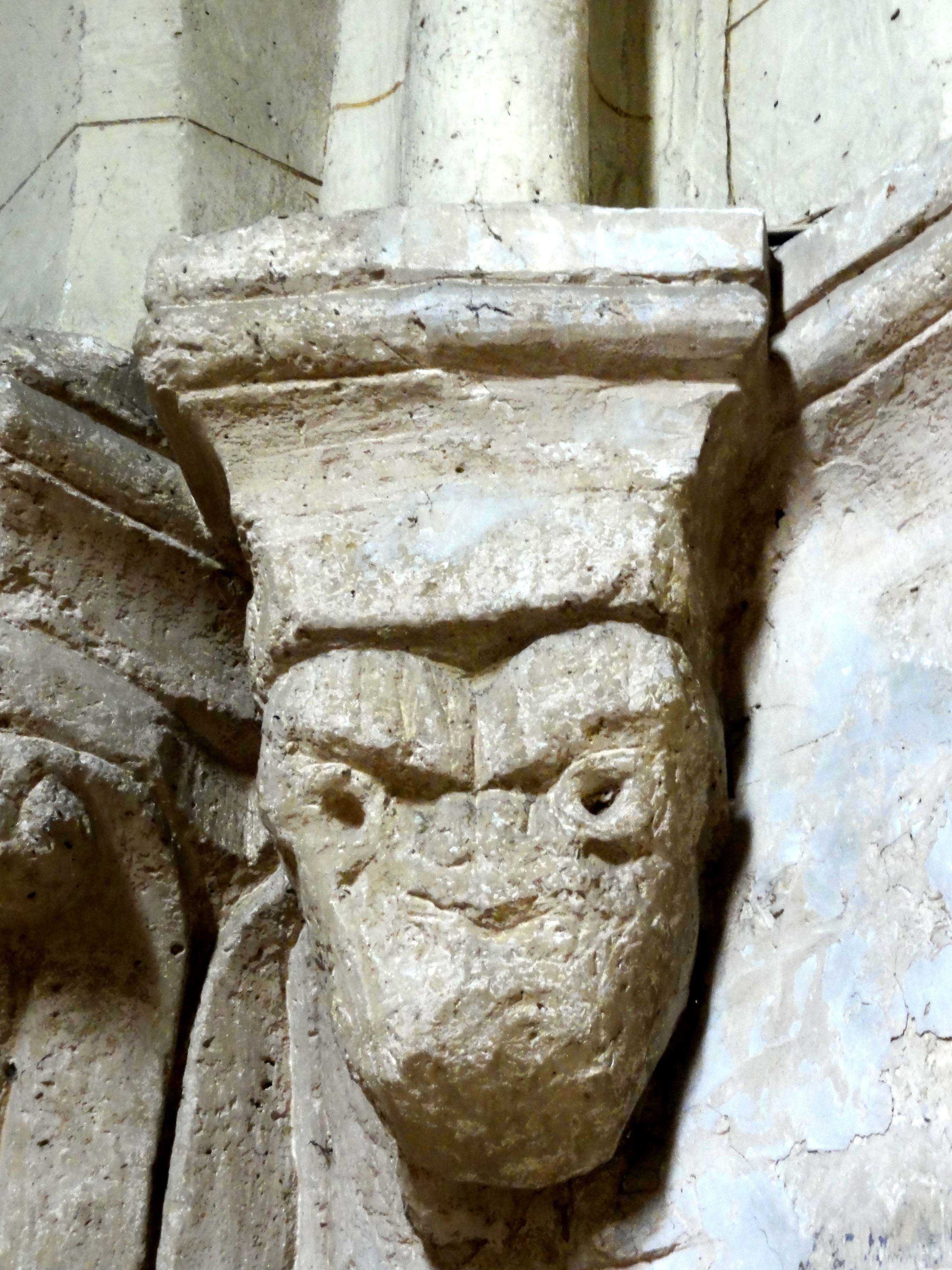
Bas-côté nord, cul-de-lampe du 2e pilier.
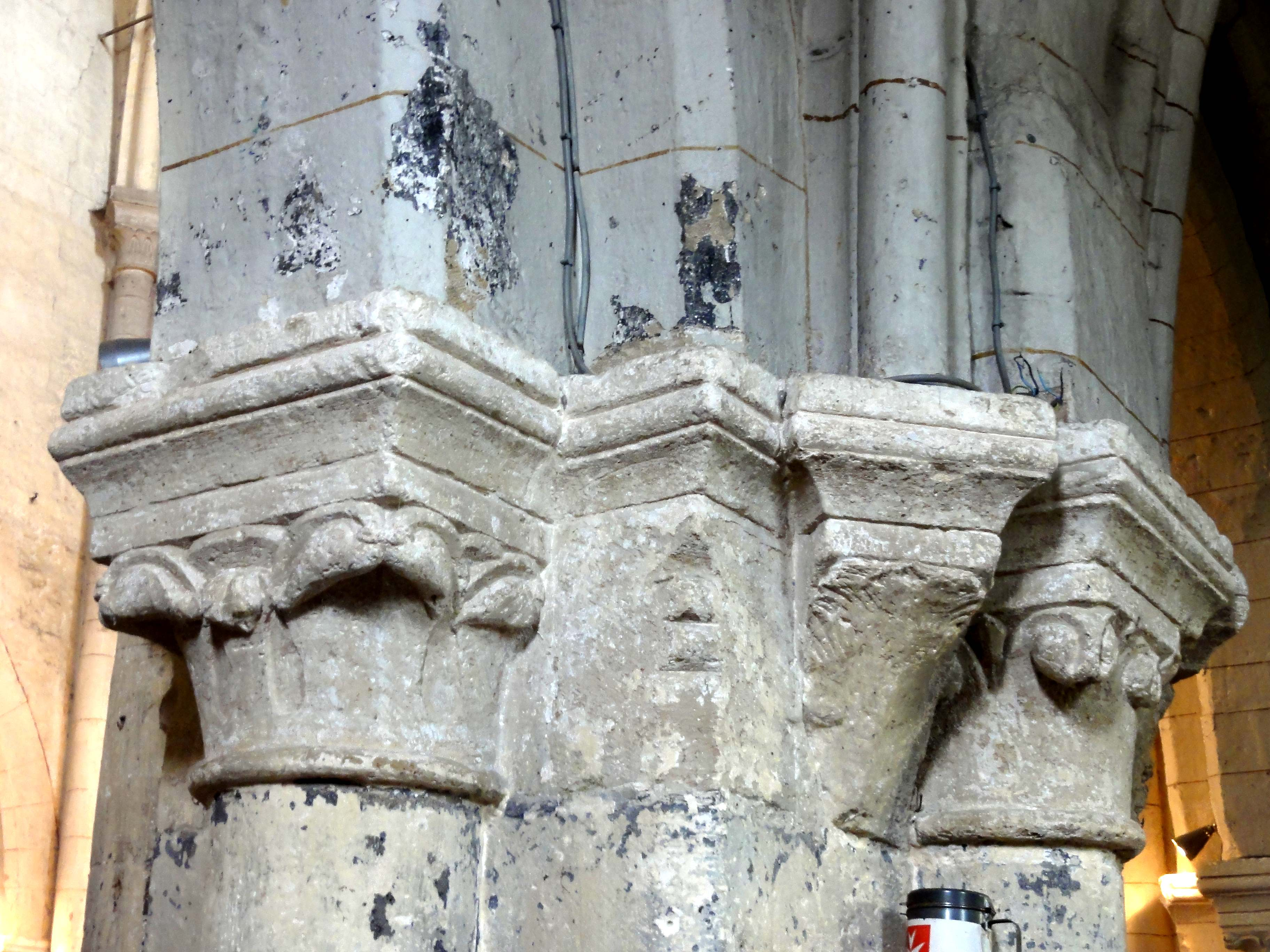
Chapiteaux à l'ouest du premier pilier du sud.

#### Chœur

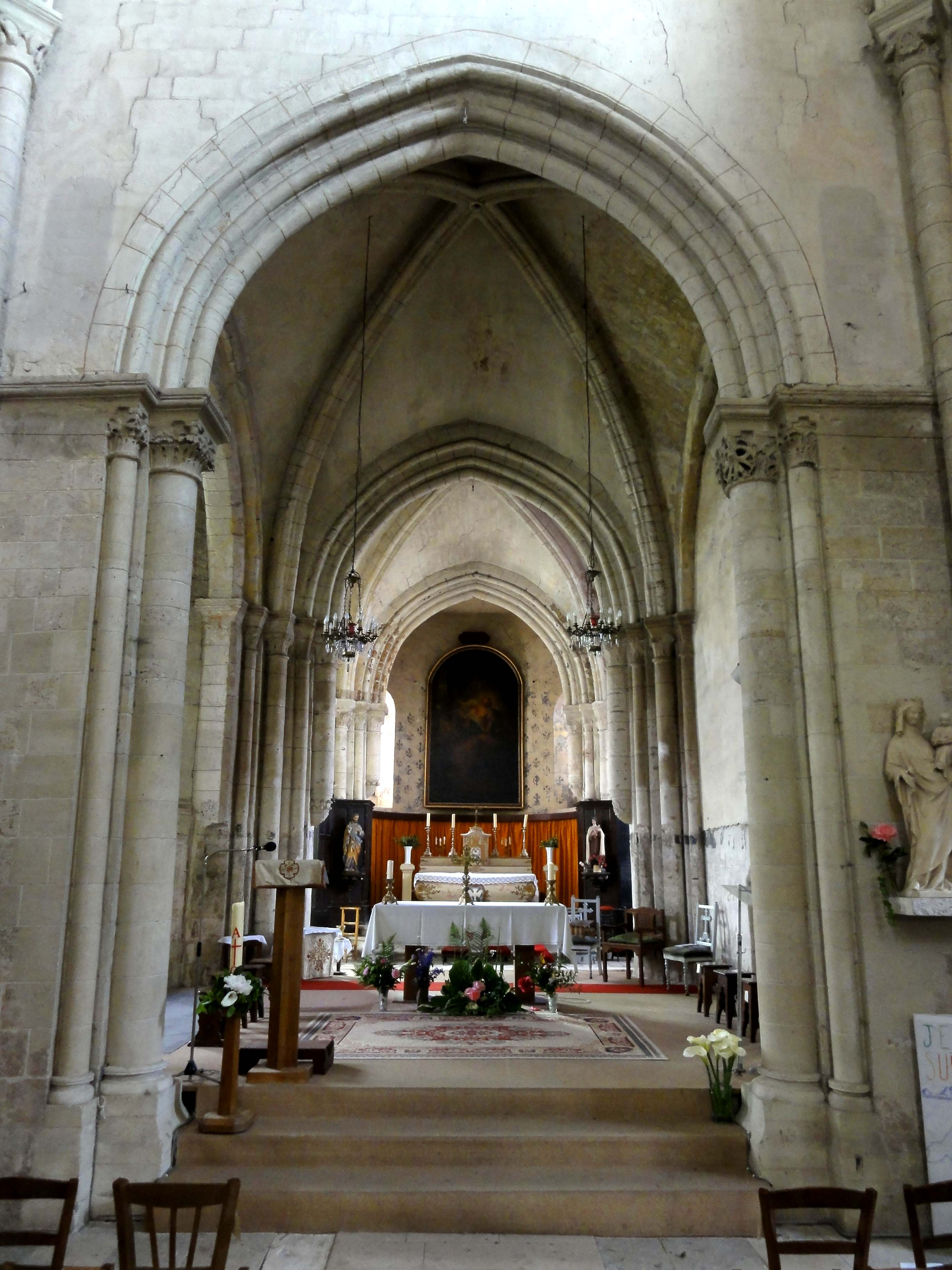
Nef, vue dans le chœur.

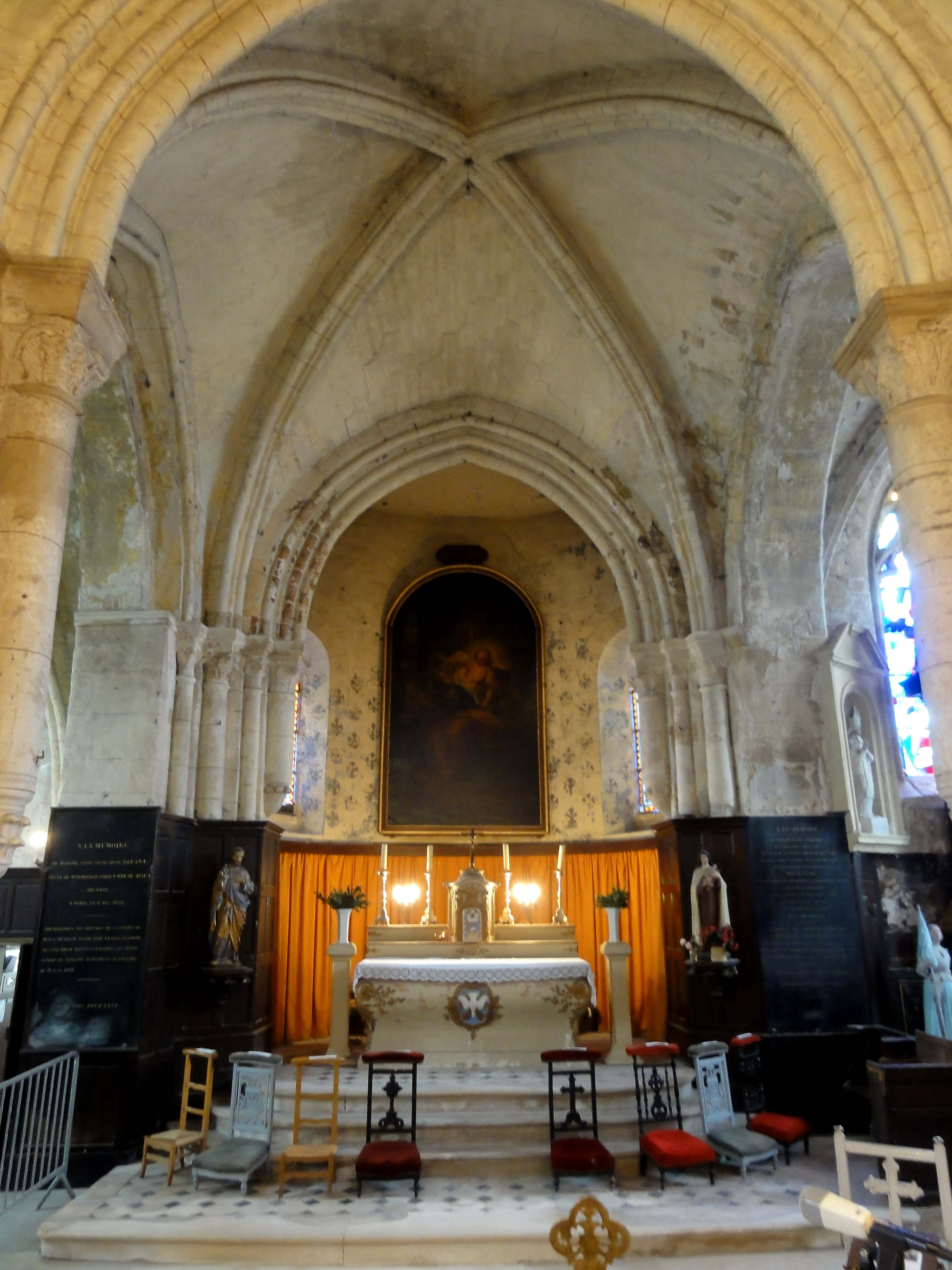
Chœur, vue vers l'est.

Le chœur n'est non seulement d'un tiers moins élevé que la nef, mais aussi d'autant moins large. Il s'ouvre donc par un arc triomphal dont les supports ne forment pas un faisceau avec les fûts des ogives de la nef. L'arc triomphal est en arc brisé, et à double rouleau. Le rouleau supérieur est mouluré d'un tore de chaque côté, et le rouleau inférieur annonce déjà le profil du premier doubleau de la nef, dix à quinze ans plus tard (un grand tore proéminent entre deux tores plus minces, comme à Brignancourt et Néry). La retombée s'effectue sur les tailloirs carrés de faisceaux de trois colonnettes, dont la colonnette médiane correspondant au rouleau inférieure est d'un plus fort diamètre que les autres. Comme particularité, elle n'est qu'à un quart engagée dans le dosseret. Les chapiteaux sont d'une qualité supérieure à la plupart des chapiteaux de la nef (sauf trois chapiteaux du second doubleau), et sculptés de feuilles d'acanthe, aux nervures perlées, ou de palmettes ajourées ; combinées à des volutes gravées de motifs géométriques simples, des fruits d'arum, ou des petites têtes humaines. Eugène Müller constate une forte ressemblance avec les chapiteaux de la cathédrale de Senlis. La plupart des autres chapiteaux des colonnettes voisines à l'entrée du chœur sont comparables, et également remarquables pour la complexité des motifs et leur sculpture soignée et bien fouillée. Au milieu et à l'est du chœur, dominent les chapiteaux à feuilles d'eau plus simples. Leurs traits ont été rehaussés par des filets de peinture rouge afin de parer au manque de relief, qui est apparemment en partie imputable à l'épaisse couche de badigeons gris, qui dissimule à son tour des dégâts occasionnés par l'humidité. À l'exception des chapiteaux, l'ensemble du chœur est stylistiquement homogène. Le doubleau à l'intersection des travées droites et le doubleau ouvrant dans l'absidiole sont identiques à l'arc triomphal. Dans le but d'améliorer la visibilité du sanctuaire depuis la nef des fidèles, la partie inférieure des gros fûts a été supprimée, et remplacée par des culs-de-lampe, soigneusement sculptés contrairement à la règle dans des cas pareils.
Les voûtes d'ogives des deux travées droites du chœur sont encore assez fortement bombées, mais sur l'unique mur (partiellement) plein, au sud de la croisée du transept, l'on trouve déjà un formeret. Il est constitué d'un rang de claveaux non moulurés, mais un tore se dégage près de la retombée côté ouest. Le reste a sans doute été gommé lors d'une réparation. Les ogives sont au profil d'une fine arête entre deux tores, comme déjà un peu plus tôt à Bury, Cambronne-lès-Clermont et Mogneville. Ce profil reste en usage jusqu'au début de la période gothique rayonnante. Comme généralement à la période romane, les clés de voûte sont de minuscules rosaces de feuillages, dont le diamètre est loin d'atteindre l'épaisseur des ogives. Les ogives retombent sur des colonnettes à chapiteaux implantées obliquement, et logées dans les angles des travées. Elles voisinent avec les fines colonnettes du formeret, ou des trois doubleaux vers le croisillon nord et les deux chapelles latérales de la seconde travée. Au moins le doubleau vers le croisillon nord est susceptible d'être contemporain du vaisseau central du chœur. Il y a un rouleau inférieur qui est traité à l'instar du rouleau supérieur des grandes arcades de la nef, avec les mêmes chapiteaux simulés. Dans la seconde travée, les doubleaux sont beaucoup plus sommaires. Le doubleau méridional comporte les vestiges d'un formeret torique, côté ouest. Le piédroit est très irrégulier de ce côté, et l'intrados est plat. Le doubleau septentrional conserve l'ancien formeret en son intégralité, et il y a un rang de claveaux inférieur non mouluré et seulement chanfreiné, ainsi que des tailloirs. Ils ne tiennent pas compte de la différence de plan entre les deux rangs de claveaux, et devraient résulter d'une reprise. Quant à l'abside, elle est dénuée de tout caractère. Le jour entre par seulement deux fenêtres, l'une au nord-est, et l'autre au sud-est. Eugène Müller a mesuré un rayon de l'hémicycle de seulement 1,30 m,.

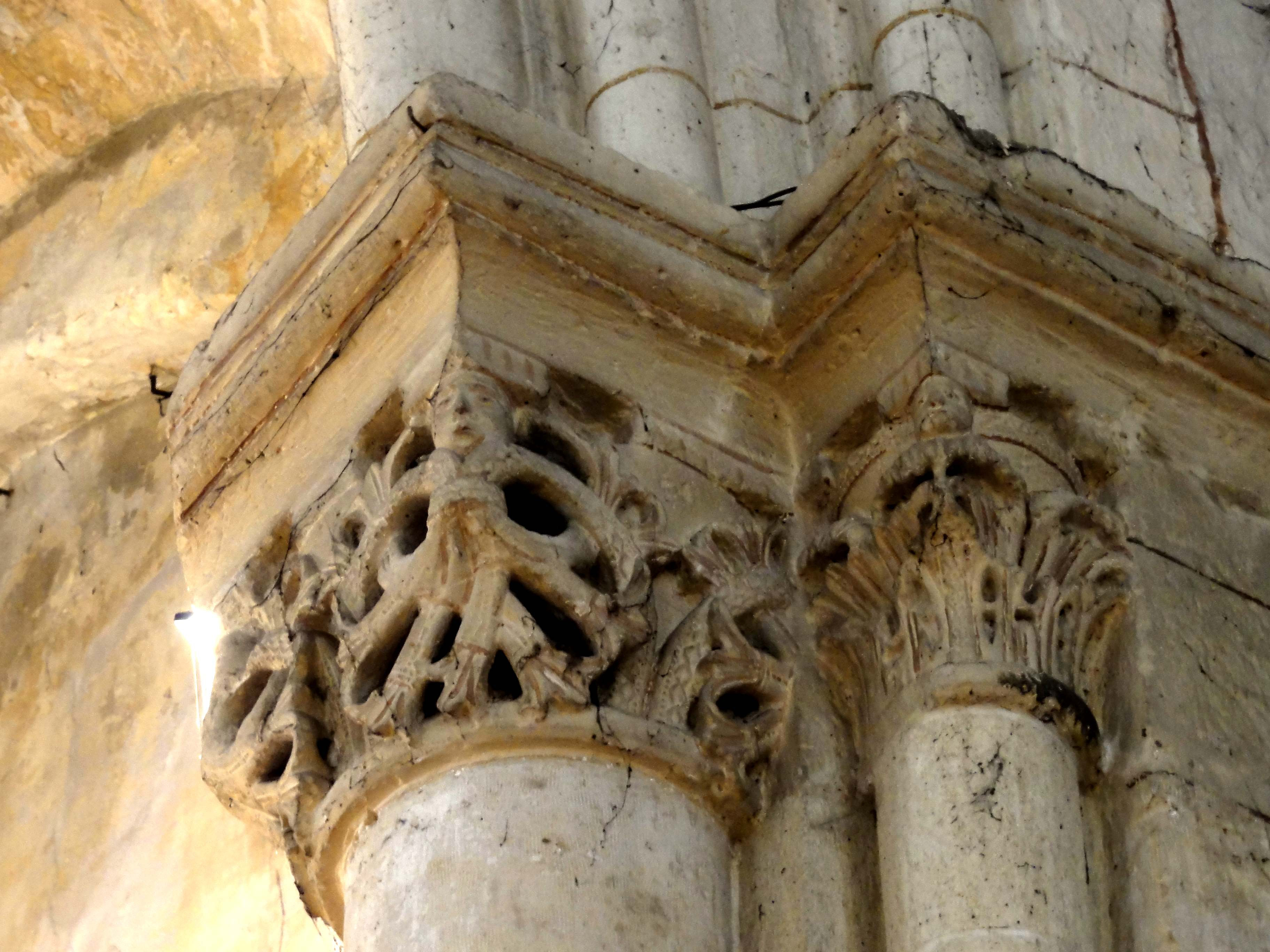
Arc triomphal, chapiteaux.
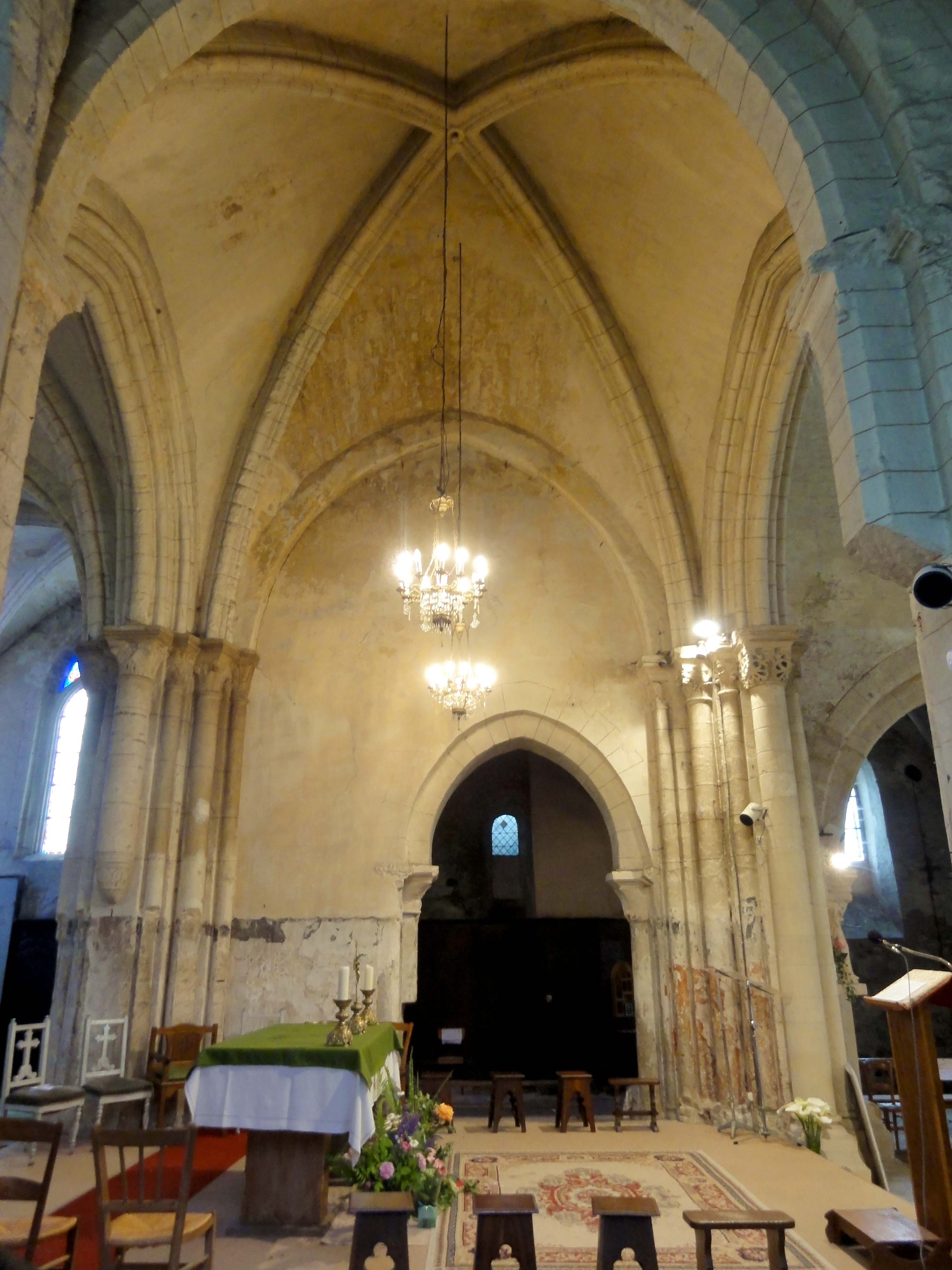
Croisée, vue vers le sud.
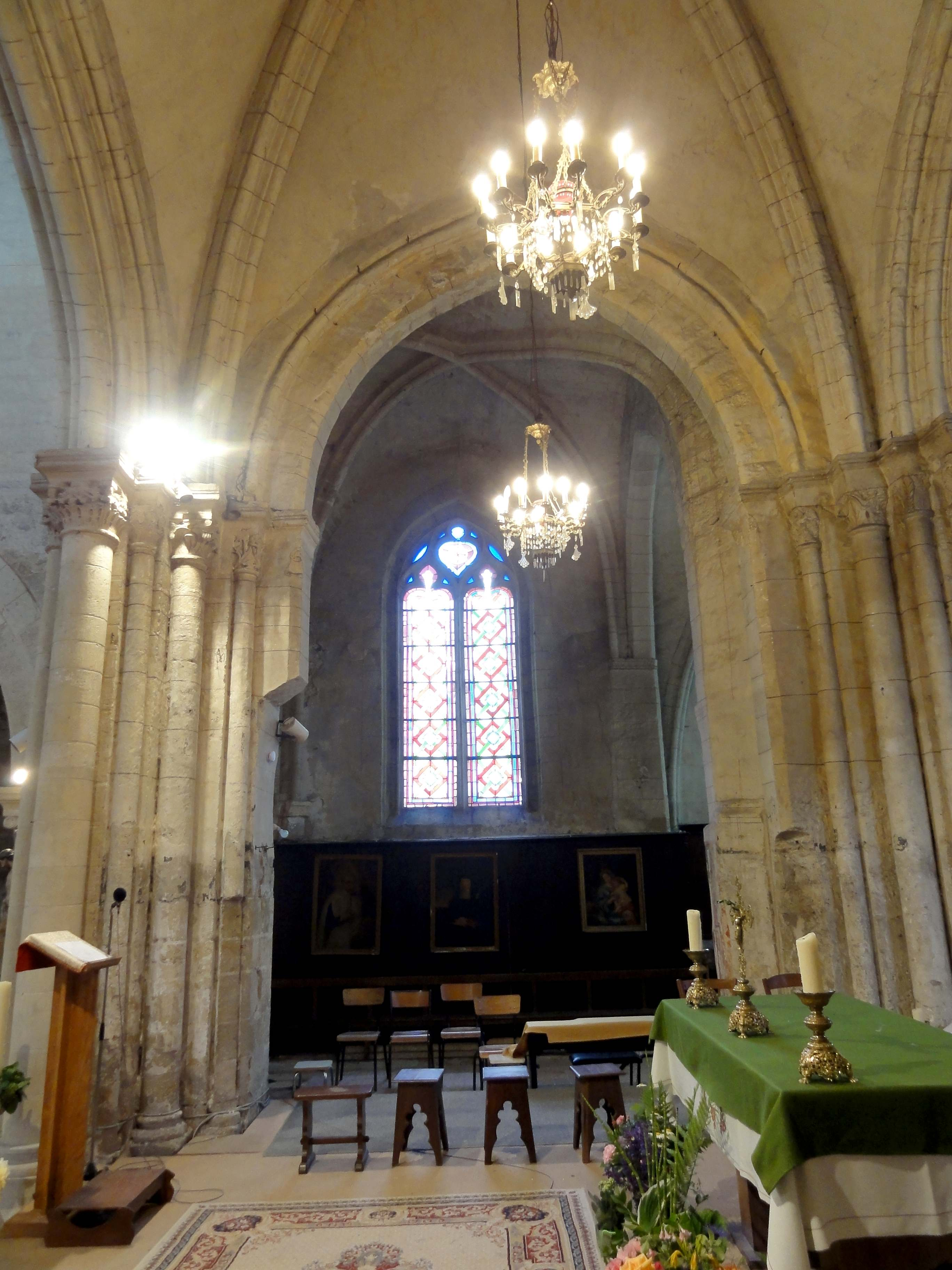
Croisée, vue vers le nord.
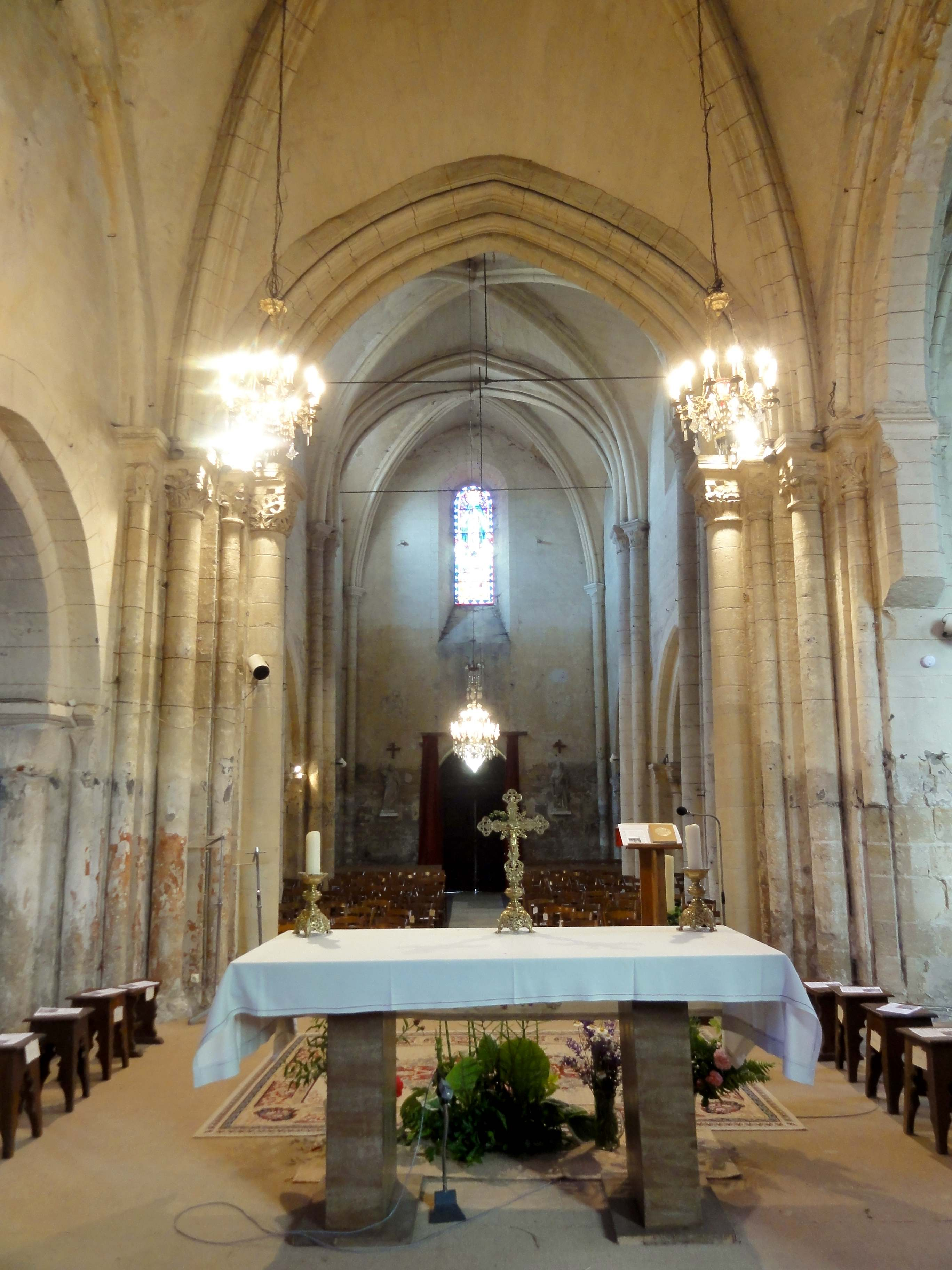
Croisée, vue vers l'ouest.
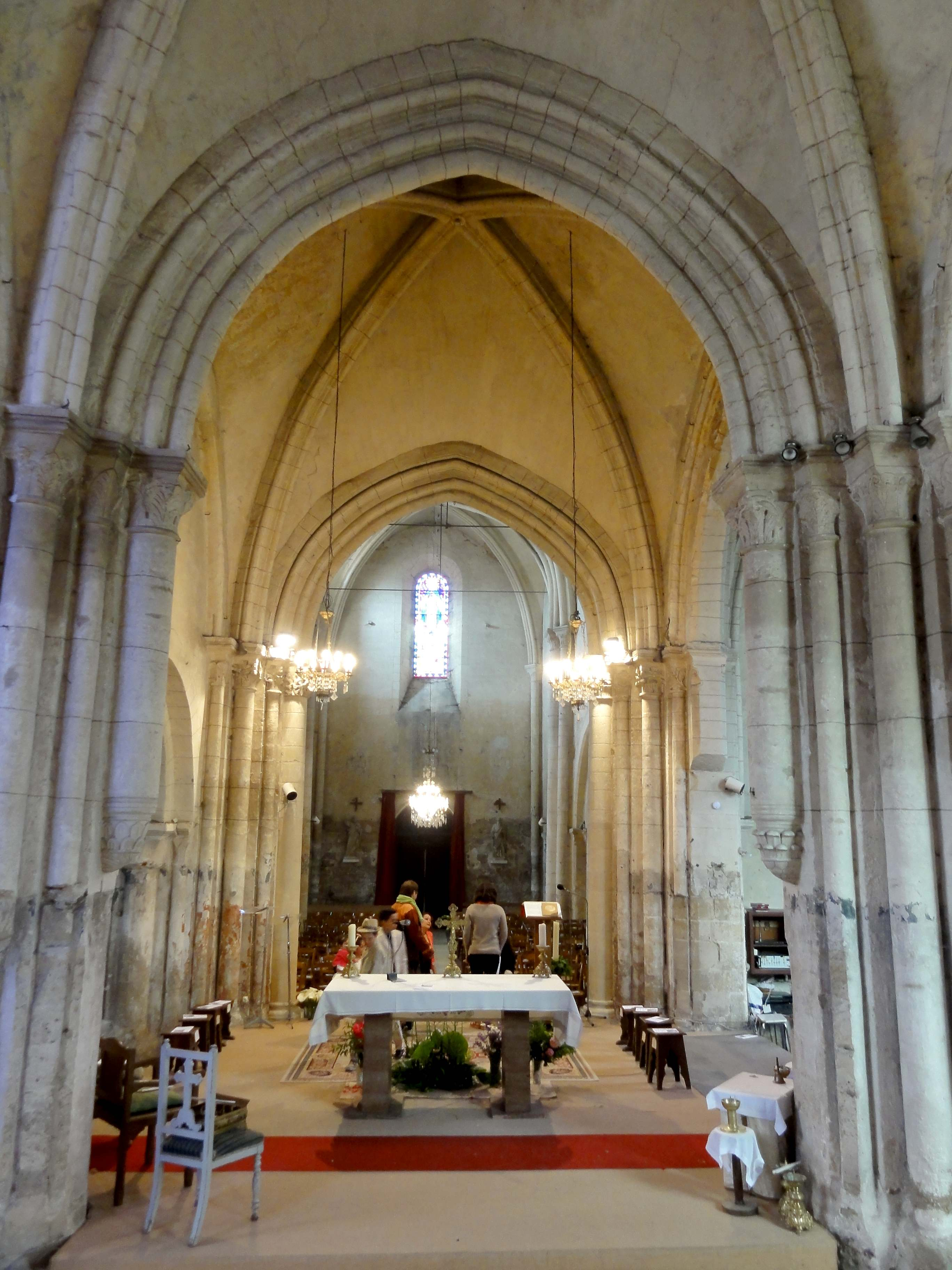
2e travée, vue vers l'ouest.
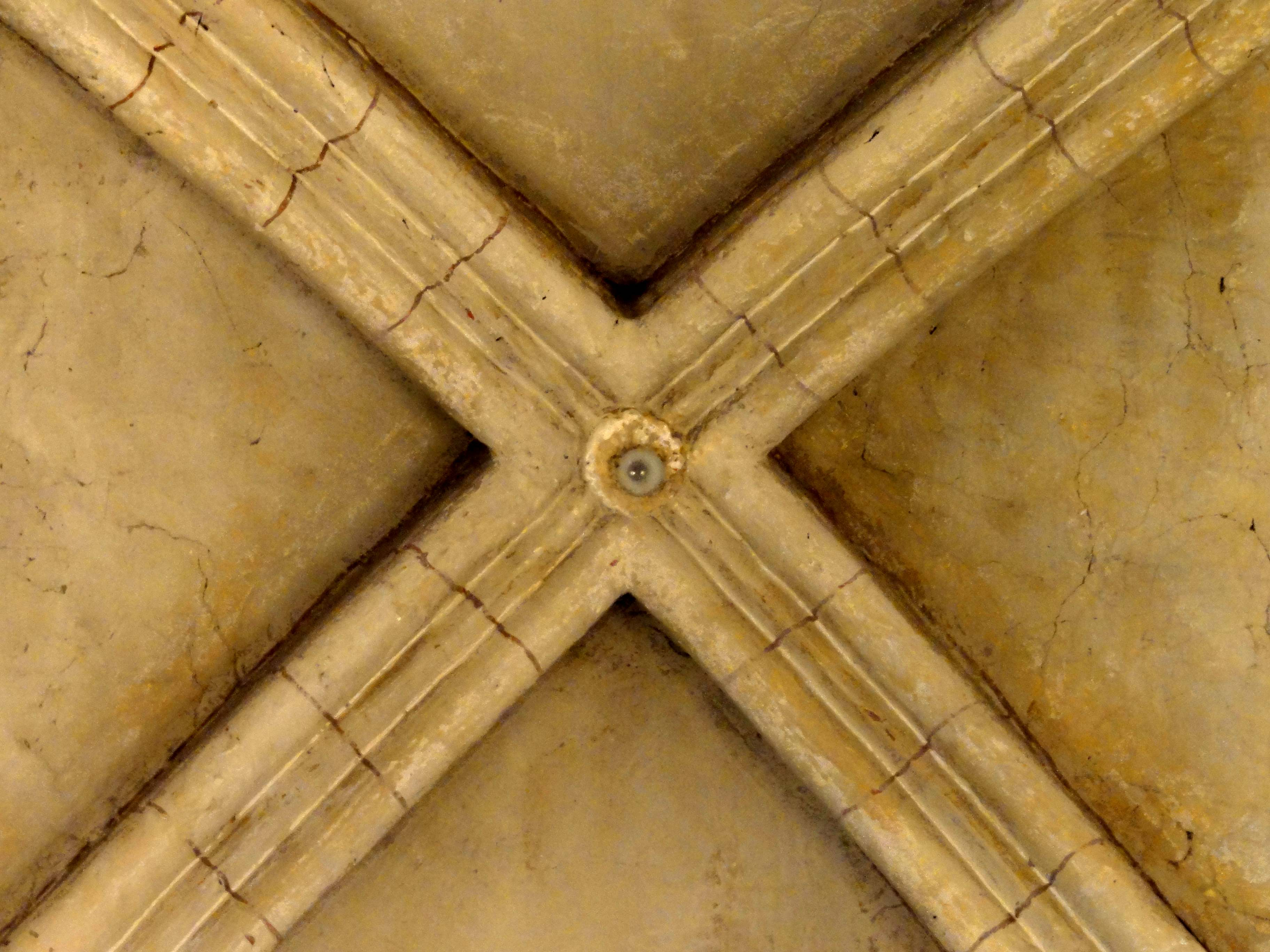
Croisée, clé de voûte.

#### Base du clocher

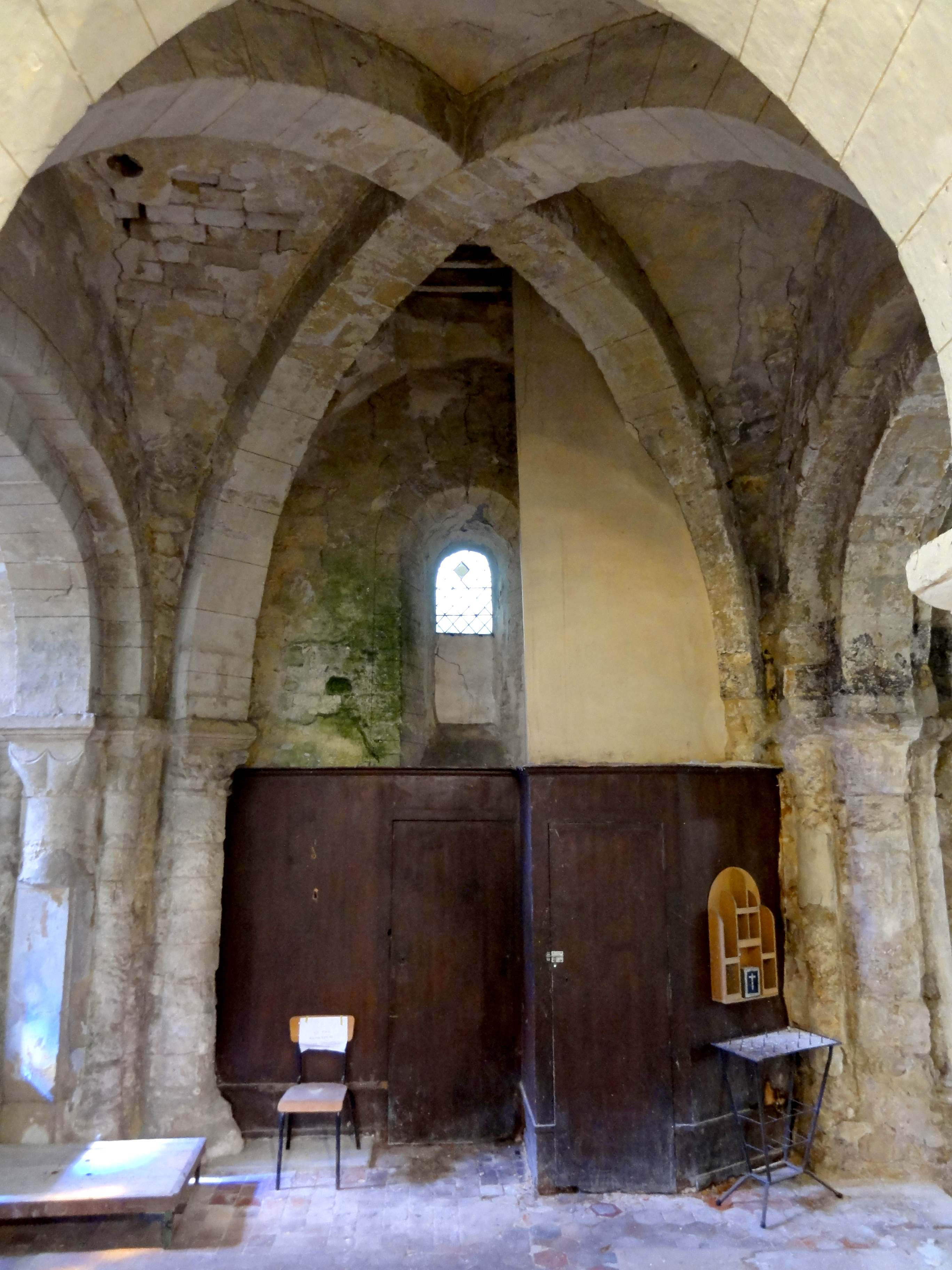
Base du clocher, vue vers le sud.

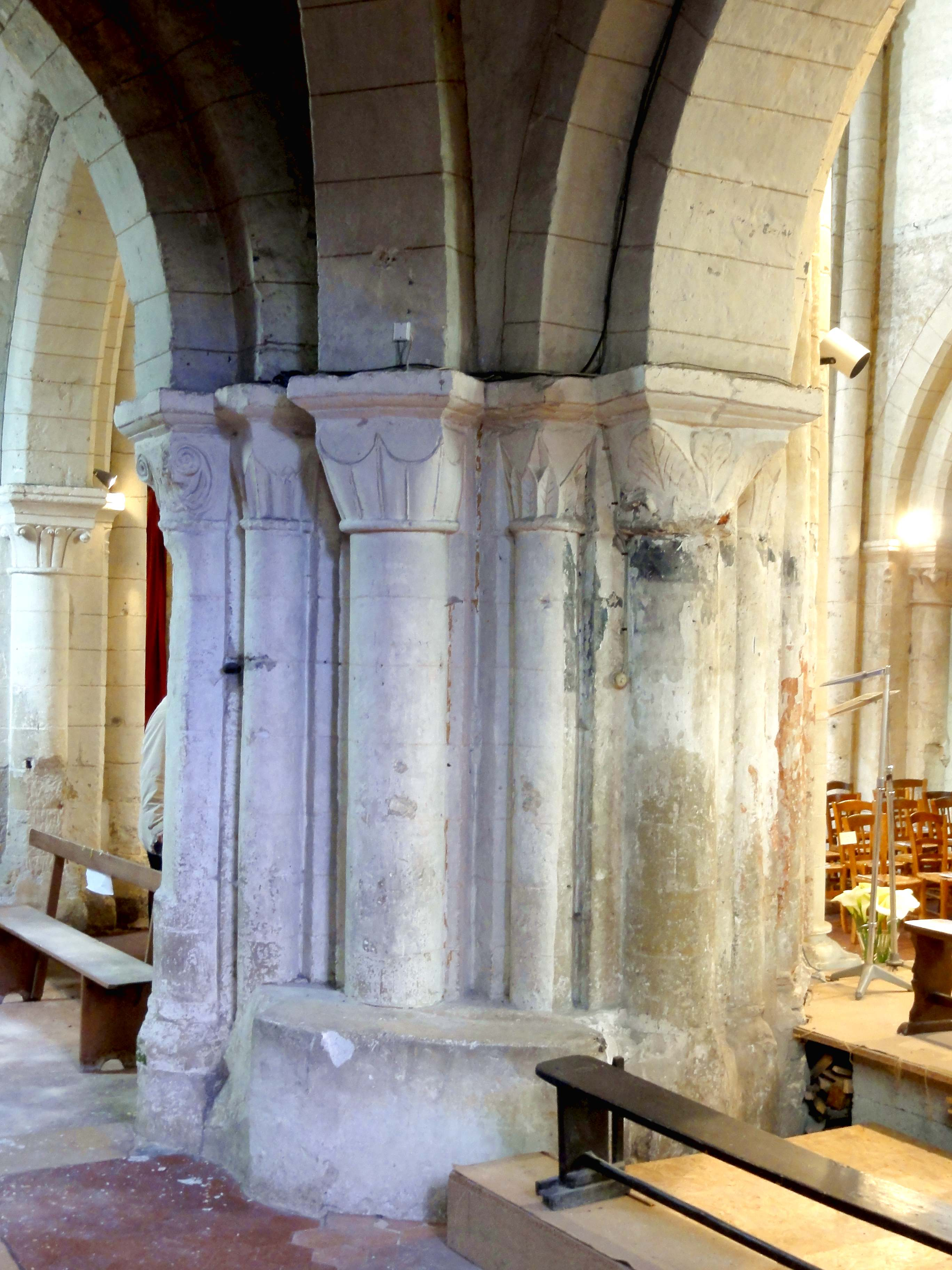
Pile nord-ouest.

La base du clocher est de petites dimensions, approximativement carrée, et très basse. La différence de superficie devient bien visible depuis la croisée du transept, où l'ouverture de l'arcade vers la base du clocher correspond à la moitié de la distance entre les fûts des ogives. Le sommet du deuxième rang de claveaux de l'arcade se situe un peu en dessous du niveau des chapiteaux du carré du transept. Depuis le sud, la base du clocher est parcimonieusement éclairée par une petite baie en plein cintre fortement ébrasée. À sa droite, la cage d'escalier moderne fait saillie dans la travée. Elle fait également saillie à l'extérieur. La base du clocher communique avec les travées voisines par trois arcades à double rouleau, qui ne sont pas moulurées, et ressemblent beaucoup aux grandes arcades de la nef. Comme principale différence, la retombée du rouleau supérieur s'effectue sur des colonnettes à chapiteaux, et non sur de simples tailloirs avec des chapiteaux seulement simulés. L'arcade orientale vers la chapelle latérale sud est en cintre surbaissé, ou en fer à cheval, comme les doubleaux des bas-côtés de Béthisy-Saint-Pierre et de Saint-Étienne de Beauvais, l'arcade occidentale du carré du transept de Morienval, et les doubleaux de la base du clocher de Boissy-Fresnoy et du chœur de Saint-Clair-sur-Epte. C'est l'un des très rares exemples d'un doubleau en plein cintre associé à une voûte d'ogives. Pourtant, les deux arcades devraient elles aussi dater d'origine, puisque les arcs d'inscription de la voûte sont déjà en arc brisé, et il n'y a donc aucune raison de croire que les deux arcades brisées résultent d'une reprise. Dominique Vermand affirme que l'arc brisé n'apparaît pas dans le département de l'Oise avant les années 1120, et que les premières occurrences concernent la nef de Villers-Saint-Paul, le transept de Rieux et le chœur de Morienval. Il faudra apparemment ajouter Acy-en-Multien, puisque le même auteur exclut que la base du clocher soit postérieure au second quart du XIIe siècle. Les ogives sont en revanche en plein cintre. Leur profil est carré, non chanfreiné, et très épais. C'est un profil de caractère purement utilitaire, qui ne sacrifie à aucune considération esthétique, et est employé pour les caves et constructions civiles jusqu'au fin du Moyen Âge. La clé de voûte n'est pas décorée. Pas plus que dans la nef et les bas-côtés, il n'y a pas de formerets. L'on note que la voûte est déjà parfaitement horizontale, contrairement aux deux voûtes du chœur, qui sont pourtant d'une vingtaine d'années postérieures.
La voûte retombe sur quatre fortes colonnettes à chapiteaux, qui sont implantés à 45°, face aux ogives, comme dans la nef. Les colonnettes des trois arcades ou doubleaux sont du même diamètre. L'on obtient ainsi un nombre de dix gros chapiteaux, auxquels s'ajoutent les onze petits chapiteaux des colonnettes du rang de claveaux supérieur des arcades (le rouleau supérieur du doubleau vers le bas-côté n'a pas de colonnette dédiée au nord-ouest). Anne Prache a étudié les chapiteaux. Elle souligne la diversité des profils des tailloirs. Il est à peu près vain d'examiner ceux au sud du doubleau vers le bas-côté, qui sont rongés par le salpêtre. Sinon, l'on constate que les tailloirs sont différents sur chacun des piliers. Deux tailloirs de la pile nord-est présentent un profil unique : un rang de dents de scie se dégage sur le tailloir de l'ogive, et deux baguettes croisées sur le tailloir du gros chapiteau de l'arcade orientale. Les corbeilles sont un peu plus larges que hautes, et ne sont guère évasées. Selon les motifs de la sculpture, elles sont épannelées de manière différente. Les corbeilles des chapiteaux à godrons, minoritaires, sont pratiquement cubiques. Un ou deux hémicycles par face dominent les godrons. Les corbeilles des chapiteaux à feuilles courbes et nervurées, ou incisés de lignes géométriques, sont découpées en triangles inversés sur les faces. Les autres corbeilles ont les angles arrondis. Ces chapiteaux sont sculptés des mêmes feuilles, plus grandes, ou de volutes d'angle alliées à des courbes striées, ou de plusieurs rangs de curieuses petites feuilles rondes et grasses, ou dans un cas, d'un masque grimaçant. Les godrons dénotent l'influence normande, mais l'interprétation est très régionale,. Les autres chapiteaux sont plutôt caractéristiques du Valois et du Soissonais. Malgré tout, Dominique Vermand compte Acy-en-Multien par les trois églises romanes du département où l'intervention d'un atelier normand est plausible, les autres étant Morienval et Marolles.

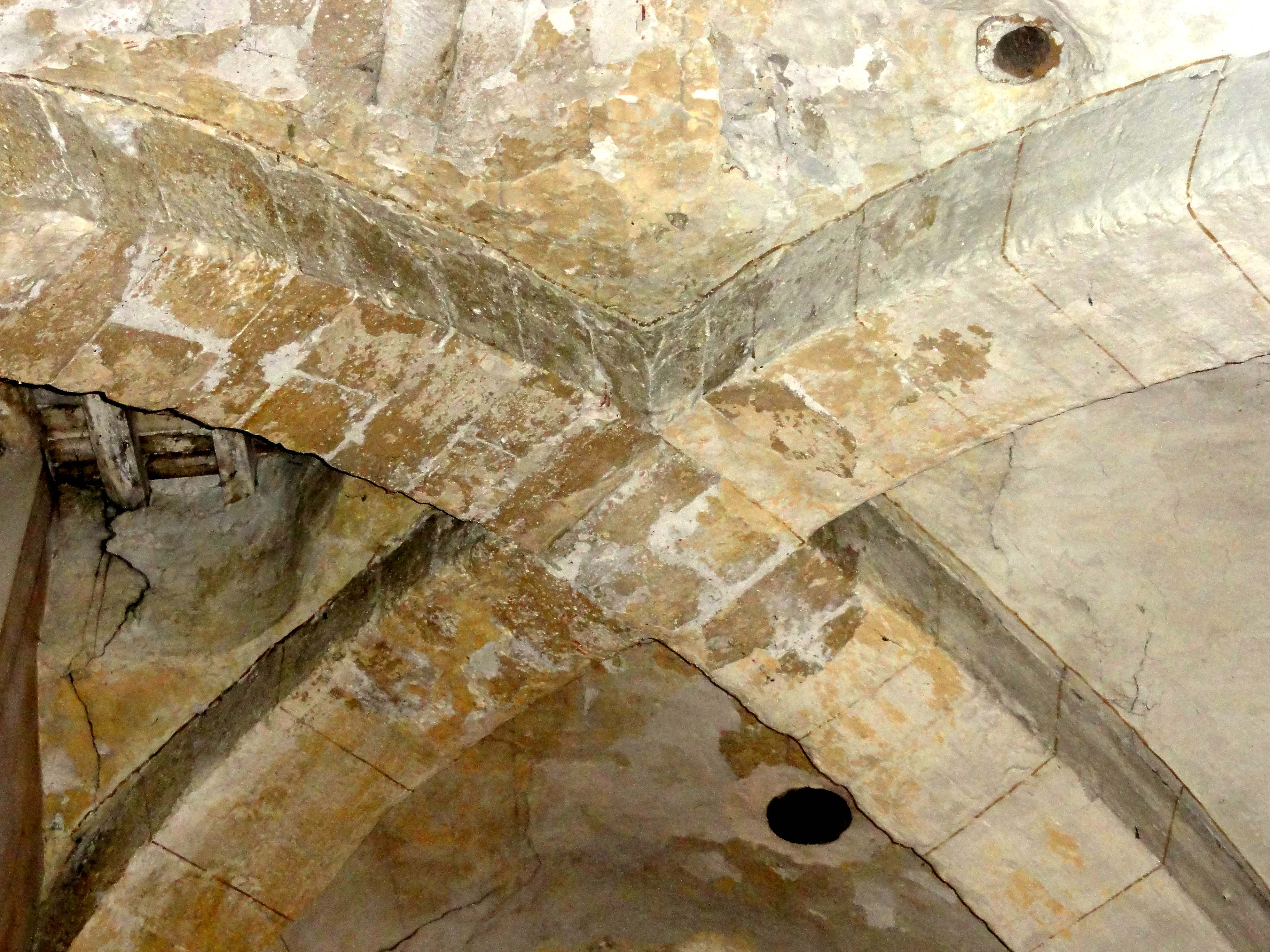
Sommet de la voûte.
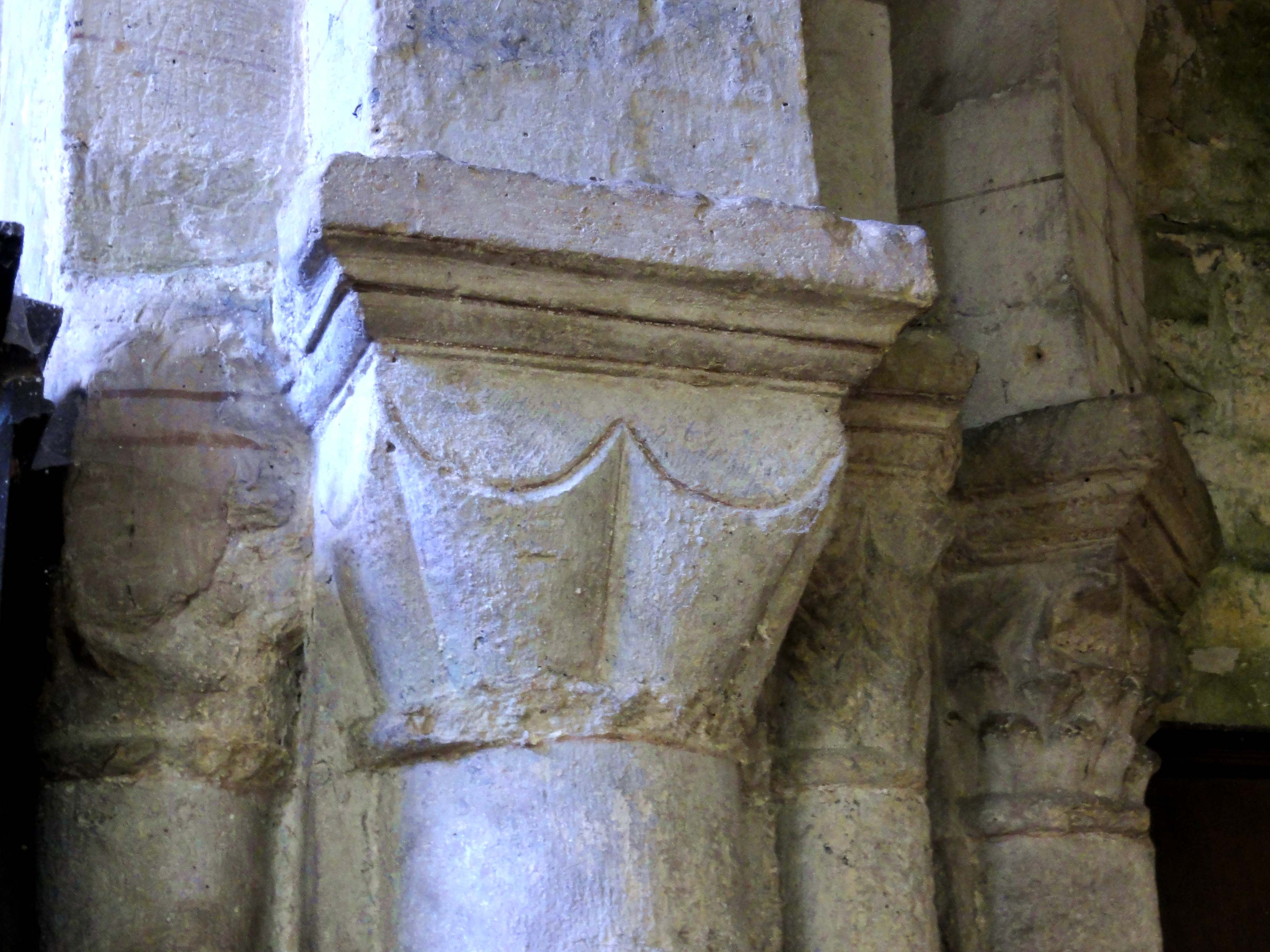
Arcade orientale, chapiteaux côté sud.
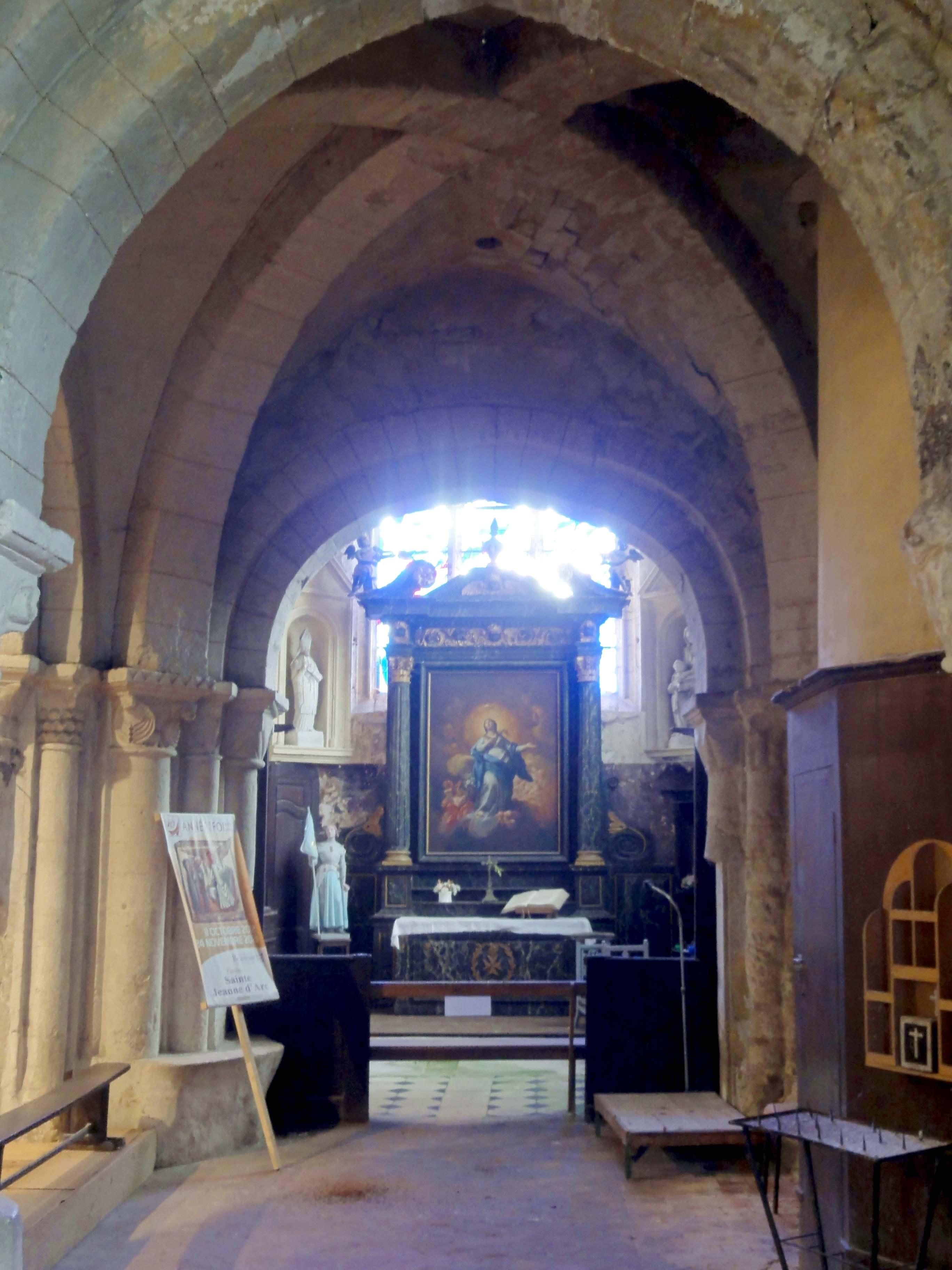
Vue vers l'est.
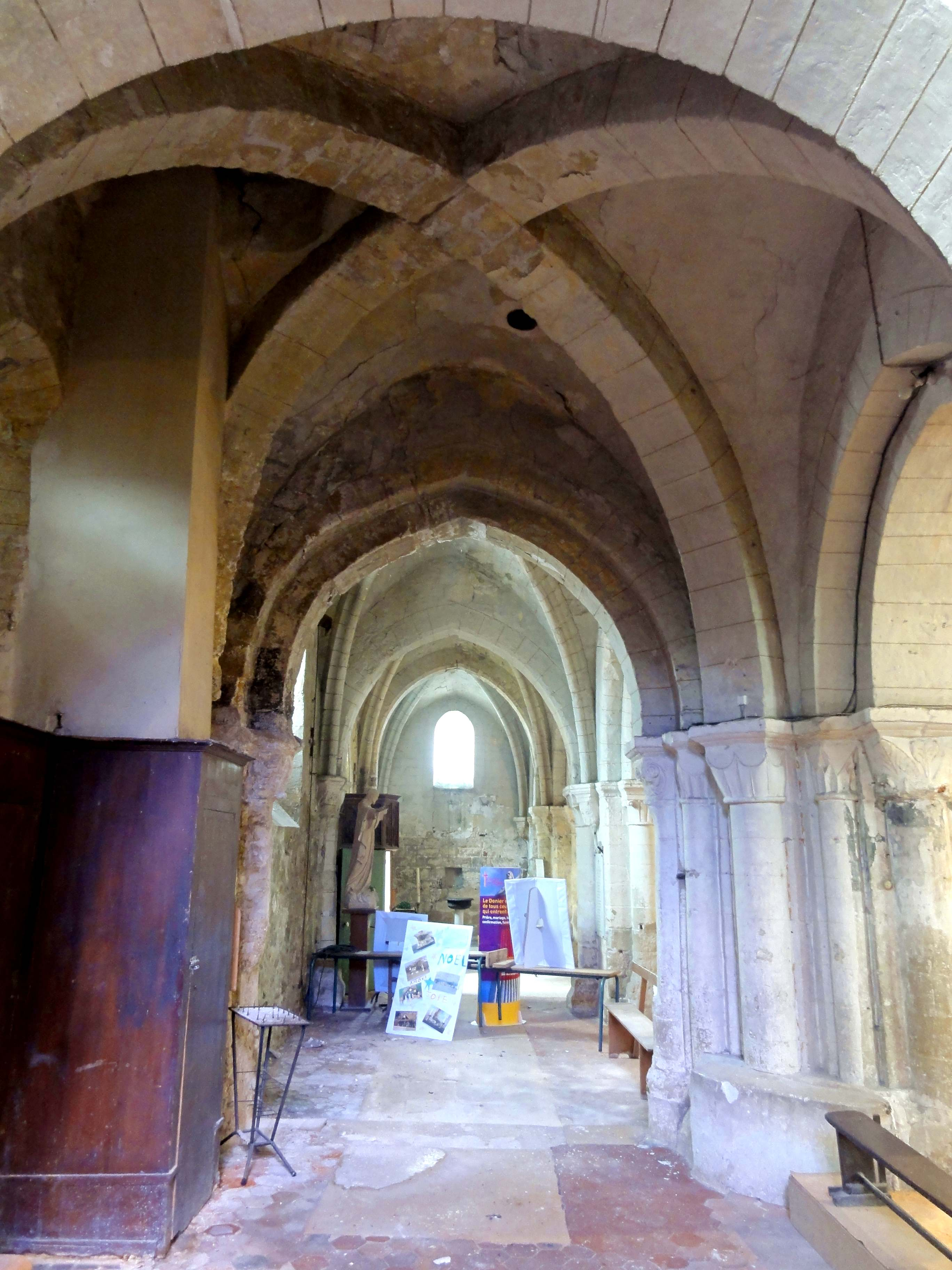
Vue vers l'ouest.
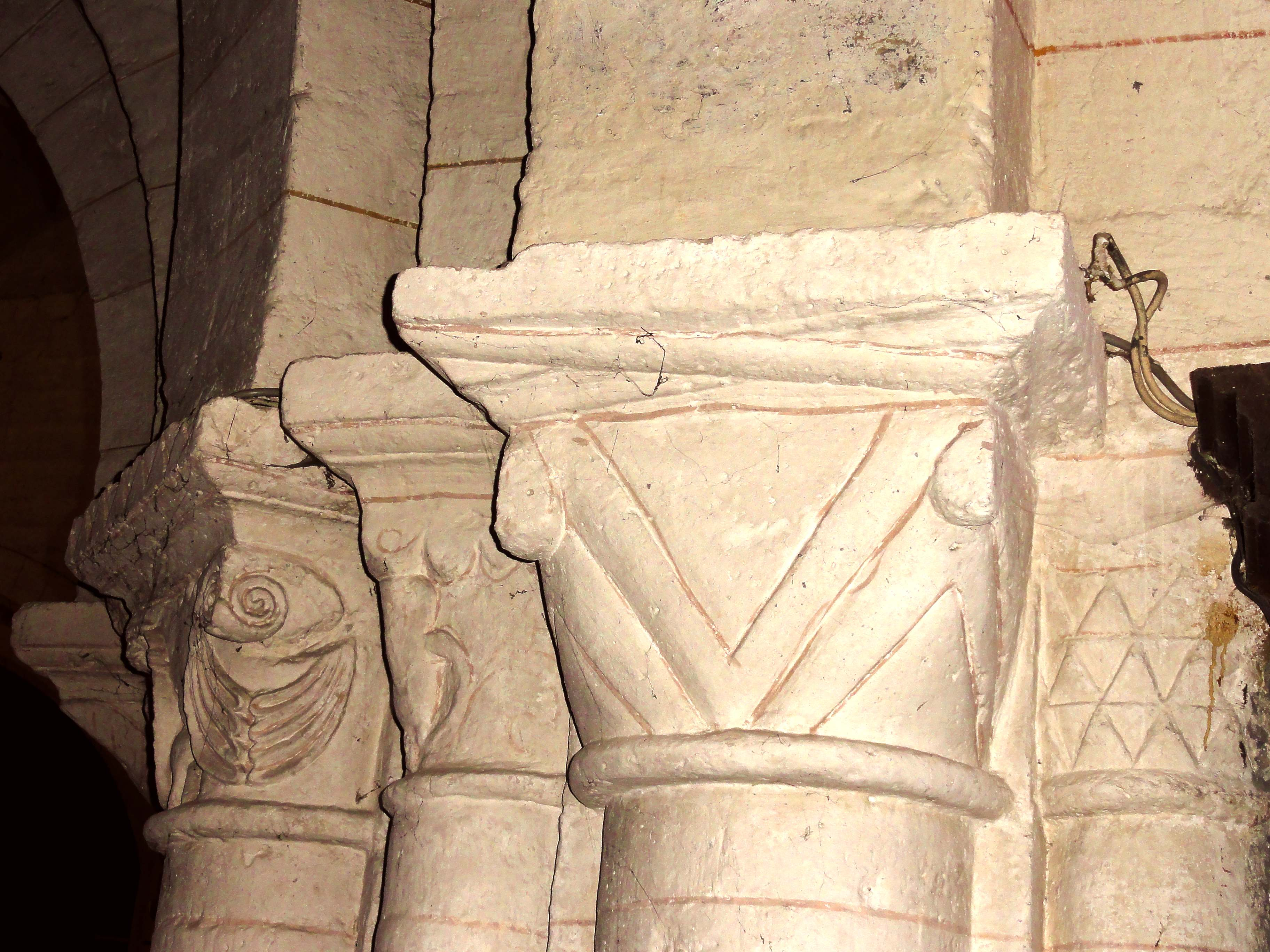
Arcade orientale, chapiteaux côté nord.
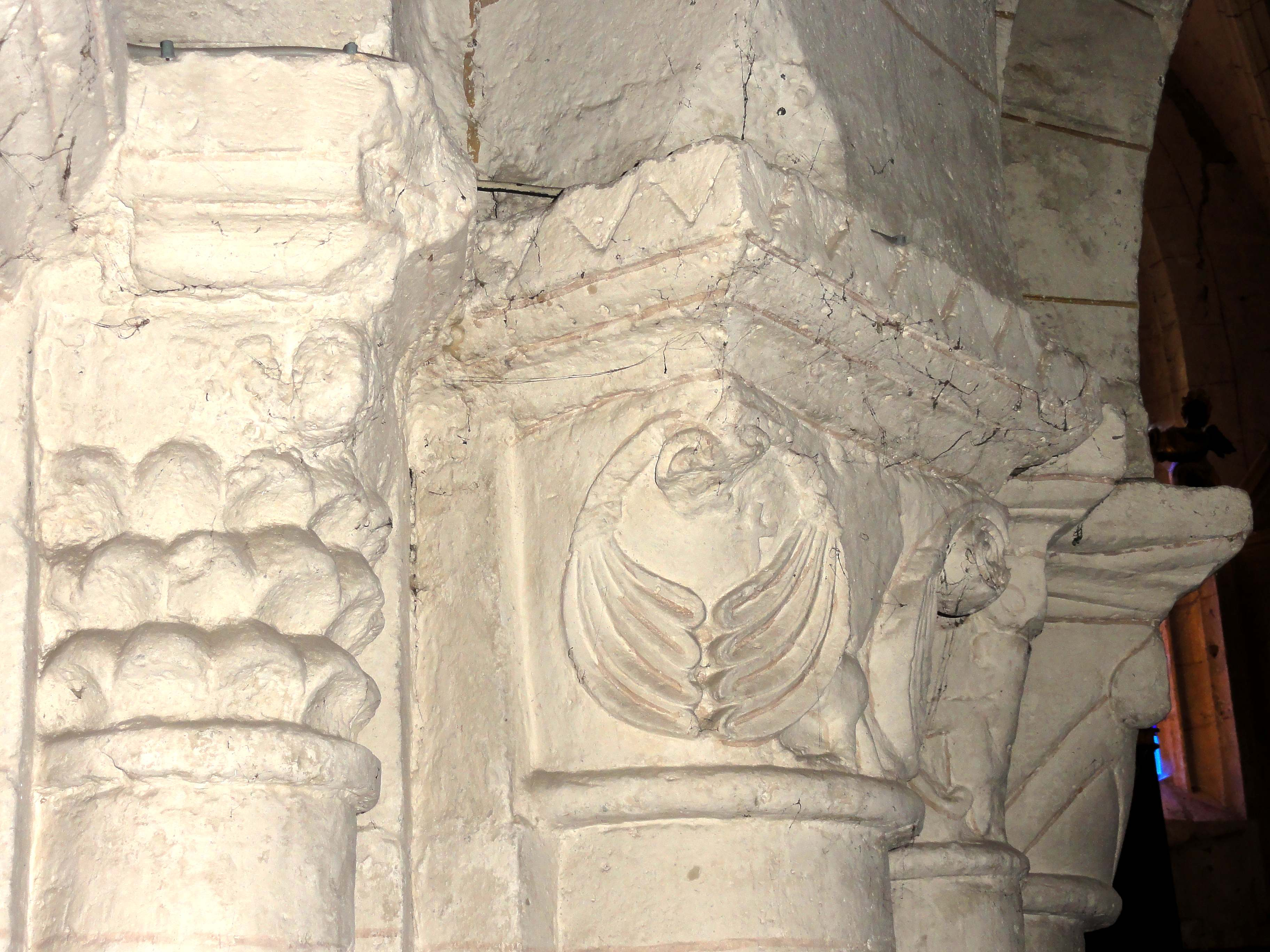
Pile nord-est, chapiteaux dans l'angle.

#### Croisillon nord et chapelles latérales

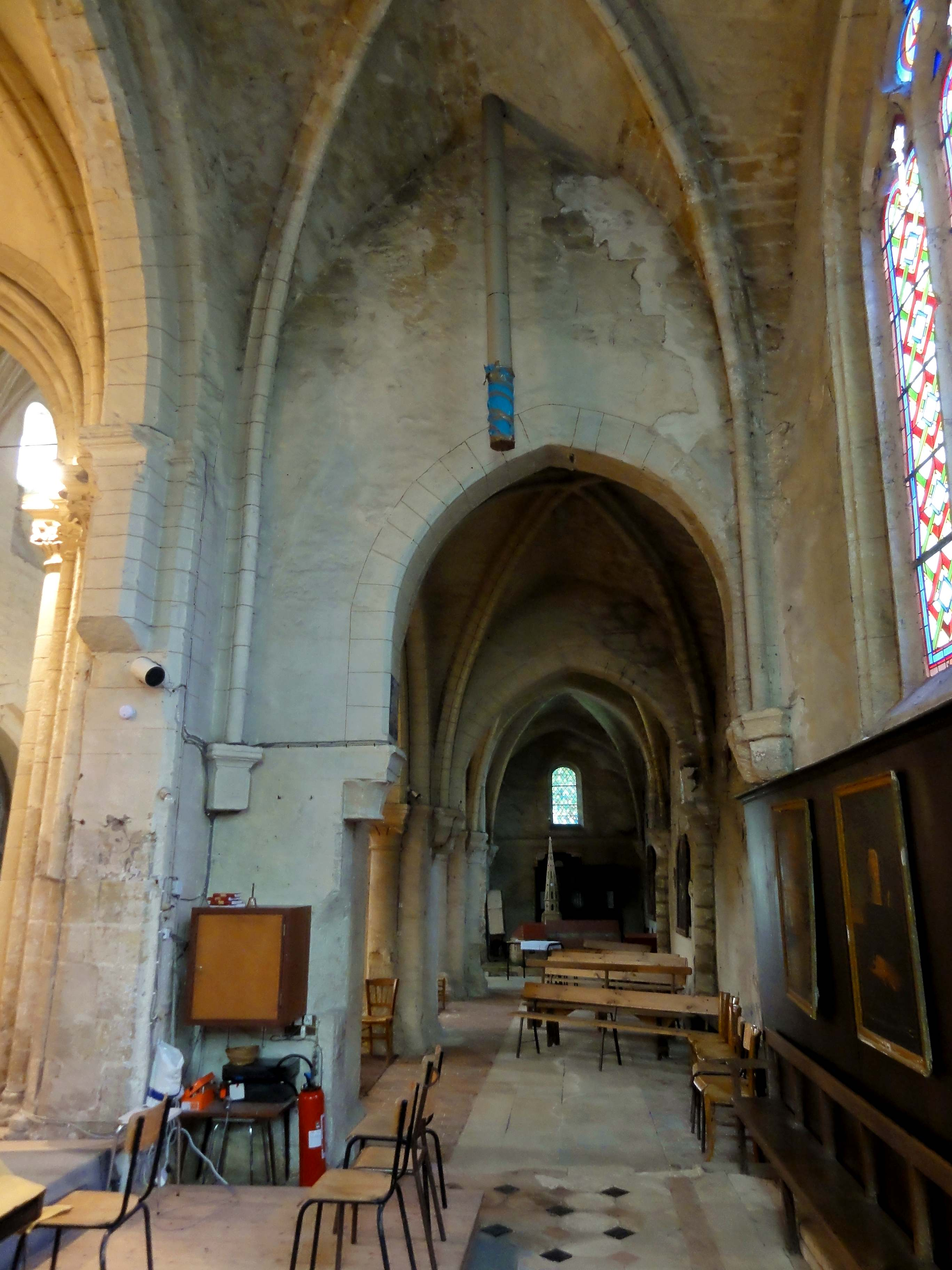
Croisillon nord, côté ouest.

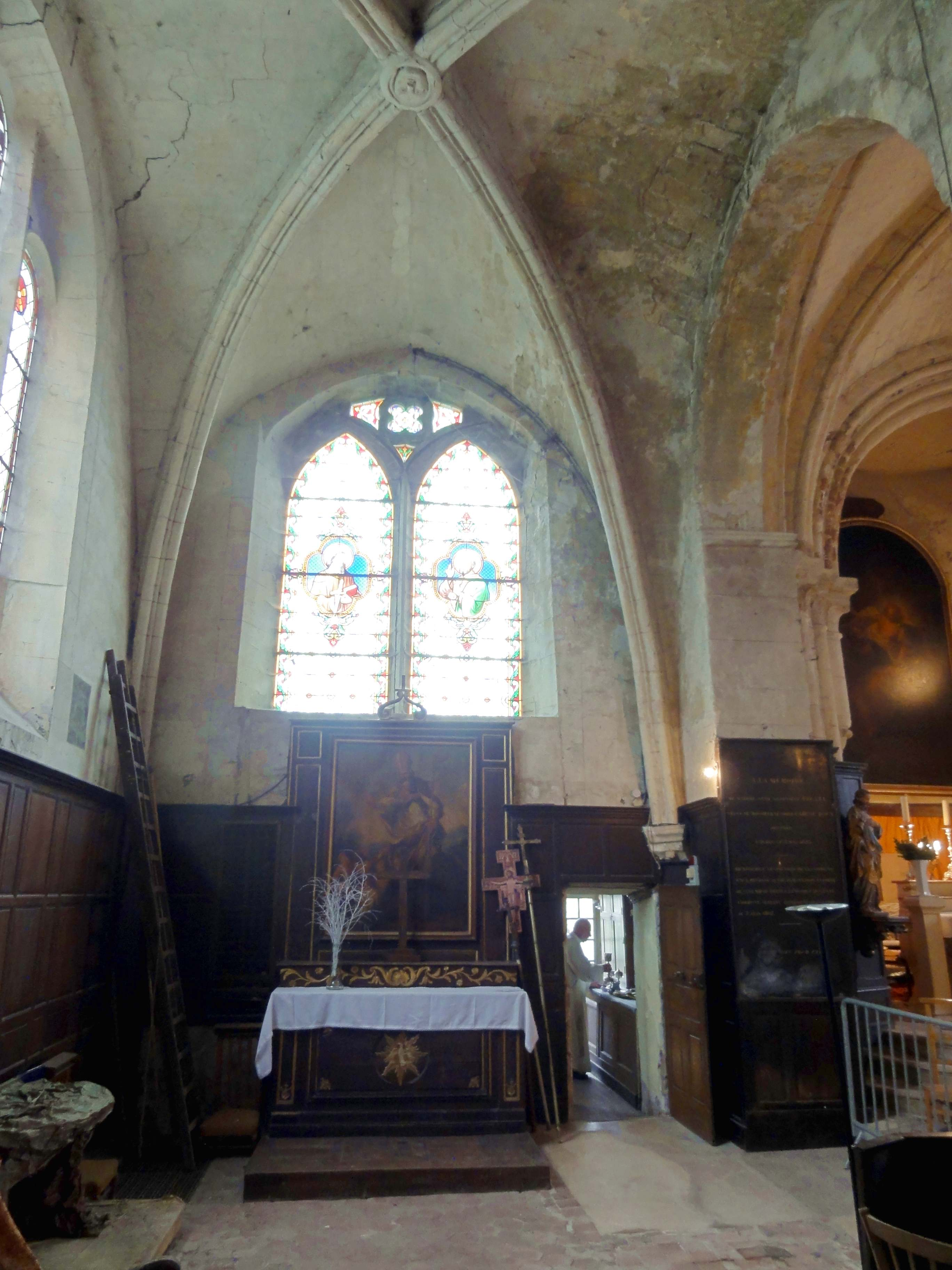
Chapelle nord, chevet.

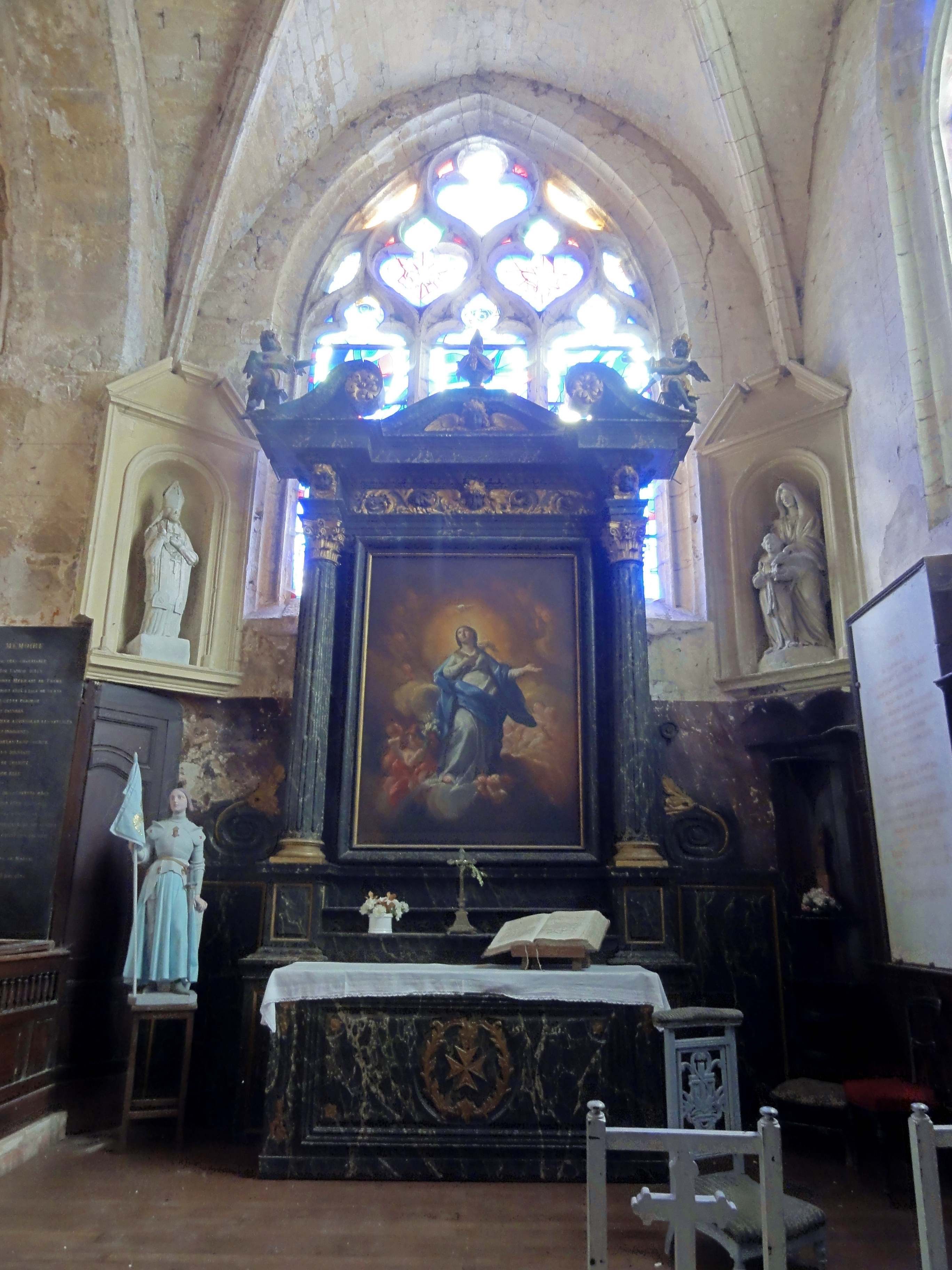
Chapelle sud, chevet.

Le croisillon nord était prévu dès la construction du vaisseau central du chœur, mais la simplicité du doubleau ouvrant dans cette travée permet d'envisager qu'elle ne fut pas entreprise de suite, et que le doubleau était fermé par un mur provisoire dans un premier temps. Vers le croisillon, ni le rouleau supérieur, ni le rouleau inférieur ne sont moulurés et munis de chapiteaux ; l'on s'est contenté de tailloirs et de chapiteaux simulés, comme pour le rouleau supérieur des grandes arcades de la nef. Les ogives de la voûte sont monotoriques, et le profil est le même que dans les bas-côtés de la nef, et la seconde travée de la nef. La retombée s'effectue à un niveau anormalement bas, qui est celui des tailloirs des bas-côtés, bien que le croisillon soit autrement élevé : les ogives sont donc verticales pour les premiers deux mètres à partir des tailloirs. Ceux-ci ne subsistent qu'à l'ouest, et affichent tous les deux un profil différent. L'un est porté par un bloc cubique, l'autre par un cul-de-lampe dont la sculpture est devenue illisible. À l'est, les ogives se fondent dans le mur depuis l'ouverture du doubleau dans la chapelle latérale nord. Ce doubleau revêt un caractère sommaire. Il a les arêtes chanfreinés, et retombe sur des impostes moulurés, comme l'autre doubleau de la même chapelle, vers la seconde travée du chœur. Au nord, au droit du mur gouttereau, l'imposte se situe à un niveau normal, alors qu'au sud, il est situé aussi bas que les culs-de-lampe des ogives. Près de ces impostes, retombent les ogives de la chapelle, ce qui rend sa voûte très irrégulière. Au chevet encore, les ogives descendent au même niveau qu'à l'ouest du croisillon. Ces ogives adoptent le profil observé dans le chœur, à savoir une fine arête entre deux tores. La clé de voûte affiche une tête humaine de facture naïve, inscrite dans un cercle. Les culs-de-lampe sont mutilés ou manquants.
Les trois fenêtres du croisillon et de la chapelle latérale nord appartiennent à trois époques différentes. Toutes les trois sont largement postérieures à la période romane, et assez grandes. La baie du croisillon nord est soignée : elle est entourée d'une gorge, et pourvue d'un remplage gothique flamboyant de deux lancettes à têtes trilobées, surmontées d'un soufflet et de deux étroites mouchettes, tous les écoinçons étant ajourés. Cette baie devrait être postérieure à la Guerre de Cent Ans. La baie septentrionale de la chapelle est en cintre surbaissé, et subdivisée en trois compartiments par deux meneaux verticaux. Chaque compartiment se termine par un arc en plein cintre, dont ceux de gauche et de droite sont surmontés d'un écoinçon ajouré. La modénature est chanfreinée. Par son remplage, cette baie évoque la Renaissance, mais la modénature ne correspond pas ; il peut tout aussi bien s'agir d'une réfection du XIXe siècle. La fenêtre du chevet de la chapelle est sans doute l'élément qui a motivé Eugène Müller à supposer un remaniement de la chapelle au XIVe siècle. Ce semble être la création de maçons de village. Sous un arc en plein cintre, s'inscrivent deux lancettes en tiers-point, dont les sommets s'en rapprochent beaucoup trop. À gauche et à droite, les intervalles ont été bouchés, et au centre, l'on a coincé un petit quatre-feuilles.
La chapelle latérale sud n'accompagne pas seulement la deuxième travée du chœur, mais aussi en partie la croisée du transept, puisqu'elle fait immédiatement suite à la base du clocher, qui est loin d'atteindre la profondeur de la croisée du transept. Si l'on regarde la chapelle en direction du chevet, elle a belle allure, ce qui est surtout le fait du retable de la Vierge Marie, qui est de style baroque, et du réseau flamboyant très élaboré de la baie du chevet. Avec son homologue du nord, la chapelle partage les deux principaux défauts esthétiques, qui sont le caractère sommaire du doubleau vers le chœur, encore plus prononcé ici qu'au nord, et la retombée trop basse des ogives, sans parler de l'absence de formerets, qui n'existent à Acy que dans le vaisseau central du chœur. Les ogives affectent une modénature prismatique aigüe, caractéristique de la période flamboyante. La clé de voûte, tout à fait remarquable, est un écusson couronné d'un heaume avec cimier, et porté par une licorne et un lion. Le seul cul-de-lampe conservé, dans l'angle nord-ouest, se compose d'un tailloir mouluré pouvant remonter à la fin du XIIe siècle, où un rang de billettes se dessine sous l'échine, et d'une console échancrée. À l'ouest, l'arcade en cintre surbaissé ou fer à cheval déjà signalée ouvre dans la base du clocher, et prouve que la chapelle actuelle succède à une absidiole, qui ne devait pas communiquer avec la seconde travée du chœur. Pour venir aux fenêtres, elles datent encore d'époques différentes toutes les deux. La baie du chevet est de la même époque que celle du croisillon nord, et entourée d'une gorge. Le réseau est constitué de trois lancettes à têtes tréflées, surmontées de deux soufflet, puis d'un troisième soufflet au sommet, flanqués d'un total de quatre étroites mouchettes. La fenêtre méridionale paraît un peu plus tardive, et date sans doute du milieu du XVIe siècle. Trois lancettes en arc brisé, aux meneaux soigneusement moulurés, supportent deux formes en plein cintre, puis un petit arc en plein cintre au sommet, comme si le maître d'œuvre avait soudainement pris conscience que l'arc brisé était devenu démodé.

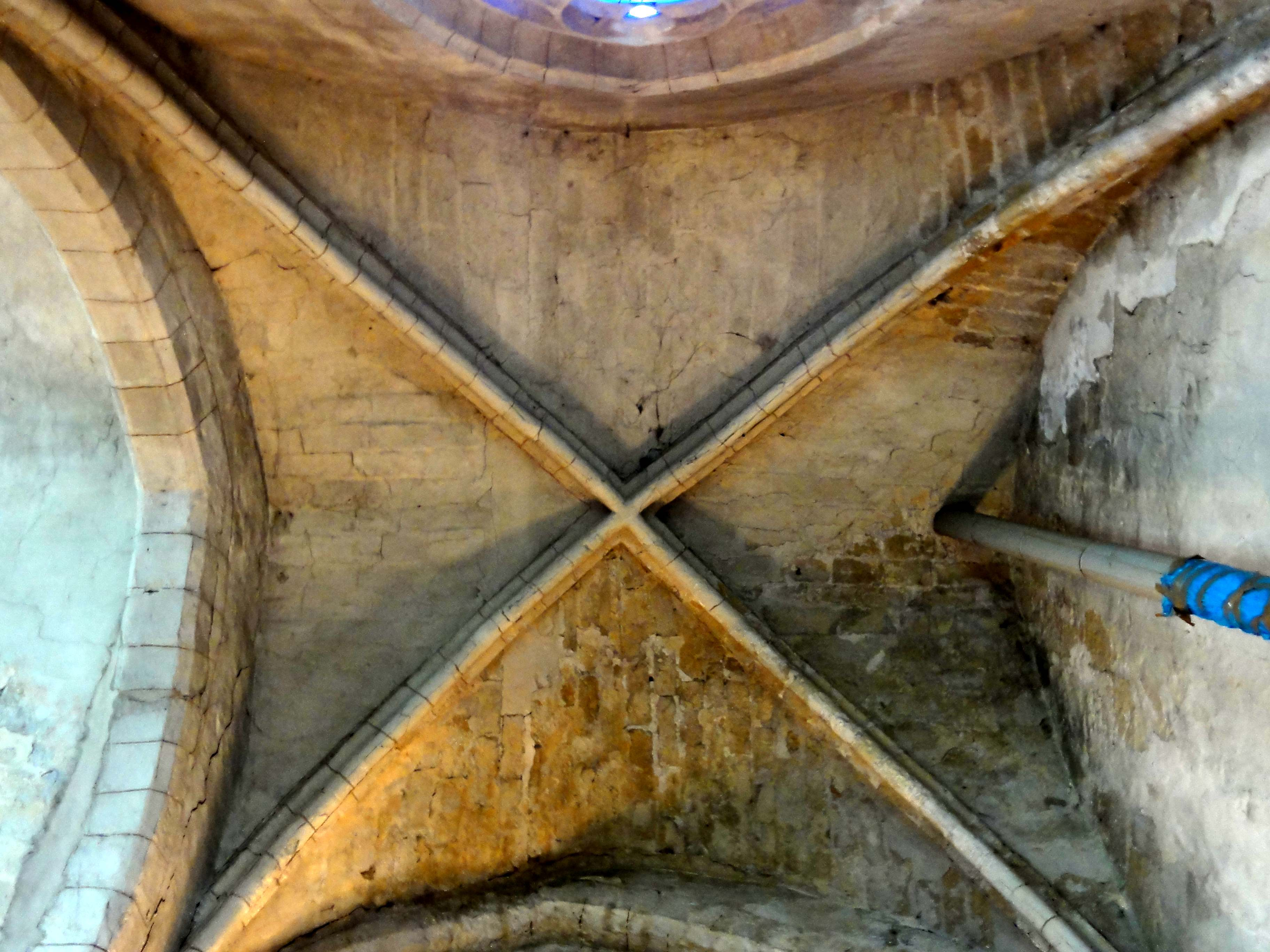
Croisillon nord, voûte.
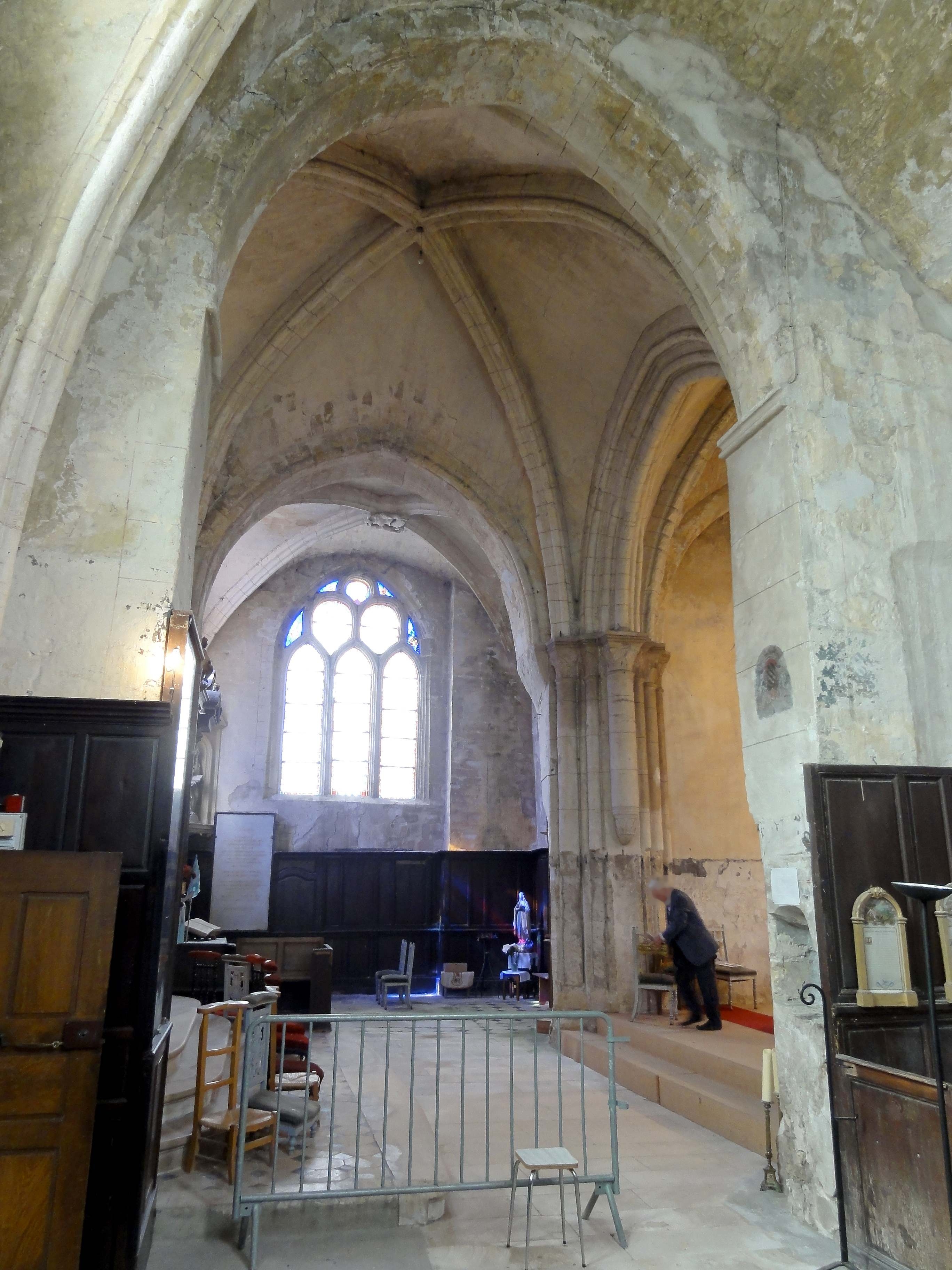
Chapelle latérale nord, vue vers le sud.
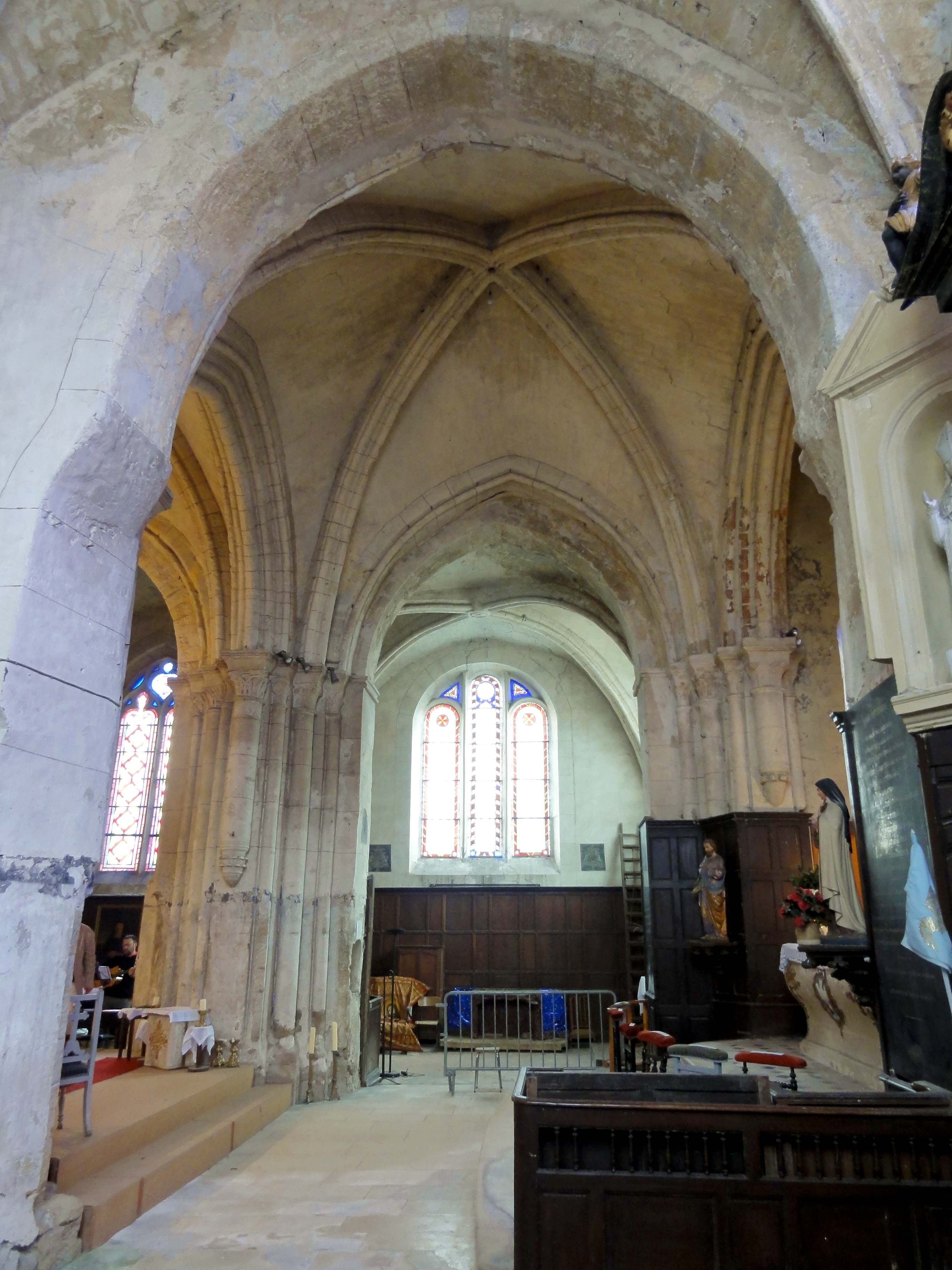
Chapelle latérale sud, vue vers le nord.
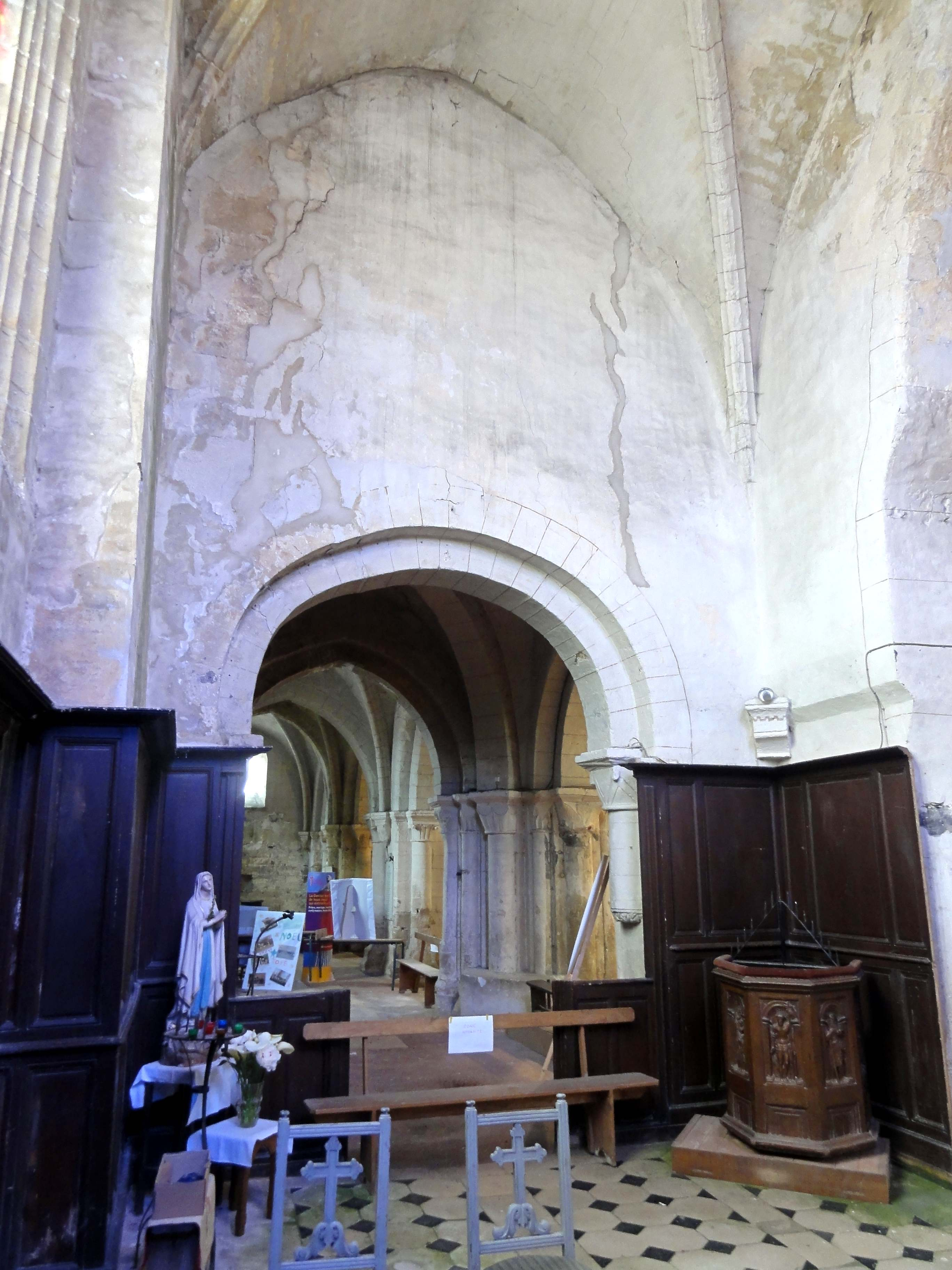
Chapelle latérale sud, vue vers l'ouest.
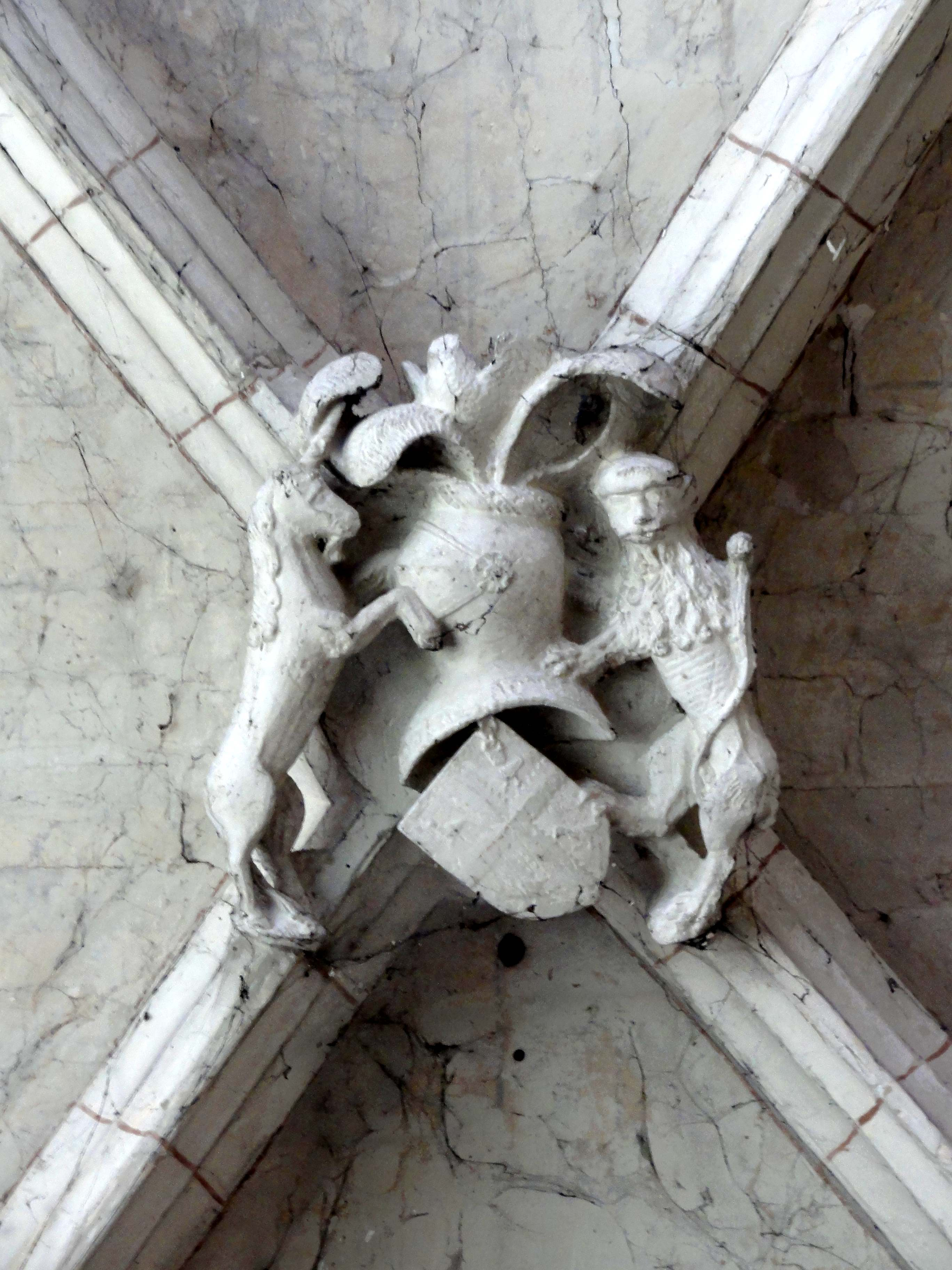
Chapelle latérale sud, clé de voûte.
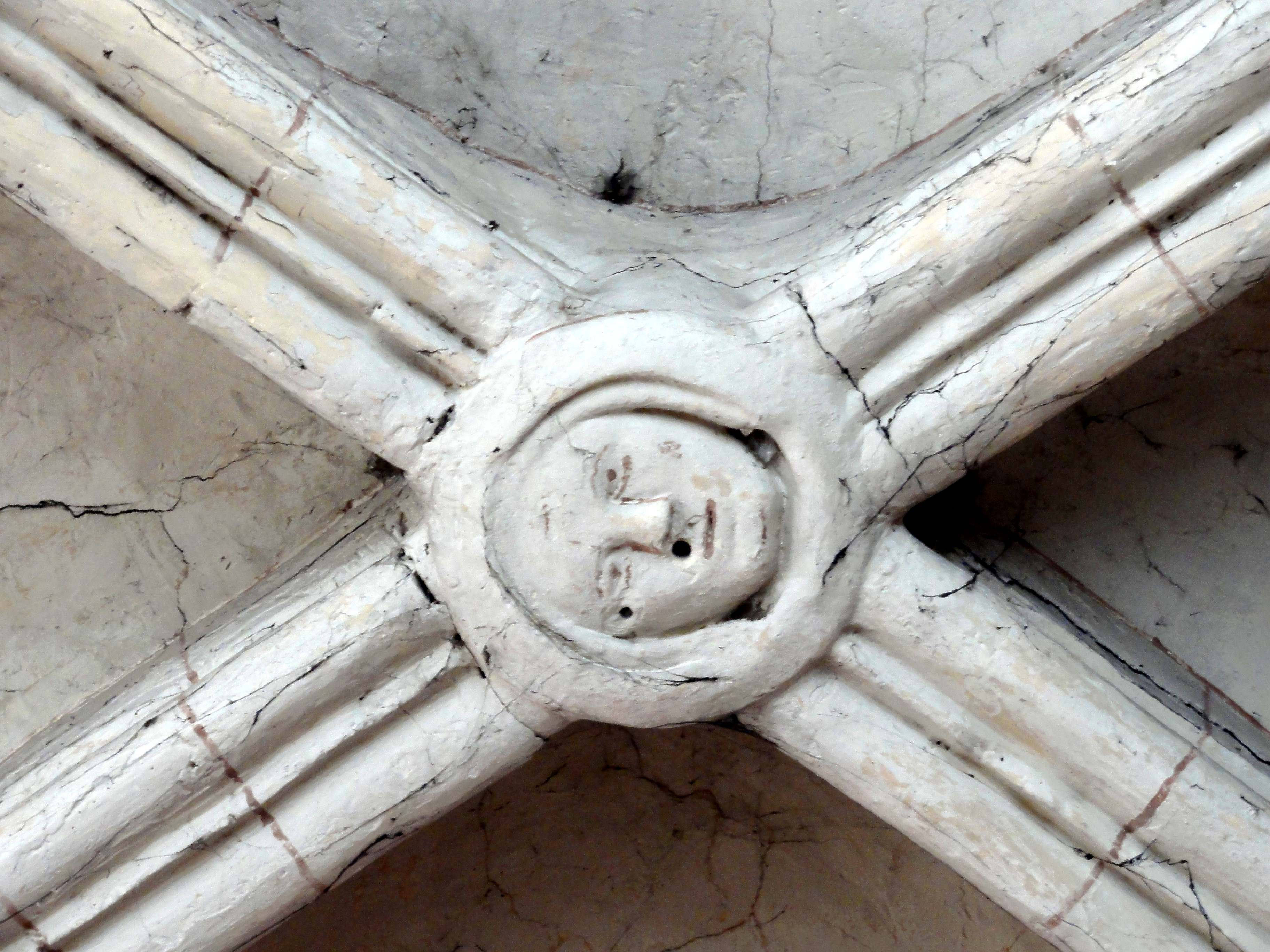
Chapelle latérale nord, clé de voûte.

### Extérieur
« Malgré un abord décevant », dit Dominique Vermand dans la phrase introductive de son article, « Saint-Pierre-et-Saint-Paul est un monument de grand intérêt en raison de son appartenance à la famille des églises très tôt voûtées d'ogives ». Effectivement, ni la façade, ni les élévations latérales de la nef n'offrent le moindre modillon sculpté, à peine quelques blocs moulurés, et encore moins des portails richement décorés comme ils sont si fréquents dans le Valois, le Soissonnais et le Beauvaisis. Nef et bas-côtés sont pourtant soigneusement bâtis en pierre de moyen appareil. Ce ne sont que les reprises ultérieures qui se sont faites en employant des petits moellons irréguliers : exhaussement des demi-pignons des bas-côtés, parties basses du contrefort à gauche du portail occidental, et tout le pourtour de ce portail. Celui-ci, tout comme son homologue au sud, sont en tiers-point. Le portail méridional est entouré de légères moulures prismatiques, qui permettent de le dater de la première moitié du XVIe siècle, mais les deux portails peuvent tout aussi bien dater du XIXe siècle. Les fenêtres paraissent en revanche toutes authentiques. Les contreforts occidentaux de la nef, assez saillants et scandés par plusieurs glacis de longueur différente sans larmiers le sont aussi, sauf pour leur partie basse, ainsi que les contreforts plats des murs gouttereaux de la nef, très abîmés. Les contreforts du bas-côté sud ont tous été refaits. Sur le mur du bas-côté sud, est gravée l'inscription « Domine, salvum fac regem » (Seigneur, sauvez le Roi). Le clocher est le seul élément à l'extérieur de l'église à présenter un certain intérêt, surtout pour son troisième étage, qui adopte un plan octogonal, et date probablement des années 1160.

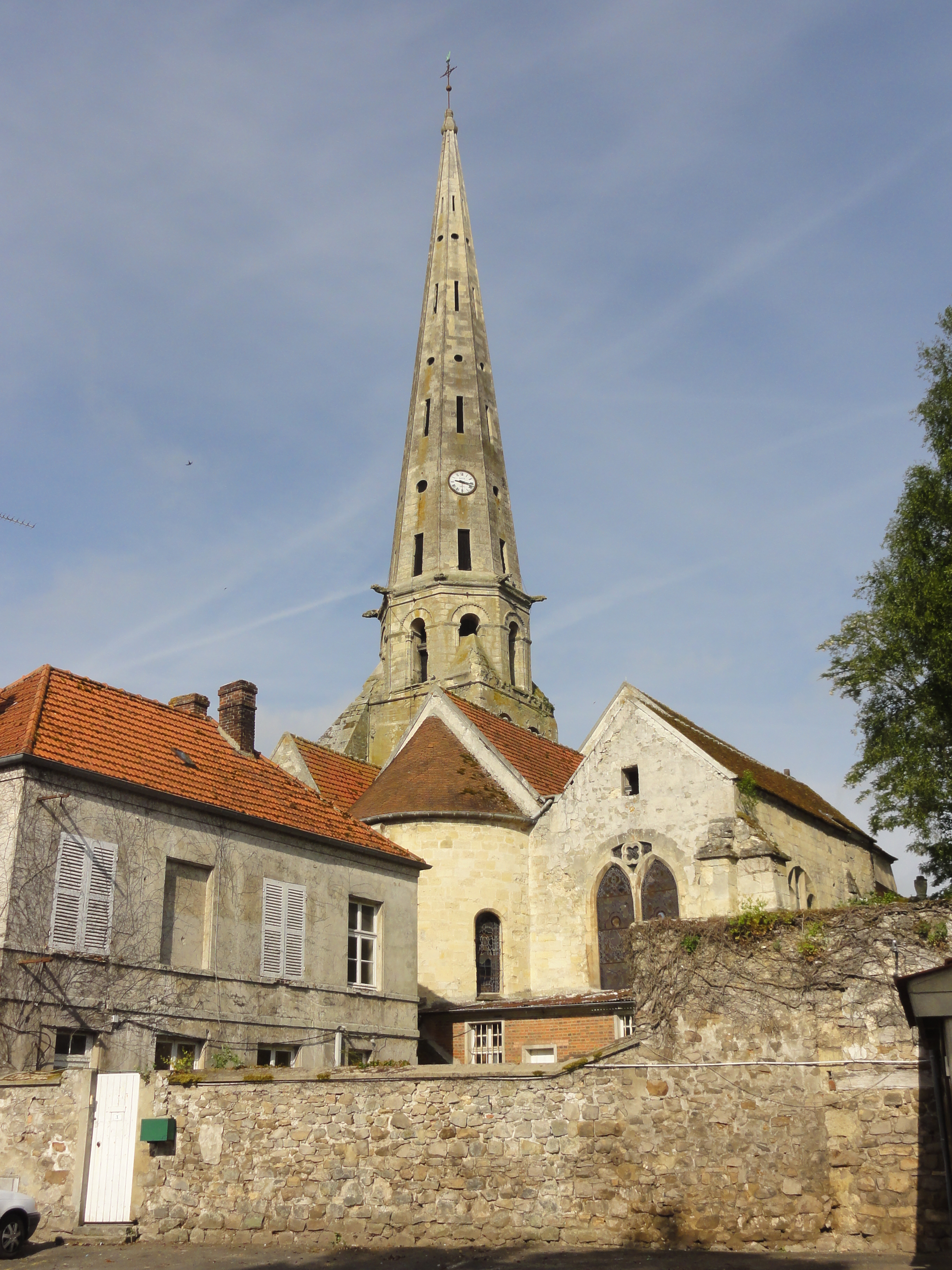
Vue depuis le nord-est.

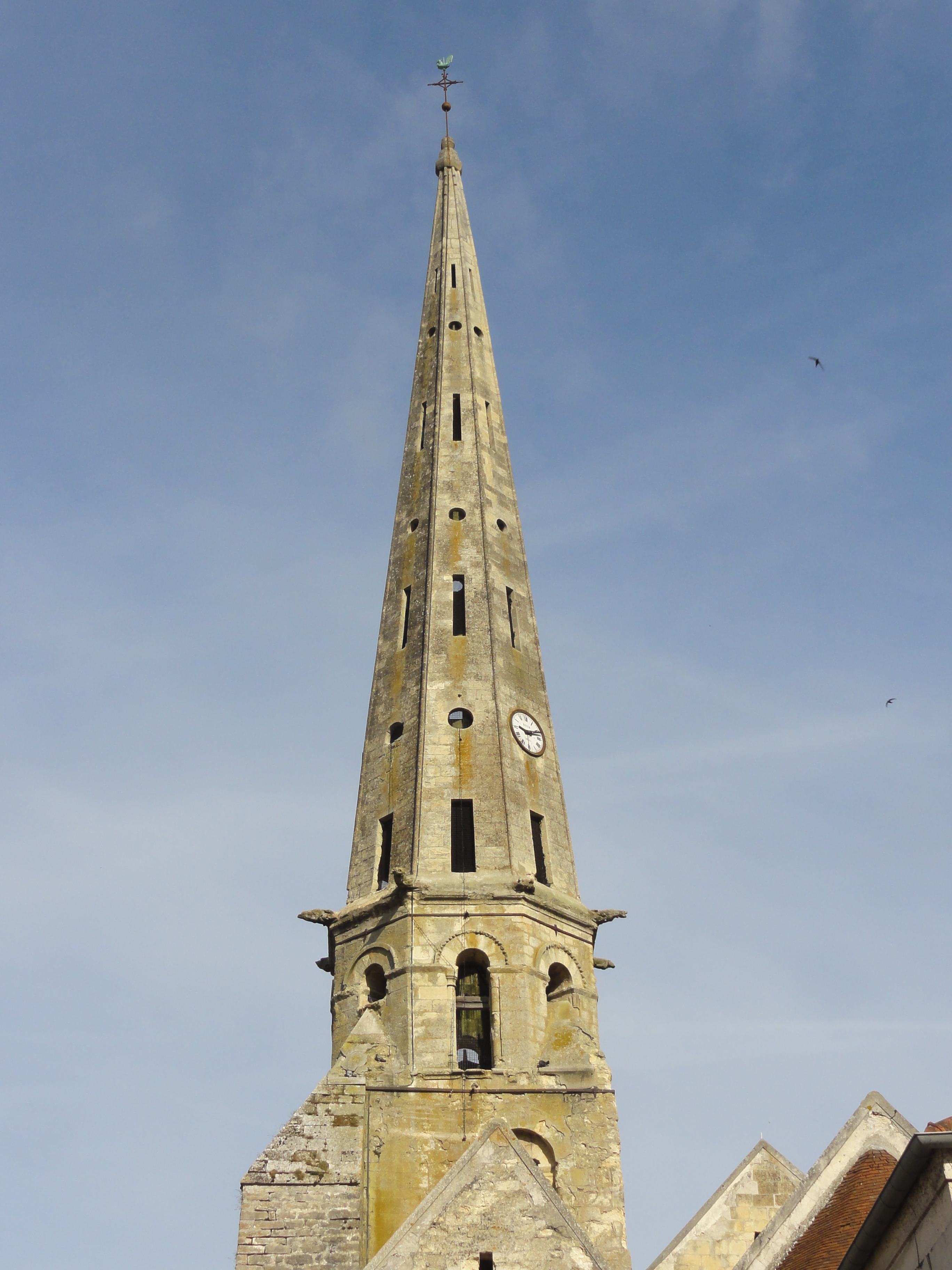
Vue depuis l'est.

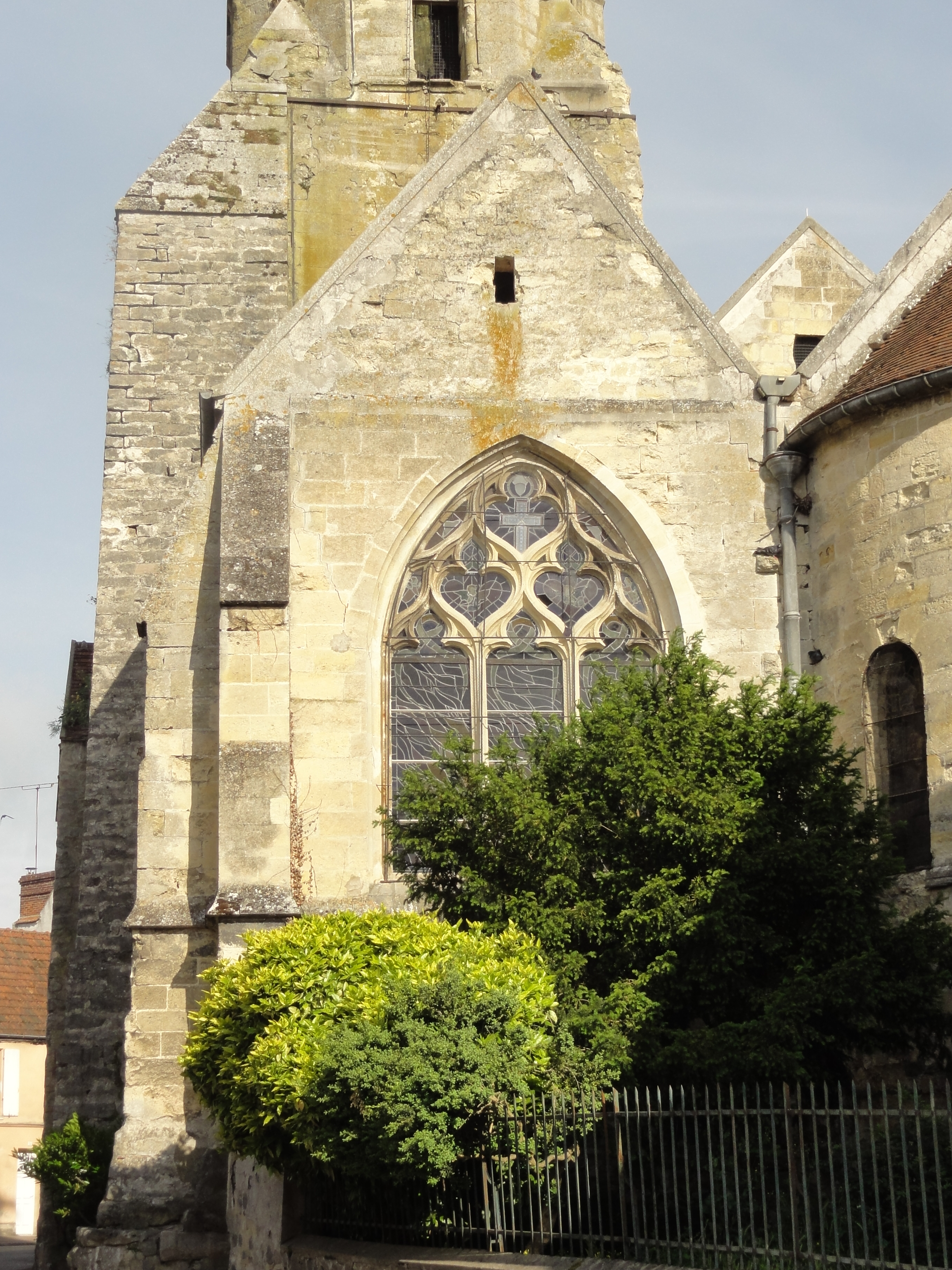
Chapelle latérale sud.

Un certain nombre d'églises du Vexin français et du Beauvaisis possèdent un clocher octogonal (Brueil-en-Vexin, Condécourt, Foulangues, Jambville, Rieux, avec un seul étage ou un étage et demi ; Bouconvillers, Cambronne-lès-Clermont, Cauvigny, Lierville, avec deux étages), ainsi que Tracy-le-Val, mais l'église d'Acy constitue l'unique exemple d'un clocher à trois étages avec étage de beffroi octogonal. La transition du plan carré vers le plan octogonal s'opère toujours par des pans inclinés prenant appui sur des trompes, visibles depuis l'intérieur, mais cette transition doit en principe se faire en dessous des baies de l'étage de beffroi. À Acy ce n'est pas le cas, et par conséquent, quatre des huit baies sont à moitié obturées par les glacis. L'explication est sans doute un changement de parti en cours de chantier, le projet initial n'ayant pas prévu un étage octogonal. Les baies sont assez étroites et en plein cintre. Un cordon de têtes de clous surmonte leurs archivoltes, qui ne sont pas moulurées. Les piédroits sont flanqués de colonnettes à chapiteaux, qui sont à feuilles plates ou à godrons, sauf un, qui a été refait, et adopte un plan octogonal. Une tablette continue sert de tailloir. Une corniche moulurée, très abîmée, termine l'étage. Les grandes gargouilles qui saillissent devant chaque angle de la flèche devraient être contemporaines de celle-ci, et dater du XVe siècle. À propos de la flèche, Eugène Müller écrit : « Quant à la pyramide qui coiffe cet ensemble avec sa pointe surélevée, ouverte par une succession d'oculi et de baies carrées, elle est un résultat fâcheux de cette ambition trop fréquente d'exalter à l'extrême les clochers. Outre que cette pyramide du XVe siècle manque de proportion avec le reste de l'église et éteint l'ornementation distinguée de la base, elle n'a point trouvée dans les piles que le XIe et le XIIe siècle avaient assises, une solidité suffisante : d'où des dégâts coûteux à réparer et une menace de ruine ». Concrètement, les problèmes de stabilité ont nécessité le bouchage de nombreuses baies et la construction de deux énormes contreforts qui alourdissent l'ensemble. Au niveau du premier étage, il y avait initialement une baie en plein cintre par face, et au niveau du second étage, deux par face. Elles sont réséquées en deux petites arcatures en plein cintre par trois colonnettes en délit aux chapiteaux archaïques, qui supportent un tympan appareillé. On trouve des baies semblables sur les clochers de Béthisy-Saint-Martin, Chamant, Glaignes, Jaux, Néry, Orrouy et Saint-Vaast-de-Longmont, par exemple.
Dans sa forme actuelle, chapelle latérale sud est représentative de la dernière période gothique. Elle est sobre, et dépourvue de toute ornementation autre que les réseaux de ses deux fenêtres, mais solidement bâtie en pierre de taille, sauf pour le pignon, qui est en moellons. Les contreforts pourraient tout aussi bien remonter au XIIIe siècle, mais le même type a été employé avec peu de modifications jusque loin dans le XVIe siècle si aucune décoration par des niches à statues et dais, pinacles, clochetons ou chimères, n'était prévue. Les contreforts se retraitent par un fruit après les premières assises, puis sont scandés par un larmier, qui fait le tour de la chapelle à la limite des allèges. Cet élément n'apparaît qu'avec la période rayonnante. Il y a donc eu, au XVIe siècle, des remaniements allant au-delà de la réfection des fenêtres. — Plus haut, les contreforts se retraitent grâce à un fruit, et s'amortissent par un glacis très pentu formant larmier, ce qui est stylistiquement compatible avec la fin du XIIe siècle ou le début du XIIIe siècle ; plus tard, un larmier est susceptible d'être employé au lieu du fruit. — L'abside, à droite de la chapelle, est dénuée de caractère, et défie toute tentative de datation. Aucun auteur n'a pourtant soulevé la question de son authenticité. Les fenêtres paraissent avoir été refaites. Un contrefort unique épaule l'abside dans l'axe du chevet. Quant à la chapelle latérale nord, elle n'est que partiellement visible depuis le domaine public. Il y a également un larmier qui fait le tour de la chapelle à la limite des allèges, et à mi-hauteur des fenêtres, les contreforts d'angle sont scandés par un larmier présent sur les trois faces. Puis, ils s'achèvent par des glacis prenant appui sur des larmiers du même type. Ces contreforts ne sont certainement plus ceux du début du XIIIe siècle. La fenêtre réalisée avec maladresse a déjà été signalée. Au-dessus, le mur et le pignon sont en moellons, ce qui correspond sans doute aux réparations au cours de la Guerre de Cent Ans.

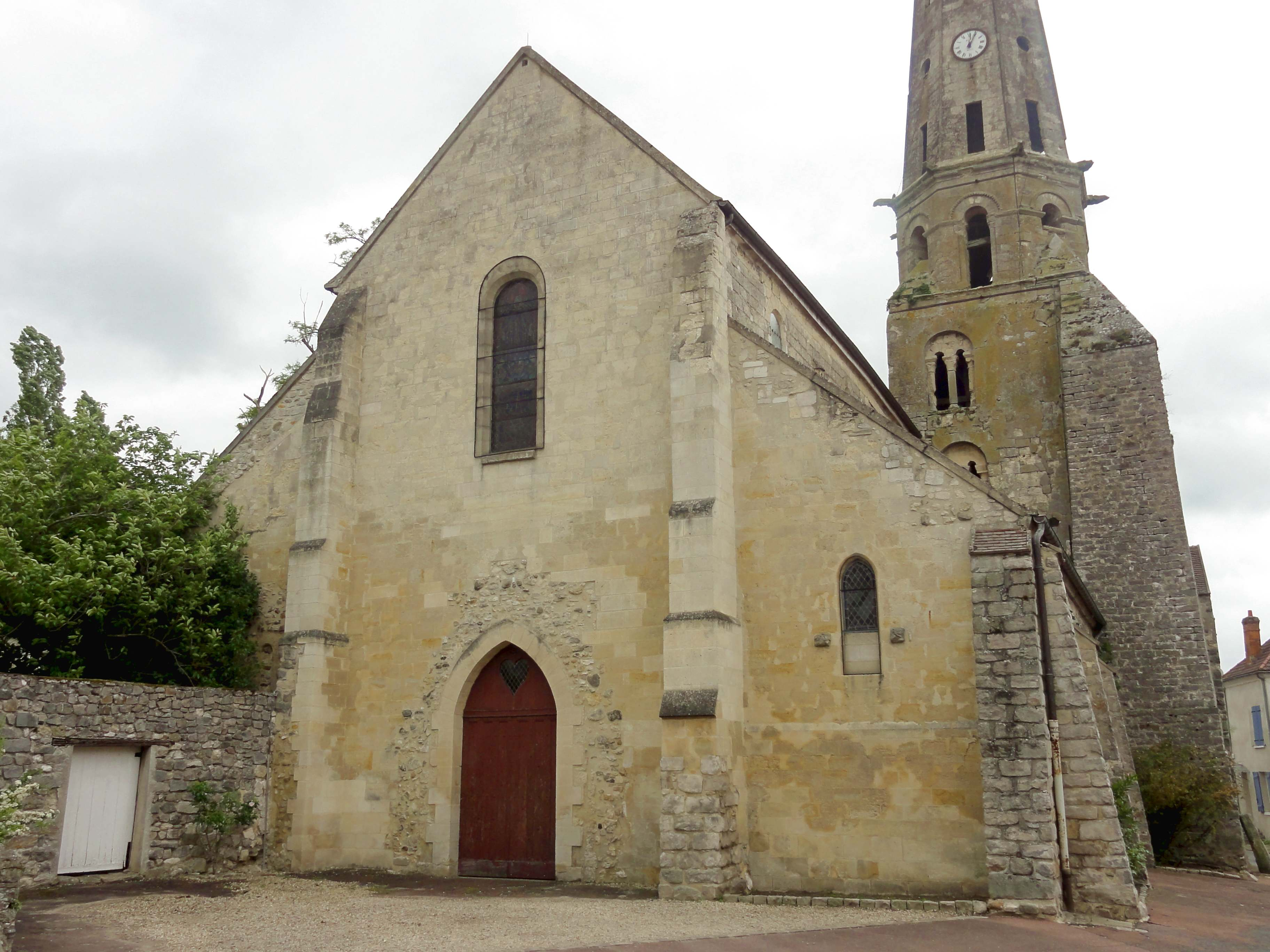
Façade occidentale.
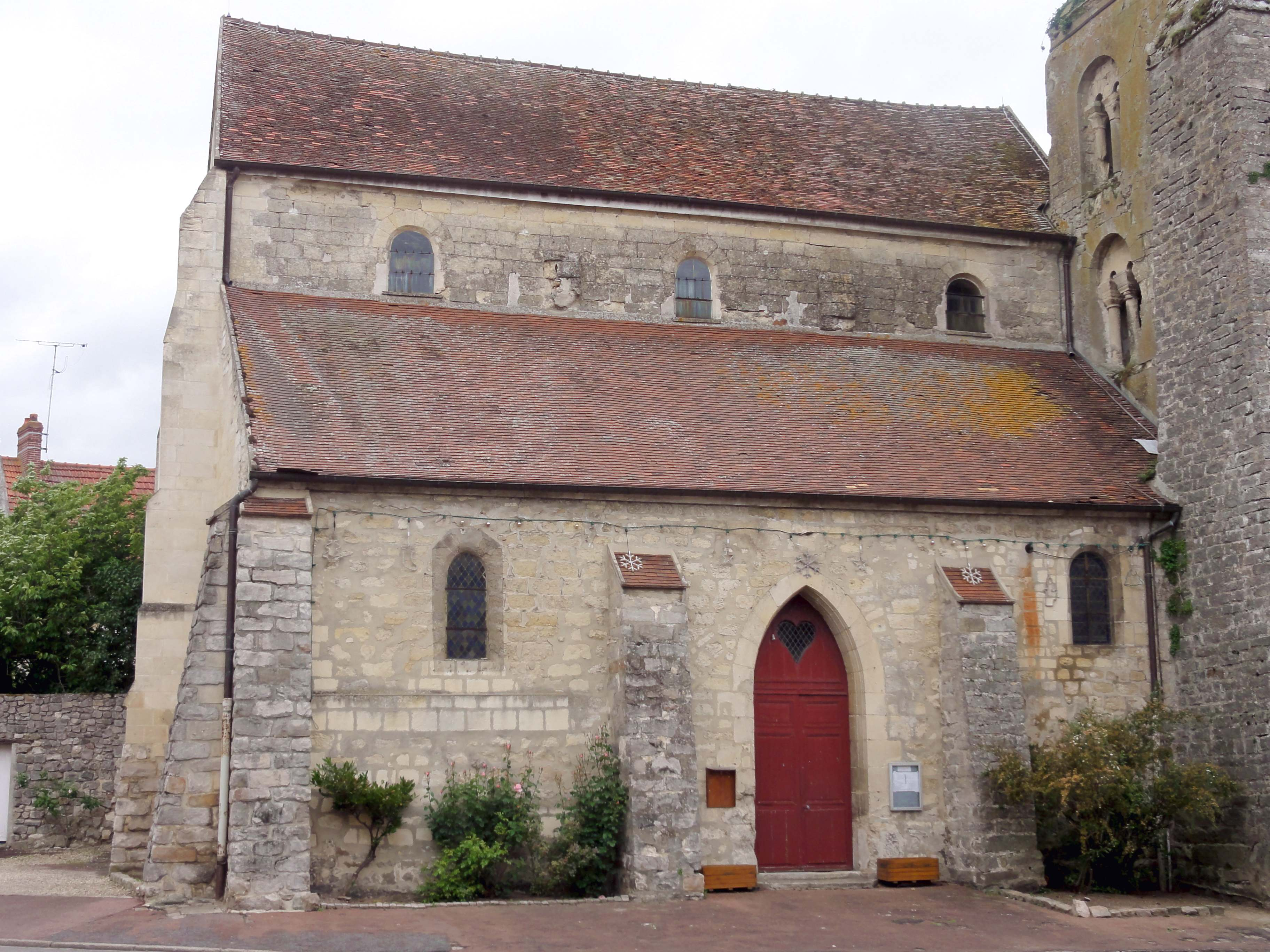
Nef et bas-côté sud.
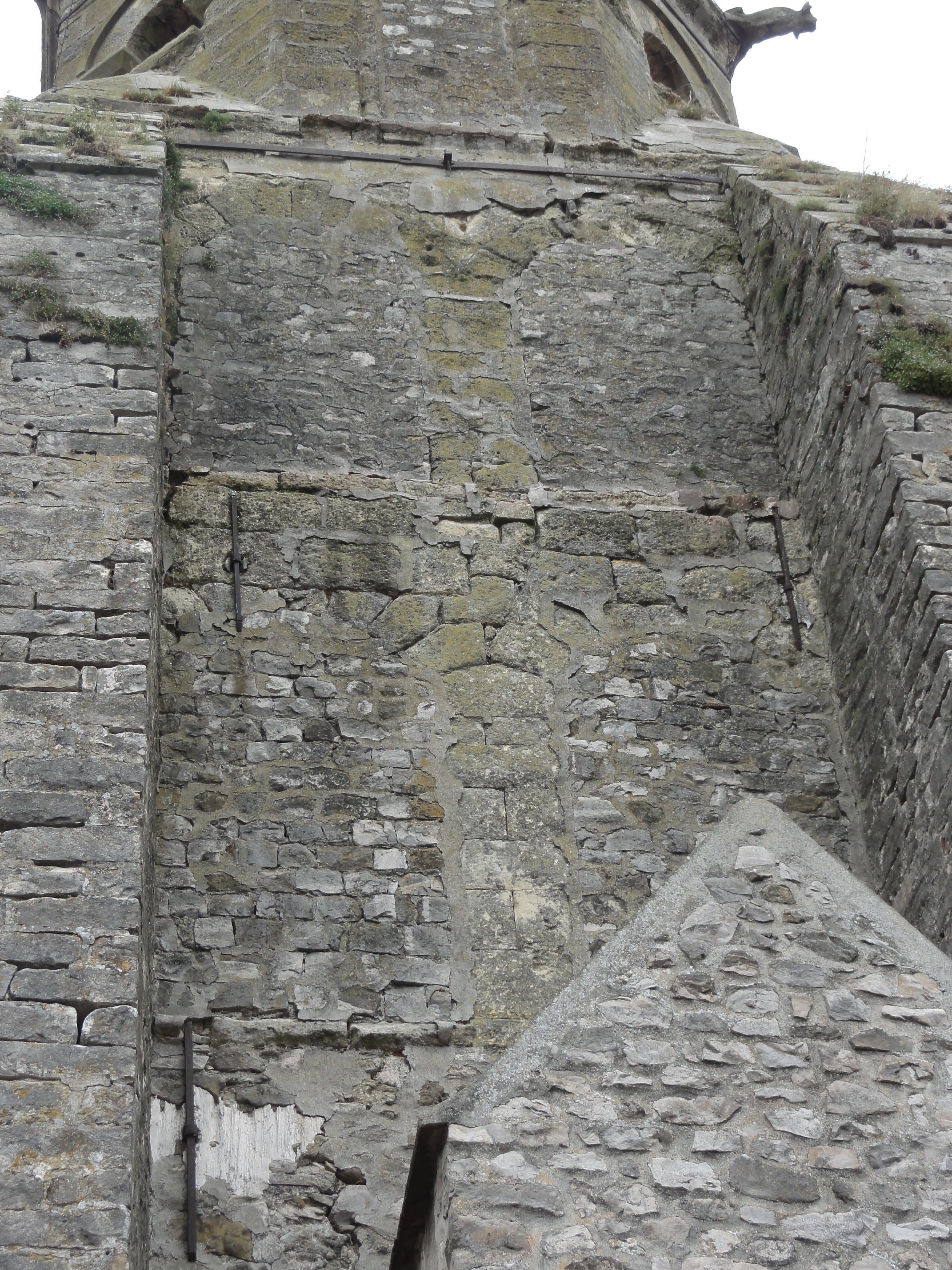
Clocher, 1er et 2e étages.
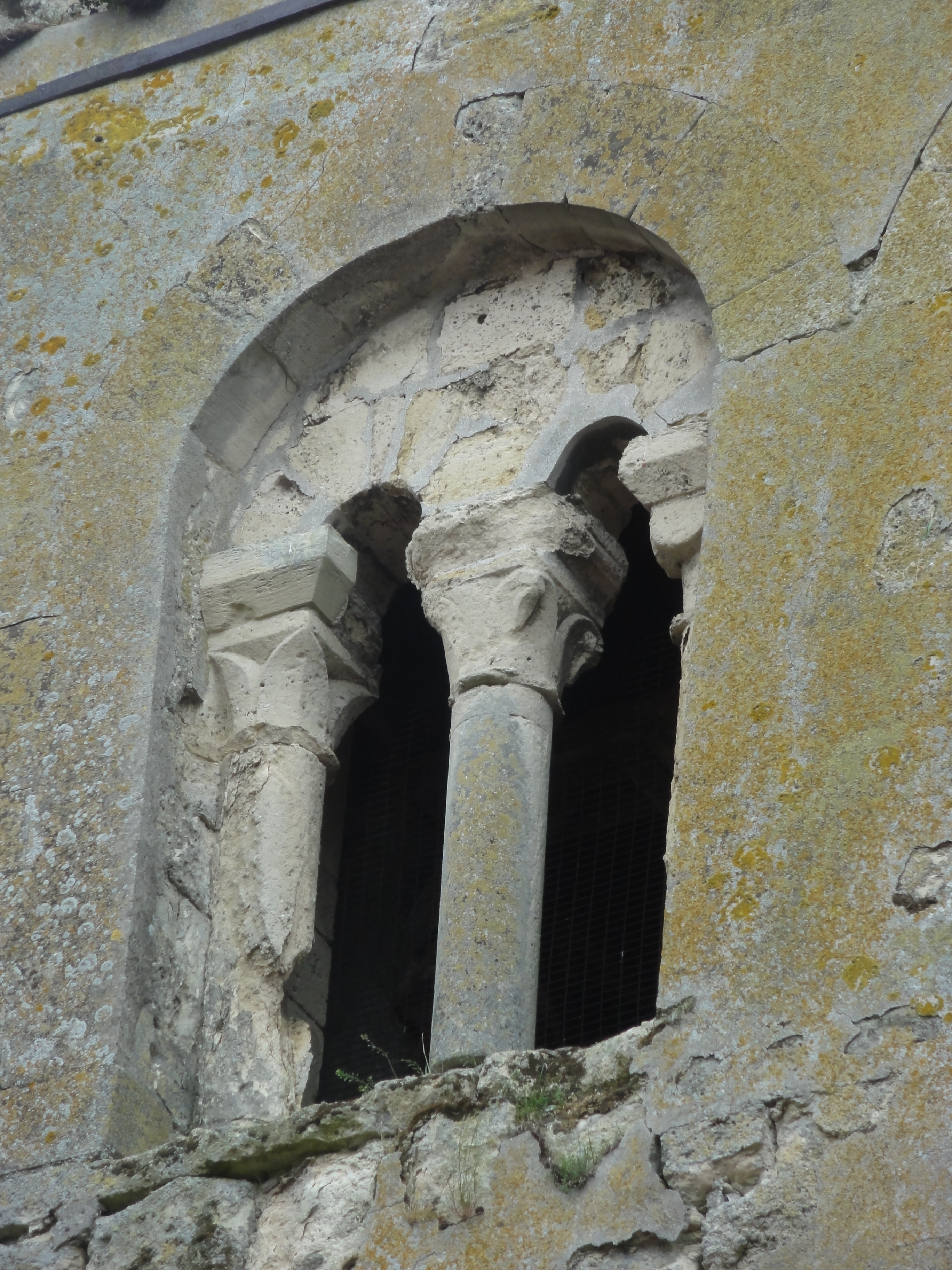
Clocher, baie du 2e étage.
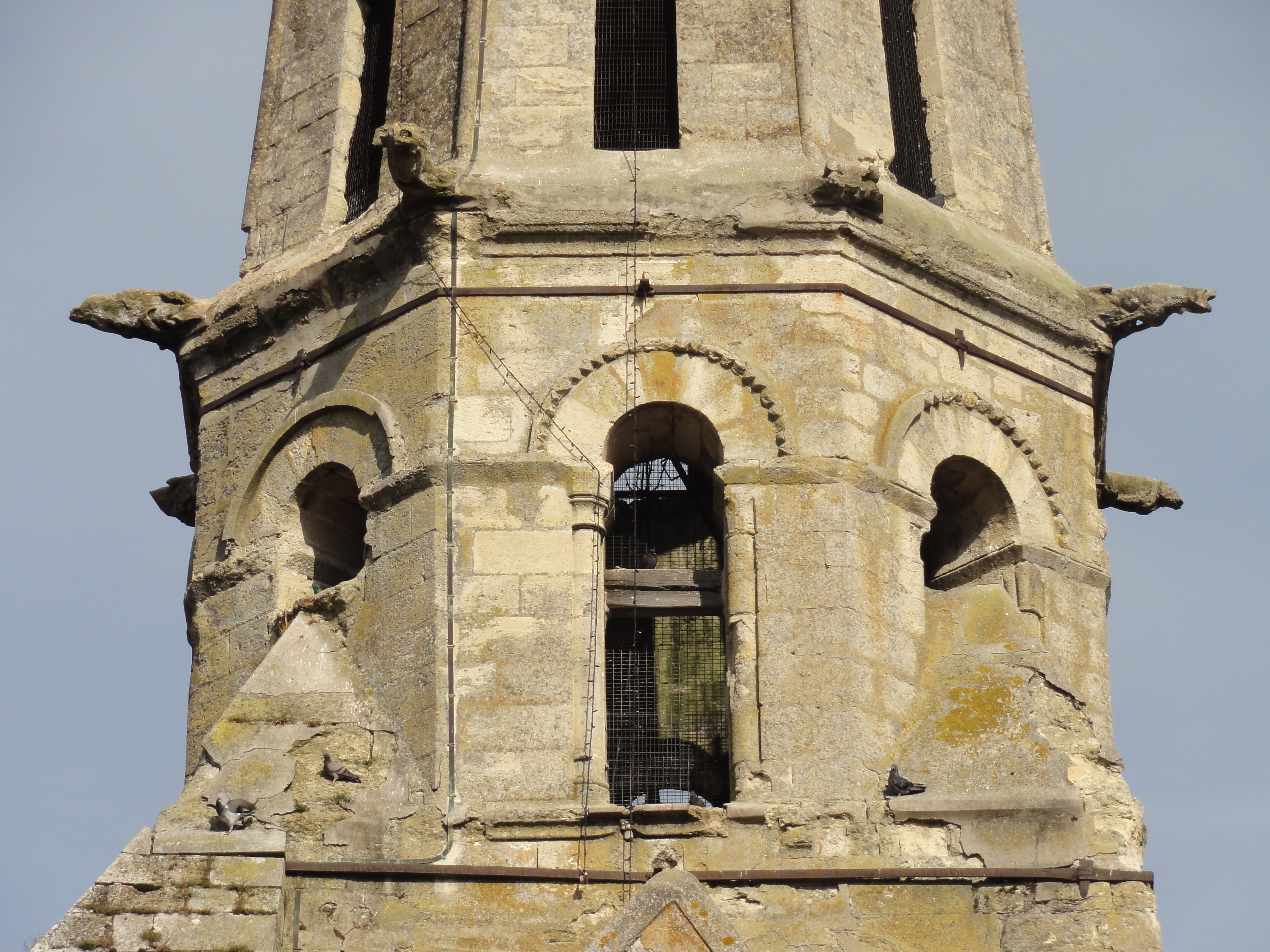
Étage de beffroi.
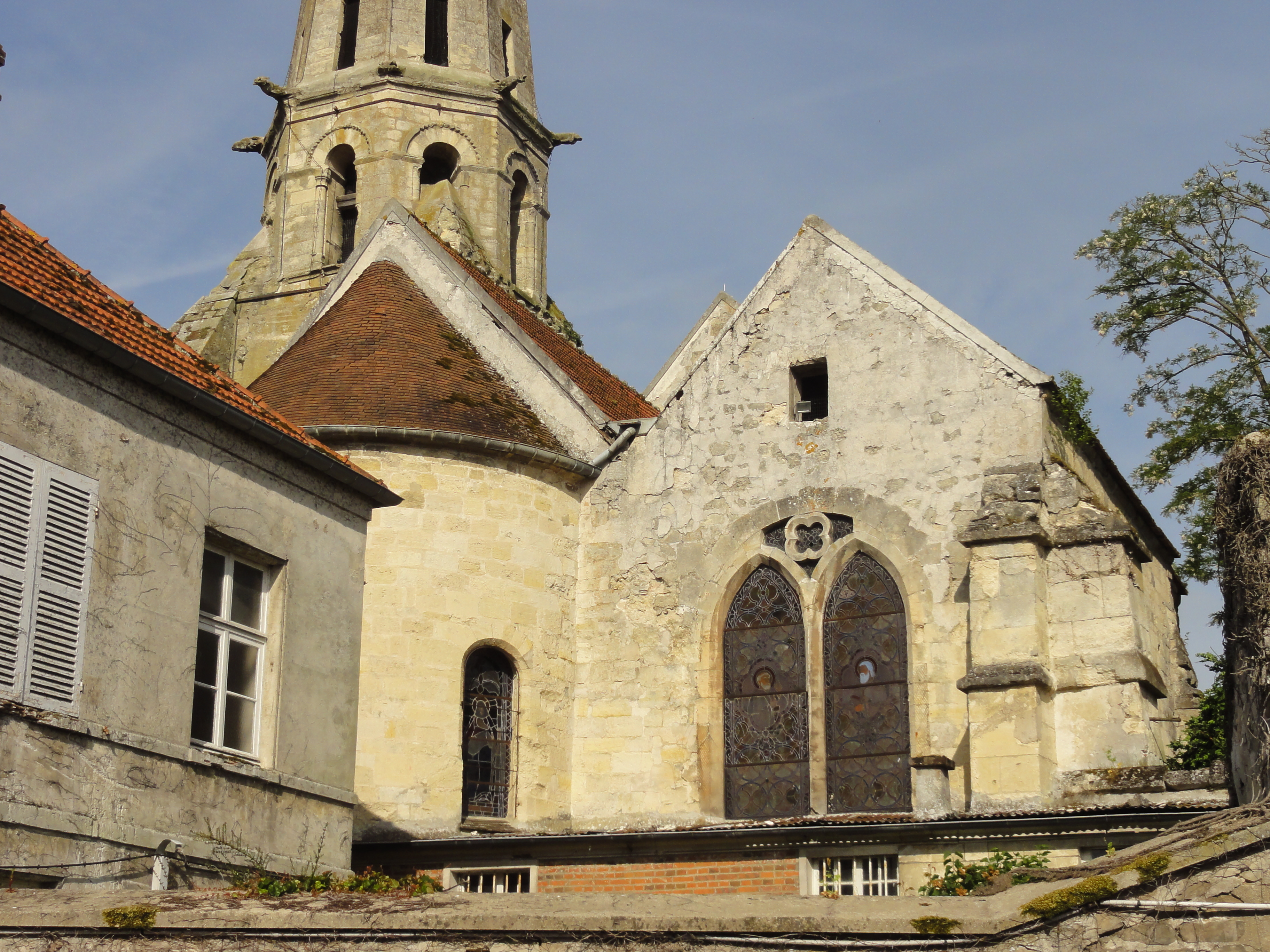
Chevet (vue partielle).

## Mobilier

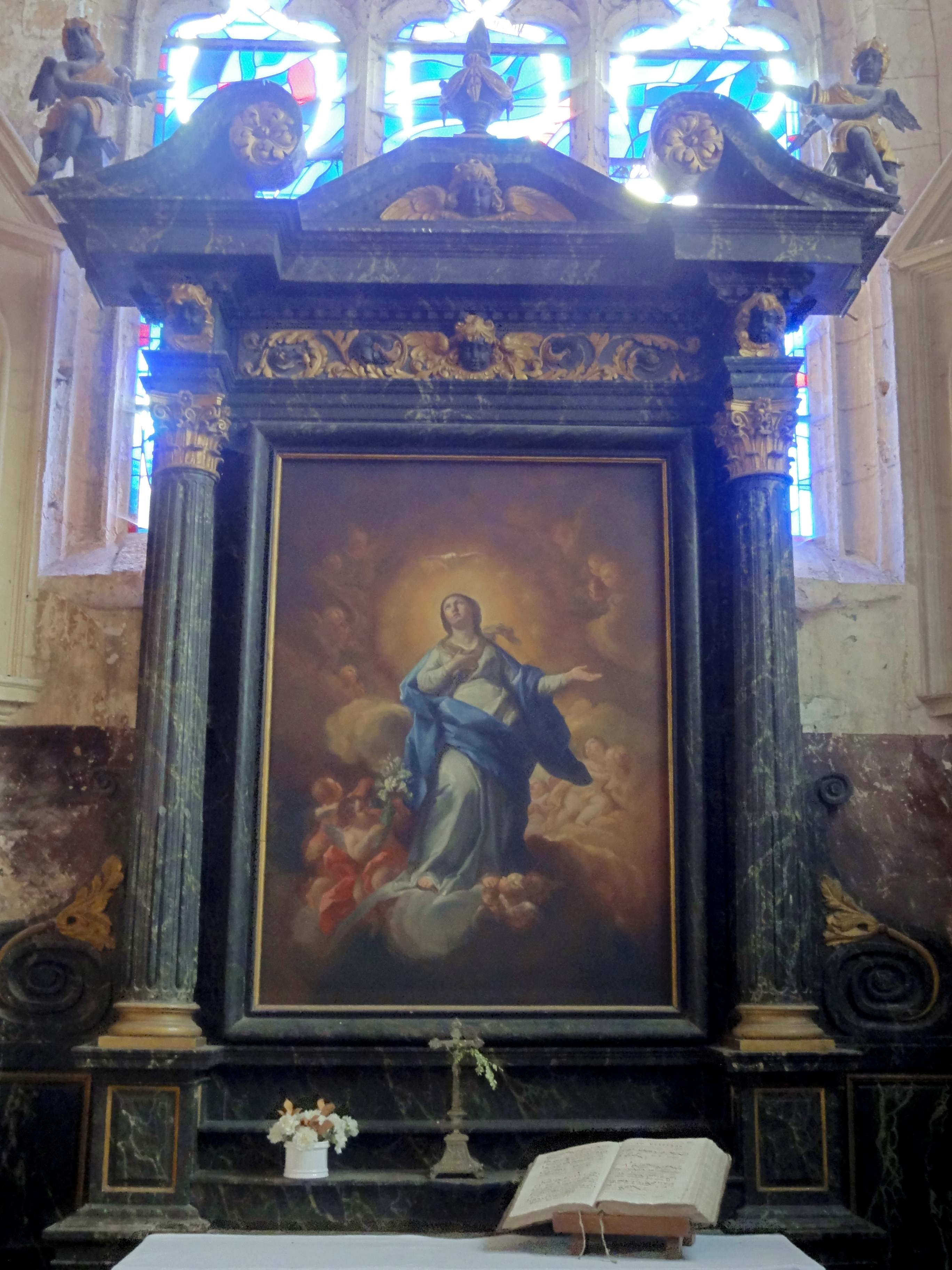
Retable de la Vierge.

Parmi le mobilier de l'église, aucun élément n'est classé monument historique au titre d'objet.
Le retable de la Vierge Marie est en bois, peint en faux-marbre noir veiné de blanc, avec rehaussement de certains détails par des dorures. Il est de style baroque, et a pour fonction de mettre en valeur le grand tableau peint à l'huile sur toile, qui représente l'Assomption de Marie. Ce tableau est flanqué de deux colonnes corinthiennes cannelées, qui supportent un entablement. La frise sur la métope est décorée de trois têtes d'angelots en bas-reliefs, ainsi que de rinceaux végétaux. Un rang de denticules se profile sous la corniche. L'étroit fronton trapézoïdal arbore une tête de chérubin entre deux ailes, et est couronné d'un pot à feu. À gauche et à droite du fronton, des ailerons sont disposés au-dessus des sections de l'entablement qui surmontent les colonnes, et deux anges sculptés en ronde-bosse y sont assis, en tendant les bras comme pour jouer à la guitare. Les instruments se sont perdus.
Des fragments de vitraux du milieu du XVIe siècle sont conservés au sommet de la fenêtre au chevet de la chapelle latérale nord. La figure de Dieu le Père encore remarquée par Eugène Müller à la fin du XIXe siècle a disparu. Elle devait se situer au sommet, où l'on trouve actuellement une tête coiffée, sans visage, et un crucifix. Restent deux angelots voletant dans les airs, dans les mouchettes ; deux anges représentés en buste et de face, dans les soufflets ; et trois phylactères, au sommet des lancettes. Sur celui de gauche, se lit : « Tota pulchra es », ce qui amène Eugène Müller à conclure que le sujet de la verrière était le Couronnement de la Vierge.
L'ancien maître-autel et le tabernacle forment un ensemble cohérent de style rocaille. Ils sont réalisés en bois taillé et peint. L'autel-tombeau est galbé, et des balustres entre de fins rinceaux végétaux se détachent devant les angles. Au milieu, un cartouche affiche la colombe du Saint-Esprit entourée de rayons de lumière. Le tabernacle est richement sculpté, mais l'exécution manque de finesse. Sur la porte, l'on voit la table du Sacrifice où l'Agnus Dei est allongé sur le livre aux sept sceaux, et au-dessus, une gloire, avec au centre le triangle symbolisant le Saint-Esprit, et affichant le tétragramme. Hormis quelques tableaux sur lesquels l'on manque de renseignements, le reste du mobilier ne comporte que de rares éléments dignes d'intérêt. L'on peut surtout signaler la cuve de la chaire à prêcher, déposée dans la chapelle latérale sud, avec des bas-reliefs des saints Pierre et Paul, patrons de l'église, saint Jean-Baptiste et saint Jacques le Majeur, et les panneaux à fenestrages flamboyants réemployés en haut du tambour de porte, et provenant sans doute du banc d'œuvre.

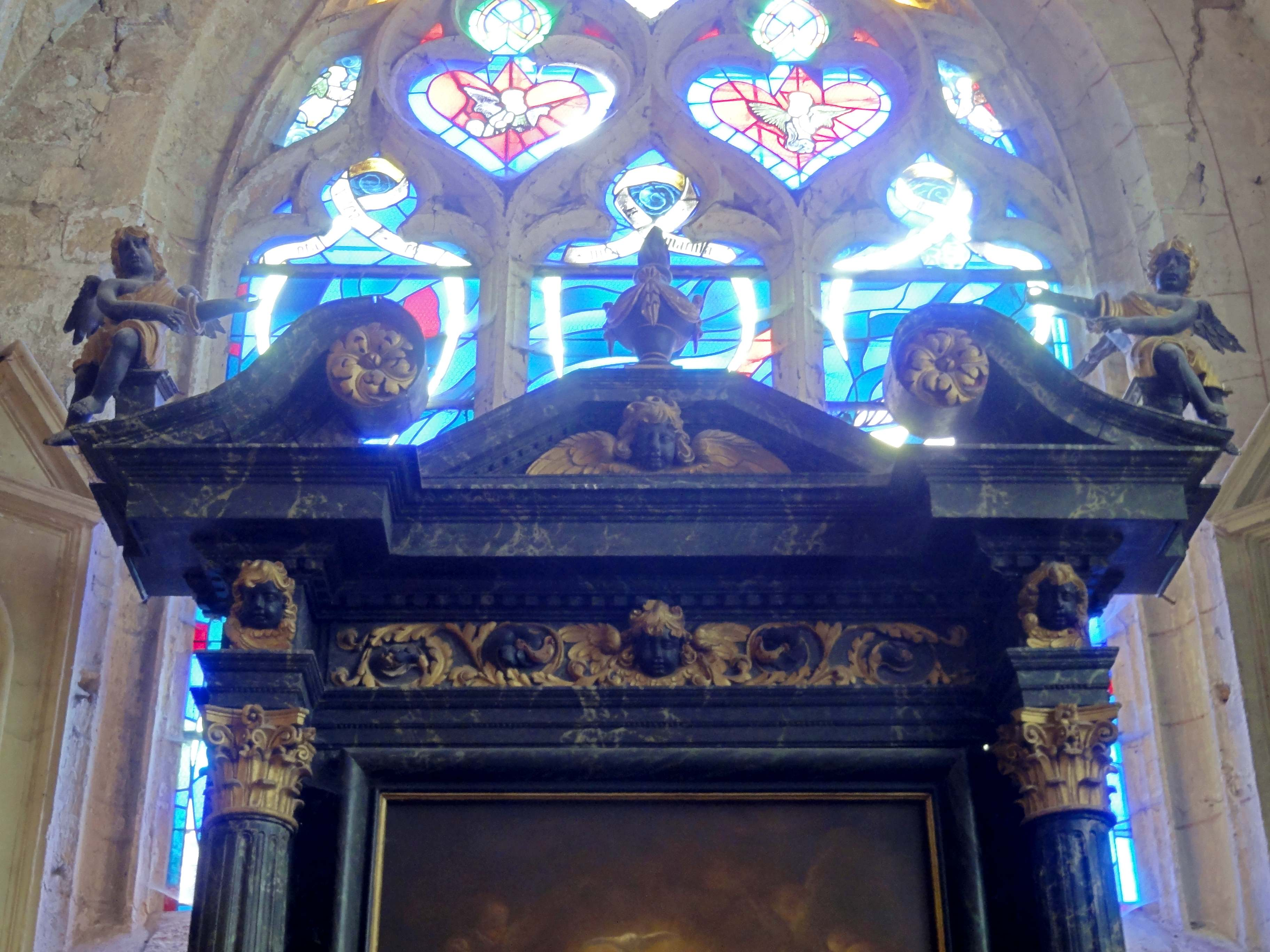
Couronnement du retable de la Vierge.
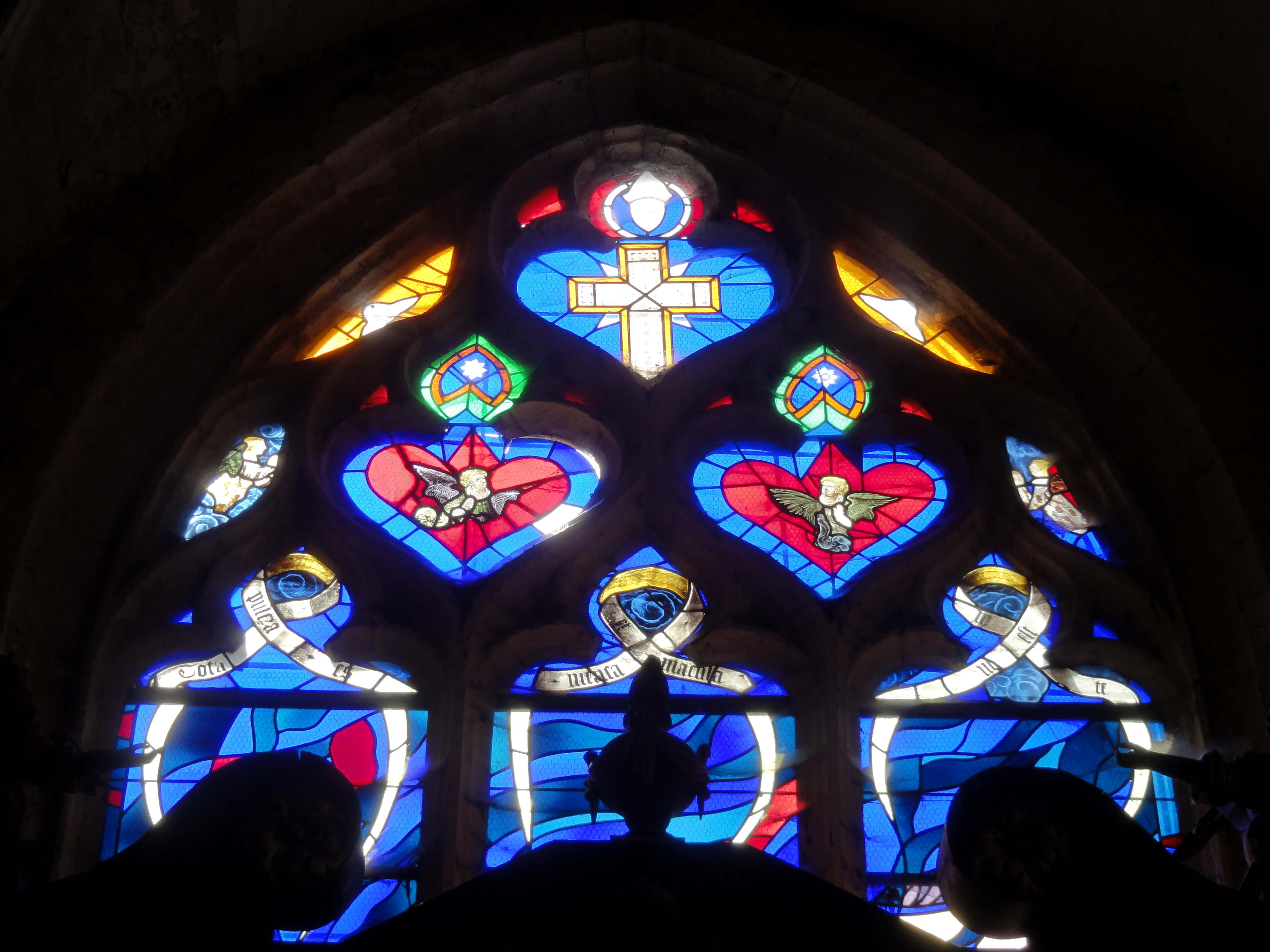
Vestiges de vitraux du XVIe siècle.
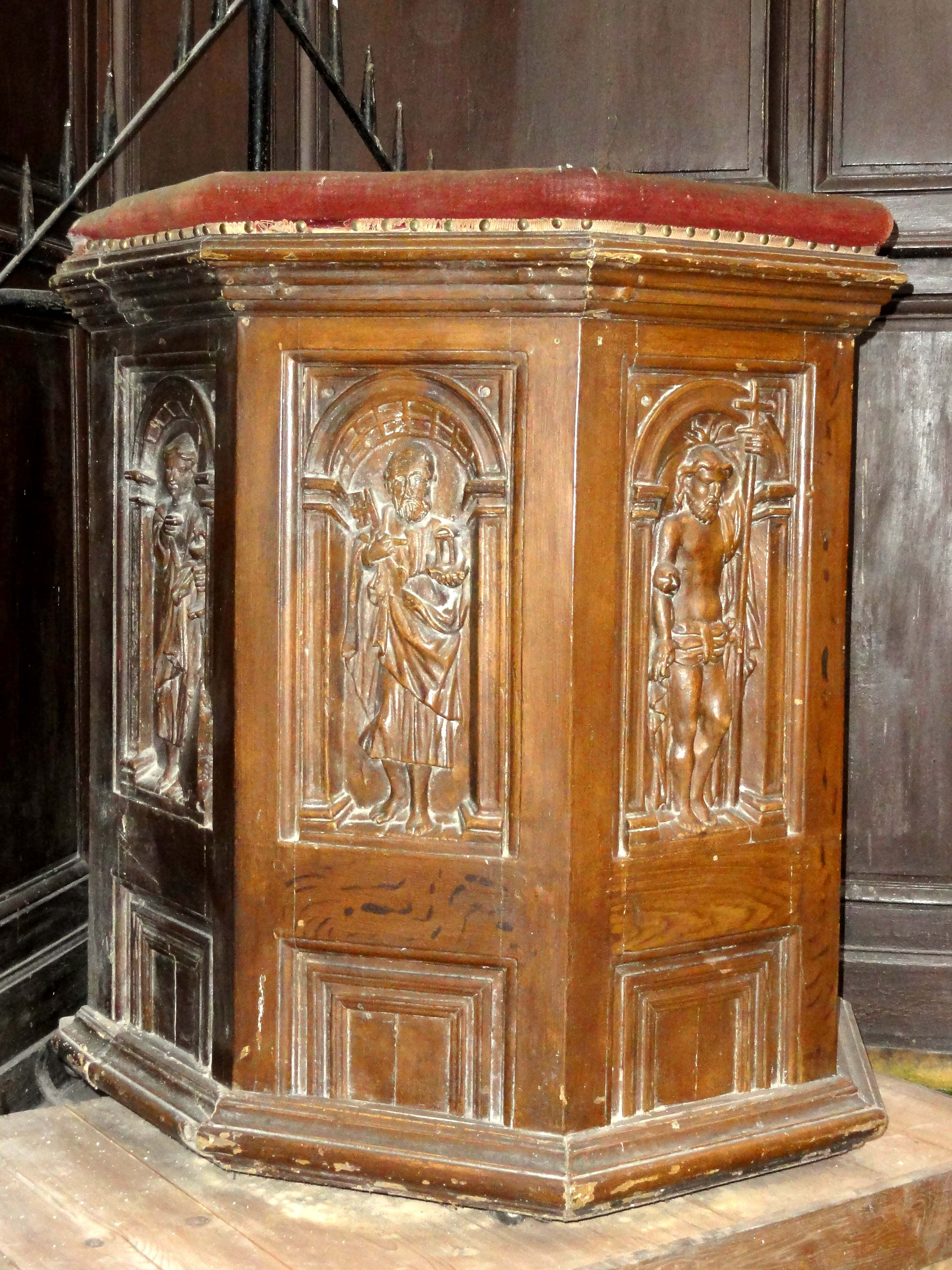
Cuve de la chaire à prêcher.
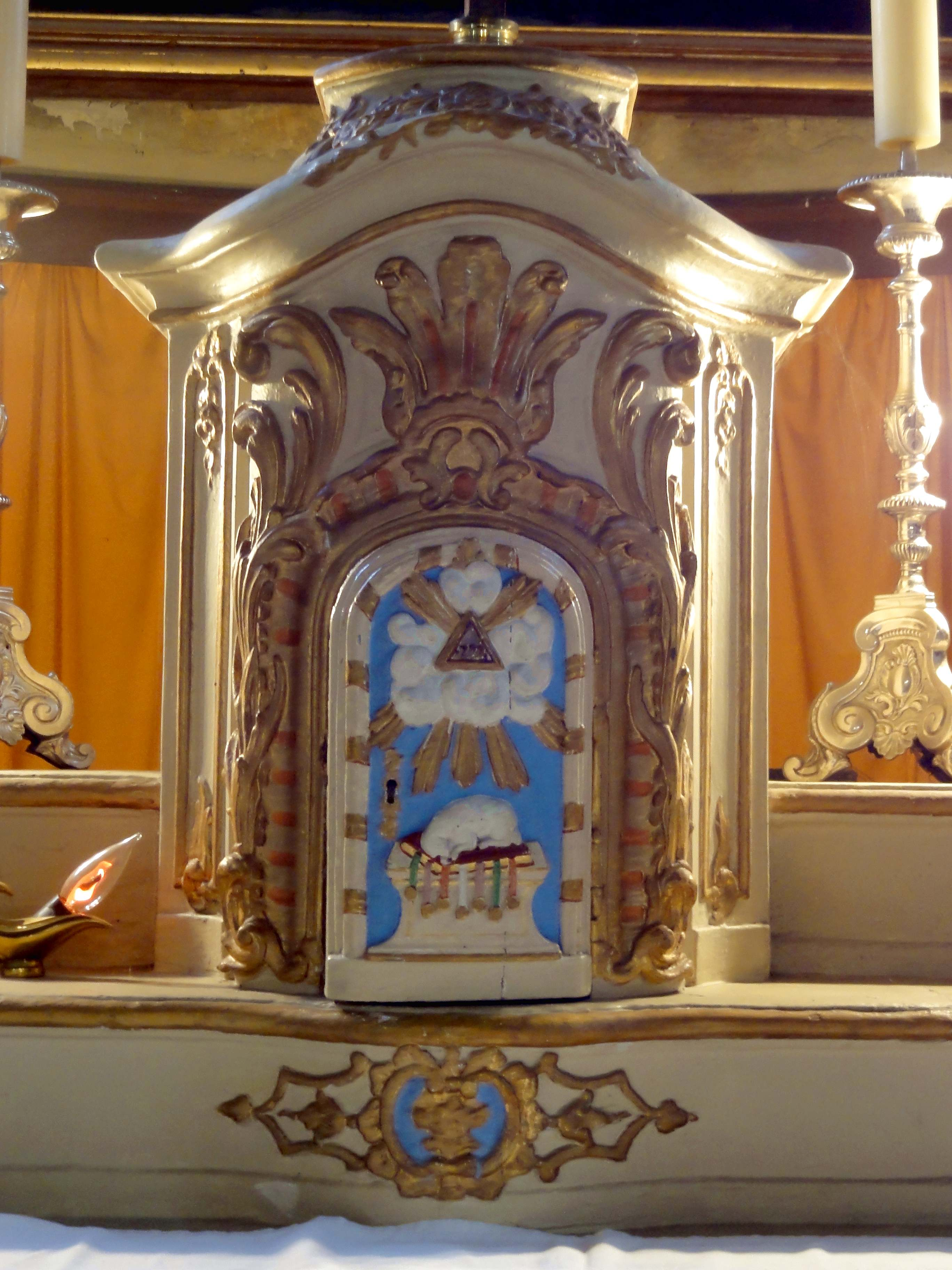
Tabernacle.
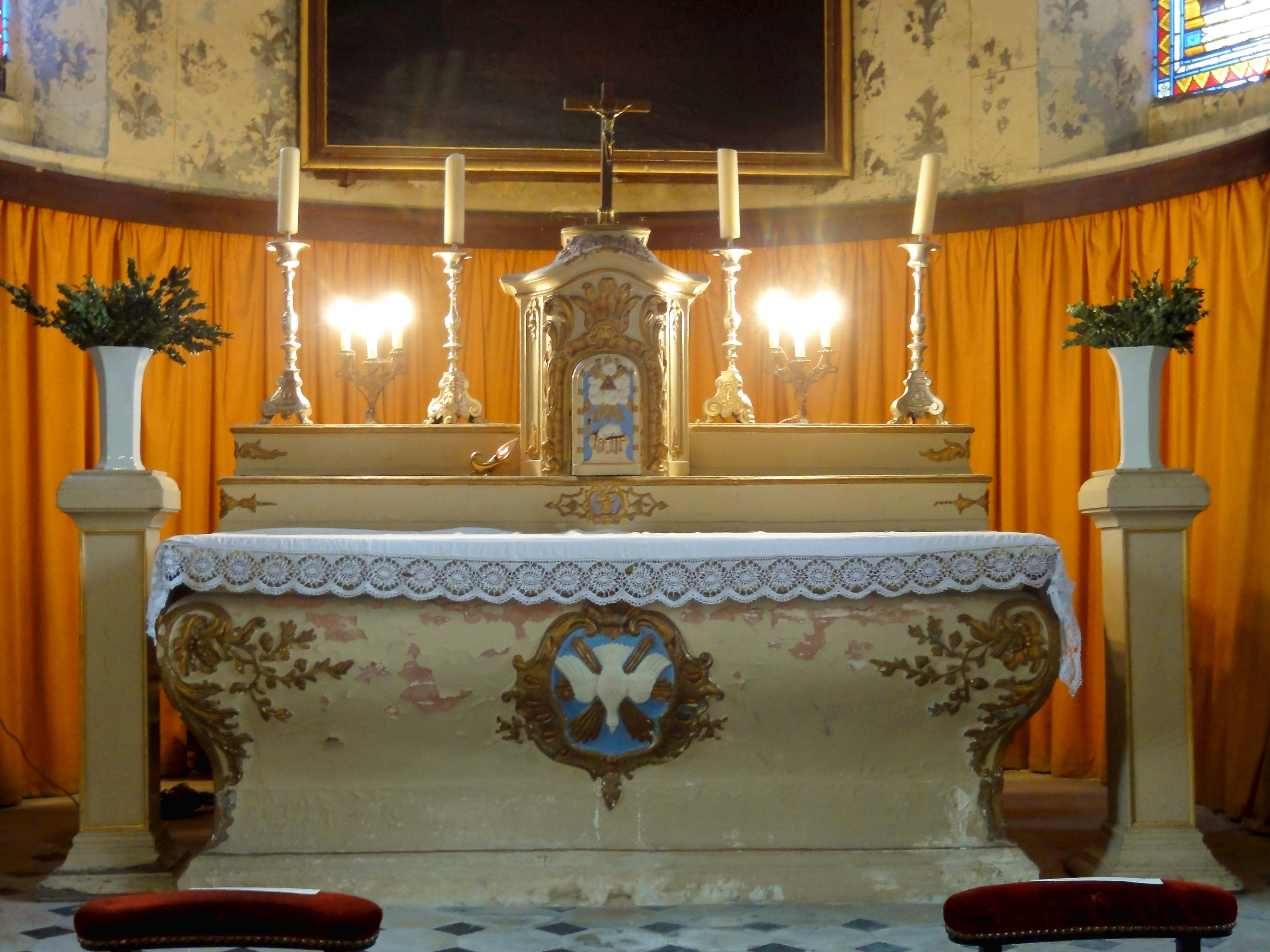
Ancien maître-autel.
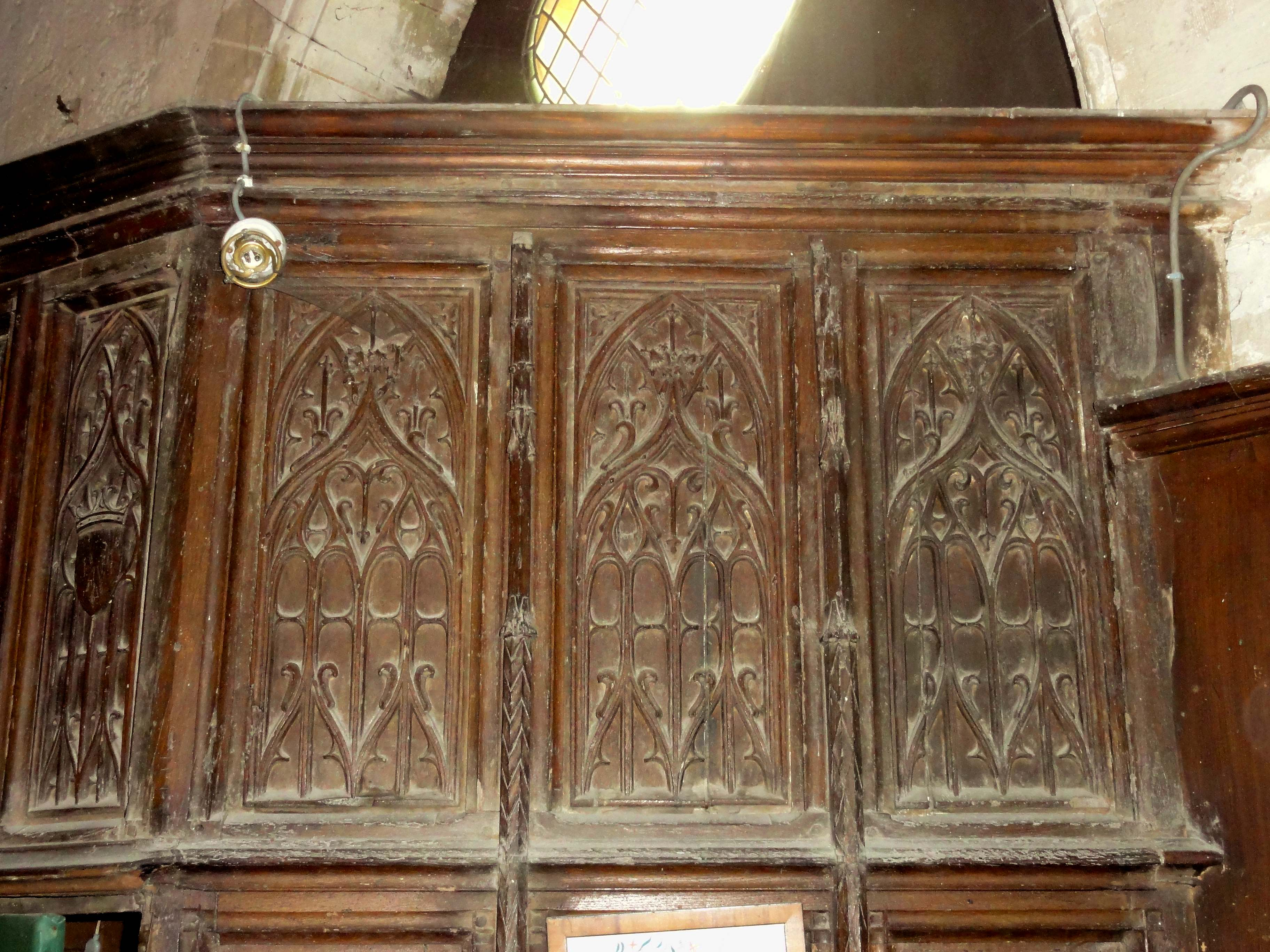
Panneau à fenestrages flamboyant.